# Risorgimento

Logo per il 150º anniversario dell'unità d'Italia

Il Risorgimento, talvolta identificato come Rivoluzione italiana, è il periodo della storia italiana durante il quale l'Italia conseguì la propria unità nazionale. La proclamazione del Regno d'Italia del 17 marzo 1861 fu l'atto che sancì, ad opera del Regno di Sardegna, la nascita del nuovo Stato unitario italiano formatosi con le annessioni plebiscitarie di gran parte degli Stati preunitari. Il Risorgimento continuò con l'incorporazione del Veneto nel 1866 e si ritiene tradizionalmente concluso con la presa di Roma del 20 settembre 1870 e la sua proclamazione ufficiale a capitale d'Italia il 3 febbraio 1871 (come già stabilito dal parlamento italiano il 27 marzo 1861); rimasero fuori dal Regno d'Italia le "terre irredente" di Trento e Trieste, che furono incorporate solo al termine della prima guerra mondiale. Per indicare questo processo storico si utilizza anche la locuzione Unità d'Italia.
Il termine, che designa anche il movimento culturale, politico e sociale che promosse l'unificazione, richiama gli ideali romantici, nazionalisti e patriottici di una rinascita italiana attraverso il raggiungimento di un'identità politica unitaria che, pur affondando le sue radici antiche nel periodo romano, «aveva subìto un brusco arresto [con la perdita] della sua unità politica nel 476 d.C. in seguito al crollo dell'Impero romano d'Occidente».

## Estensione cronologica del movimento

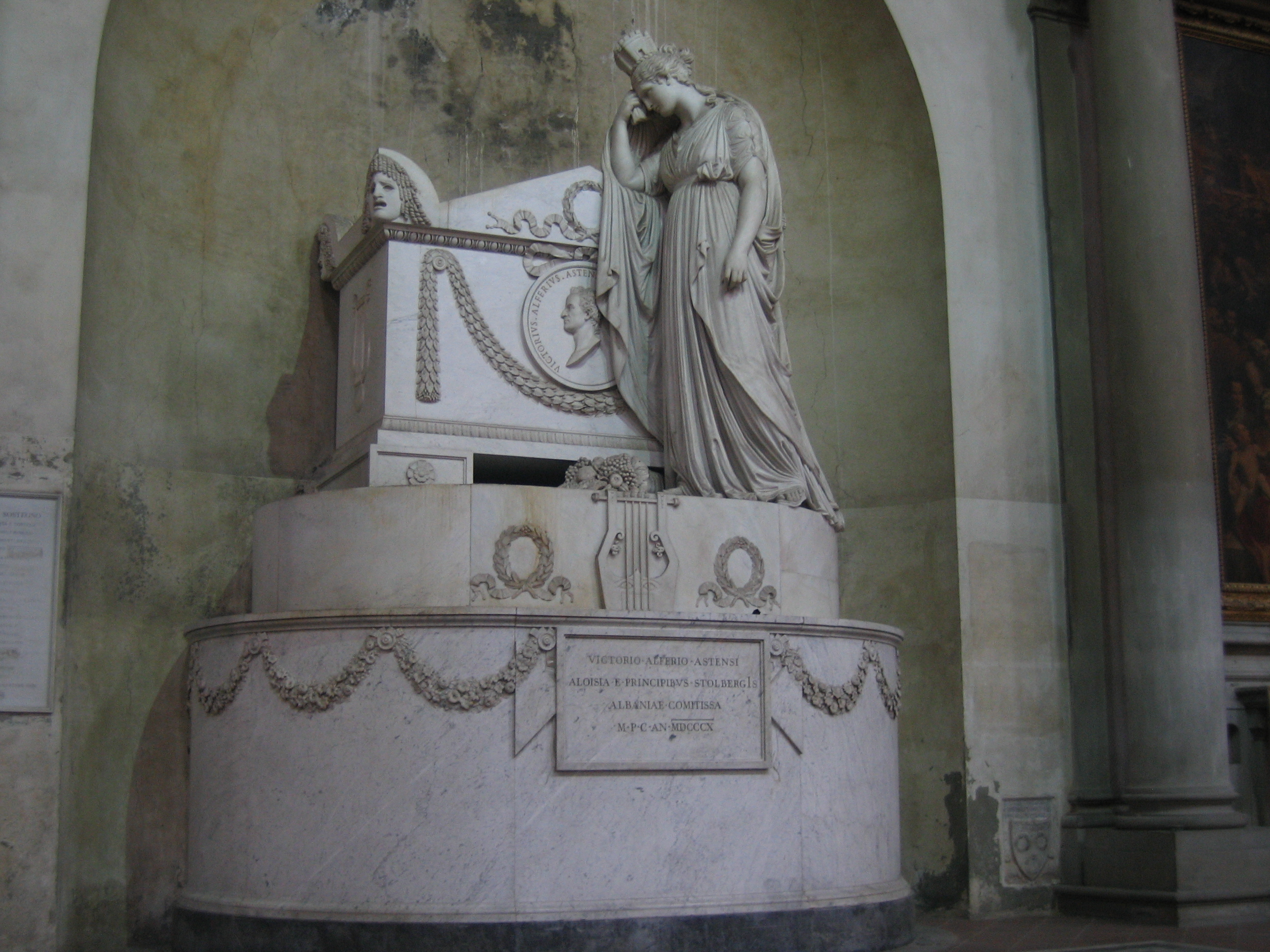
Tra il 1806 e 1810 Canova scolpì l'Italia turrita piangente sulla tomba di Vittorio Alfieri, uno dei primi intellettuali a promuovere il sentimento di unità nazionale

Sebbene non vi sia consenso unanime tra gli storici, la maggior parte di essi tende a stabilire l'inizio del Risorgimento, come movimento, subito dopo il Congresso di Vienna (1815), e il suo compimento fondamentale con l'annessione dello Stato Pontificio e lo spostamento della capitale a Roma il 3 febbraio 1871. Un preciso inizio è da taluni fissato ai moti siciliani del 15 giugno 1820 e da altri alla prima guerra d'indipendenza del 1848-1849.
Tuttavia, gran parte della storiografia italiana ha esteso il compimento del processo di unità nazionale sino agli inizi del XX secolo, con l'annessione delle cosiddette terre irredente, a seguito della prima guerra mondiale, creando quindi il concetto di quarta guerra di indipendenza.
La definizione dei limiti cronologici del Risorgimento risente evidentemente dell'interpretazione storiografica riguardo a tale periodo e perciò non esiste accordo unanime fra gli storici sulla sua determinazione temporale, formale e ideale.
Esiste inoltre un collegamento tra un "Risorgimento letterario" e uno politico: fin dalla fine del XVIII secolo si scrisse di Risorgimento italiano in senso esclusivamente culturale.
La prima estensione dell'ideale letterario a fatto politico e sociale della rinascita dell'Italia si ebbe con Vittorio Alfieri (1749-1803), non a caso definito da Walter Maturi il «primo intellettuale uomo libero del Risorgimento», vero e proprio storico dell'età risorgimentale, che diede inizio a quel filone letterario e politico risorgimentale che si sviluppò nei primi decenni del XIX secolo.
Come fenomeno politico, il Risorgimento viene compreso da taluni storici fra il proclama di Rimini (1815) e la breccia di Porta Pia da parte dell'esercito italiano (20 settembre 1870), da altri, fra i primi moti costituzionali del 1820-1821 e la proclamazione del Regno d'Italia (1861) o il termine della terza guerra d'indipendenza (1866).
Altri ancora, in senso lato, vedono la sua nascita fra l'età riformista della seconda metà del XVIII secolo e l'età napoleonica (1796-1815), a partire dalla prima campagna d'Italia.
La sua conclusione, parimenti, viene talvolta estesa, come detto, fino al riscatto delle terre irredente dell'Italia nord-orientale (Trentino e Venezia Giulia) a seguito della prima guerra mondiale.
Le forze politiche che diedero vita alla Costituzione della Repubblica Italiana e una parte della storiografia hanno talvolta ricollegato idealmente alla Resistenza all'occupazione nazifascista, tra il 1943 e il 1945, un "secondo" Risorgimento.

## L'idea di nazione lungo la storia
Ricercare i fondamenti dell'identità nazionale italiana, che presso la maggioranza del popolo poteva risultare latente prima della nascita del Regno d'Italia, è stato il compito assunto dagli intellettuali risorgimentali nel clima romantico dell'epoca, nel loro tentativo di costruire e diffondere i miti e le narrazioni relative a un'idea di nazione collegabile a un effettivo spirito del popolo.

Divenne perciò essenziale un richiamo alla memoria storica del passato, soprattutto all'epoca medievale, nel quale gli storiografi romantici intravedevano l'inizio di un cammino verso la riconquista dell'unità politica, perduta dopo la fine dell'Impero romano. Per questo si servirono anche di un'intensa connotazione storica da cui «è nato il culto nazionale dei grandi uomini (per esempio, Dante, Petrarca, Machiavelli, Parini ecc.), che all'epoca si considerava appartenessero 'naturalmente' al susseguirsi delle generazioni che connotavano la 'stirpe italica'»; 
(Alberto Mario Banti, Risorgimento, Enciclopedia Italiana - VII Appendice, 2007)

### Epoca romana
La storiografia risorgimentale italiana trasse dunque origine idealmente da diverse tradizioni storiche, a cominciare dall'epoca romana, in cui la nozione di "Italia" si evolse fino a designare la penisola nella sua totalità, dalla punta calabra, allora Bruzio, fino alle Alpi; dai tempi di Diocleziano in poi essa incluse anche le isole.
L'Italia fu il luogo di nascita e il primo campo di espansione del potere romano e fu integrata nello stato secondo modalità variabili; il sistema amministrativo dell'Italia rimase distinto da quello delle province fino all'epoca di Diocleziano. Le province erano infatti territori governati da magistrati delegati dal potere centrale, mentre l'annessione e poi l'amministrazione dell'Italia si articolò attraverso la fondazione di colonie romane e latine, con la stipula di trattati di alleanza e confische del territorio. L'Italia romana era un territorio vasto e contrassegnato da una notevole varietà etnica e sociale, che, pur conservando dei forti particolarismi locali, subì sin dalla fine della repubblica romana un processo di unificazione sotto un unico regime giuridico.
Il concetto di stato-nazione è senz'altro anacronistico se applicato al mondo antico, tuttavia la memoria storica dell'Italia romana venne particolarmente evocata nel periodo di formazione della nazione italiana moderna.

### Età medievale
Con la caduta dell'Impero romano d'Occidente, l'unità territoriale della penisola non venne meno né col regno degli Ostrogoti, né con l'invasione longobarda e la conseguente spartizione della penisola.
I Longobardi inizialmente tesero a rimanere separati dalle popolazioni soggette sia sotto il profilo politico che militare, ma col tempo finirono sempre più per fondersi con la componente latina e tentarono, sull'esempio romano e ostrogoto, di riunificare la penisola per dare una base nazionale al loro regno. Tale tentativo fallì per l'intervento dei Franchi richiamati da papa Adriano I, secondo un modello destinato a ripetersi nei secoli a venire, che vede il papa cercare il più possibile di impedire la nascita di una potenza nemica sul suolo italico in grado di compromettere la sua autonomia.
Prima della conquista franca infatti, il Regnum Langobardorum si identificava con la massima parte dell'Italia peninsulare e continentale e gli stessi re longobardi, dal VII secolo, non si consideravano più solo re dei longobardi, ma dei due popoli (longobardi e italici di lingua latina) posti sotto la propria sovranità nei territori non bizantini e dell'Italia tutta (rex totius Italiae). I vincitori si erano pertanto gradualmente romanizzati, abbracciando la cultura dei vinti grazie anche all'accettazione del latino come unica lingua scritta dello Stato e come strumento di comunicazione privilegiato a livello giuridico e amministrativo.
A partire dalla seconda metà dell'VIII secolo, i Franchi rivendicarono il titolo imperiale con Carlo Magno. Un secolo e mezzo più tardi, dopo l'estinzione della dinastia carolingia, fu un nuovo sovrano germanico, Ottone I di Sassonia, a rivendicare l'autorità imperiale. Sin dall'epoca carolingia, il controllo del Regno d'Italia rimase un fattore chiave per la conquista della corona imperiale, pertanto il titolo rimase a lungo conteso e alla lunga all'aristocrazia italica sfuggì il controllo della corona, ma essa riuscì comunque a consolidare il proprio potere attraverso processi di potenziamento dinastico e signorile. La storiografia nazionalistica dipinse Berengario del Friuli (850-924), retoricamente rappresentato come «un campione e un assertore dell'unità d'Italia», e Arduino d'Ivrea (955-1015), sovrani del Regno d'Italia entrambi appartenenti alla dinastia anscarica, come antesignani dei patrioti risorgimentali.

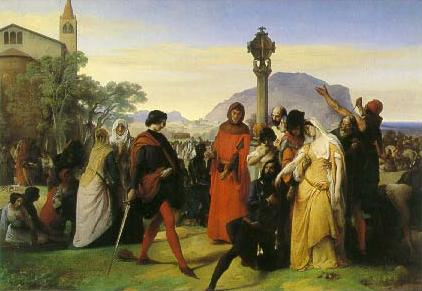
I vespri siciliani, di Francesco Hayez (1846): questo quadro di ispirazione romantica costituisce uno dei classici esempi di opere pittoriche risorgimentali, che mascheravano sotto la rappresentazione di eventi del passato l'ideale di cospirazione e lotta contro lo straniero.

Nei primi secoli dopo il Mille, lo stesso desiderio di autonomia e libertà portò a un notevole sviluppo delle Repubbliche marinare (Amalfi, Genova, Pisa e Venezia) e poi dei liberi Comuni di popolo, favorendo quella rinascita dell'economia e insieme delle arti che approderà al Rinascimento e che fu anticipata dal risveglio religioso che si ebbe nel Duecento con le figure di Gioacchino da Fiore e Francesco d'Assisi.
Se durante l'alto Medioevo il sentimento nazionale italiano si mantenne ancora piuttosto in ombra, partecipando alla contesa tra le due potenze di allora, il Papato e l'Impero, con i quali si schierarono rispettivamente guelfi e ghibellini, esso cominciò così lentamente a emergere, alimentandosi soprattutto del ricordo dell'antica grandezza di Roma, e trovando nell'identità religiosa rappresentata dalla Chiesa, idealmente erede delle istituzioni romane, un senso di comune appartenenza.

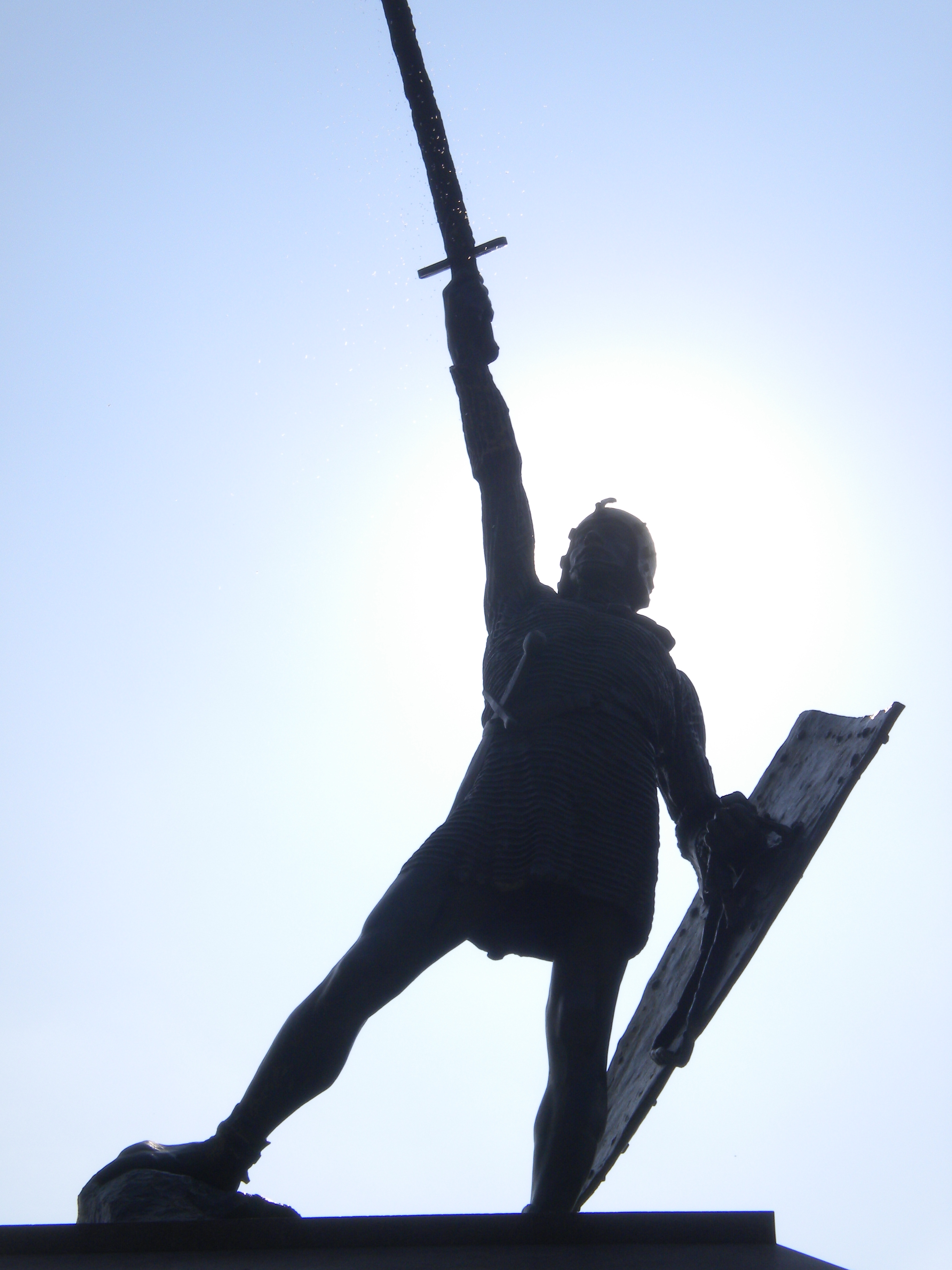
Monumento al Guerriero di Legnano

La vittoria nella battaglia di Legnano ad opera della Lega Lombarda contro l'imperatore Federico Barbarossa (1176) e la rivolta dei Vespri siciliani contro il tentativo del re di Francia di assoggettare la Sicilia (1282) saranno assunte in particolare dalla retorica romantica ottocentesca come simboli del primo risveglio di una coscienza di patria.
La realtà storica mostrava invece come la formazione dei comuni e delle signorie portò al fallimento di una composizione politica unitaria, per il prevalere di interessi locali in un'Italia suddivisa in piccoli stati, spesso in lotta fra di loro. Così fu non progetto politico unitario ma espressione della volontà di una politica espansionistica di assoggettamento l'azione del sovrano svevo-italiano Federico II di Svevia, tesa a favorire l'instaurarsi di signorie ghibelline a lui amiche, sottraendo l'Italia dall'influenza papale e sottomettendola per intero all'impero germanico.

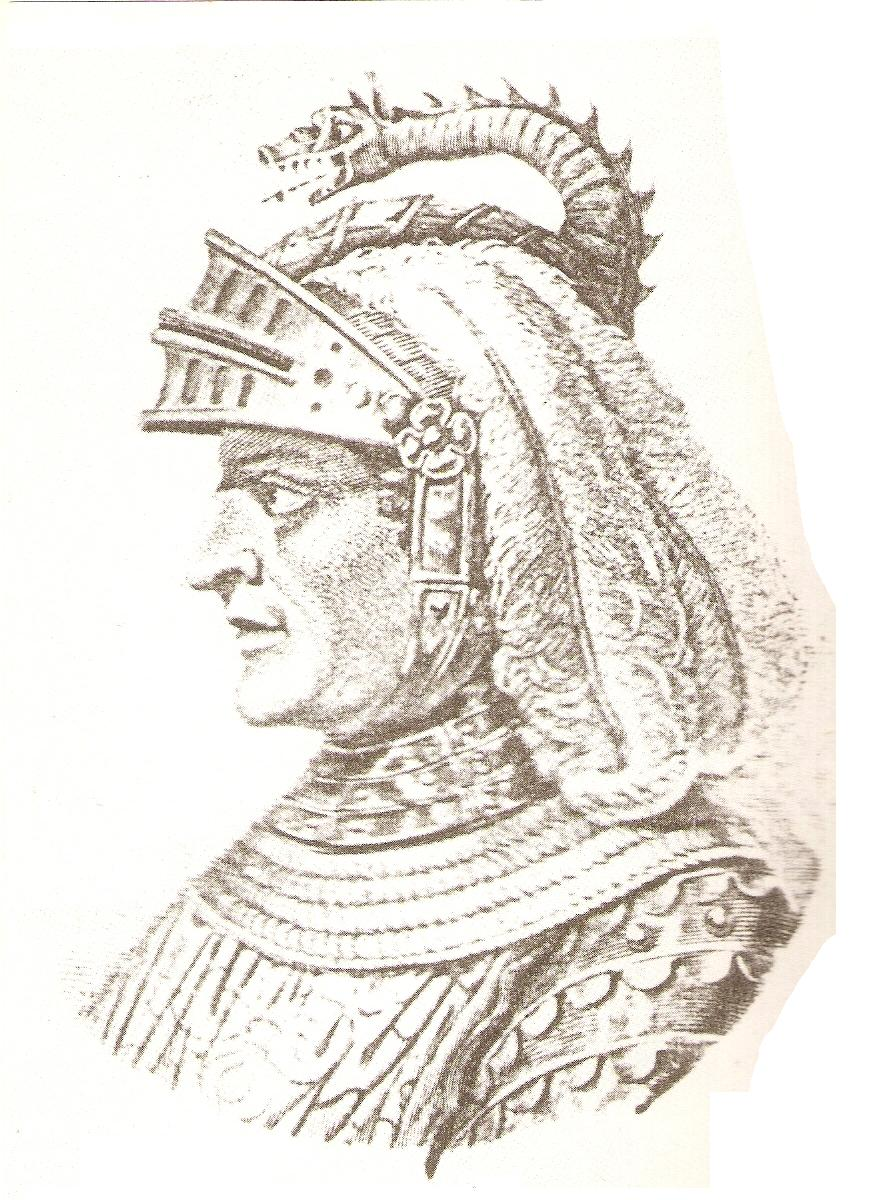
Alberico da Barbiano

In modo simile la storiografia ottocentesca post-unitaria, che voleva respingere l'accusa degli italiani restii a fare la guerra e chiusi nei loro interessi privati, giudicò ispirata ad uno spirito di riscossa nazionale nell'ambito militare la vittoria nel 1379 del condottiero Alberico da Barbiano nella Battaglia di Marino al comando delle milizie italiane contro mercenari francesi e bretoni al soldo dell'Antipapa Clemente VII. Per questa sua impresa Alberico riceverà da Papa Urbano VI uno stendardo col motto "LI-IT-AB-EXT" ("Italia ab exteris liberata" - L'Italia liberata dagli stranieri). Secondo Gregorovius, dimenticando lo spirito mercenario che animava le imprese del condottiero di ventura Alberico da Barbiano, questa fu «la prima volta [in cui] le armi nazionali vinsero le compagnie di ladroni stranieri; l'Italia si destò alla fine dal suo letargo, sicché da quella giornata di Marino si può dire che cominci l'era di una nuova milizia italiana e di una nuova arte di guerra».
Così scrive Ariodante Fabretti, patriota, storico e senatore del Regno d'Italia nella XVI legislatura che vede nel soldato di ventura quasi una figura profetica dei futuri eroi risorgimentali:

### Rinascenze e Rinascimento

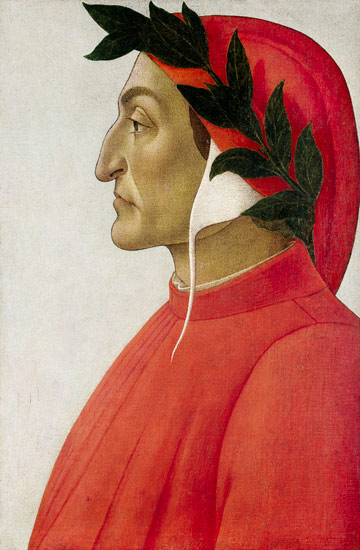
Dante Alighieri

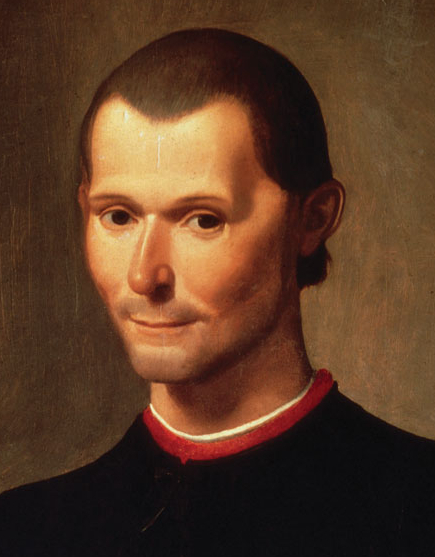
Niccolò Machiavelli

Durante le rinascenze culturali del XIII e XIV secolo, che avrebbero condotto al fiorire del Rinascimento, si dimostrò ben vivo il ricordo della passata grandezza dell'Italia come centro del potere e della cultura dell'Impero romano e come centro del mondo, e il Paese fu ispirazione ed oggetto di studio per poeti e letterati, cantando lodi all'Italia antica - già vista come continuum culturale se non nazionale - e deprecandone la contemporanea situazione.
Un sentimento di comune appartenenza nazionale sembrò maturare presso gli intellettuali del tempo mentre il volgare latino locale veniva elevato al rango di lingua letteraria, primo ideale elemento di una coscienza collettiva di popolo. Anche grazie a tali letterati e intellettuali, fra cui emersero le figure universali di Dante, Petrarca e Boccaccio, che ebbero scambi culturali senza tener conto dei confini regionali e locali, la lingua italiana dotta si sviluppò rapidamente, evolvendosi e diffondendosi nei secoli successivi anche nelle più difficili temperie politiche, pur rimanendo per molti secoli lingua veicolare solo per le classi più colte e dominanti, venendo progressivamente e indistintamente adottata come lingua scritta in ogni regione italofona, prescindendo dalla nazionalità dei suoi principi. Dante e Petrarca inoltre introdussero la locuzione Bel paese, come espressione poetica, per indicare l'Italia:
Allo stesso tempo Dante deplorò la condizione politica in cui si trovava l'Italia con la famosa terzina della Divina Commedia:

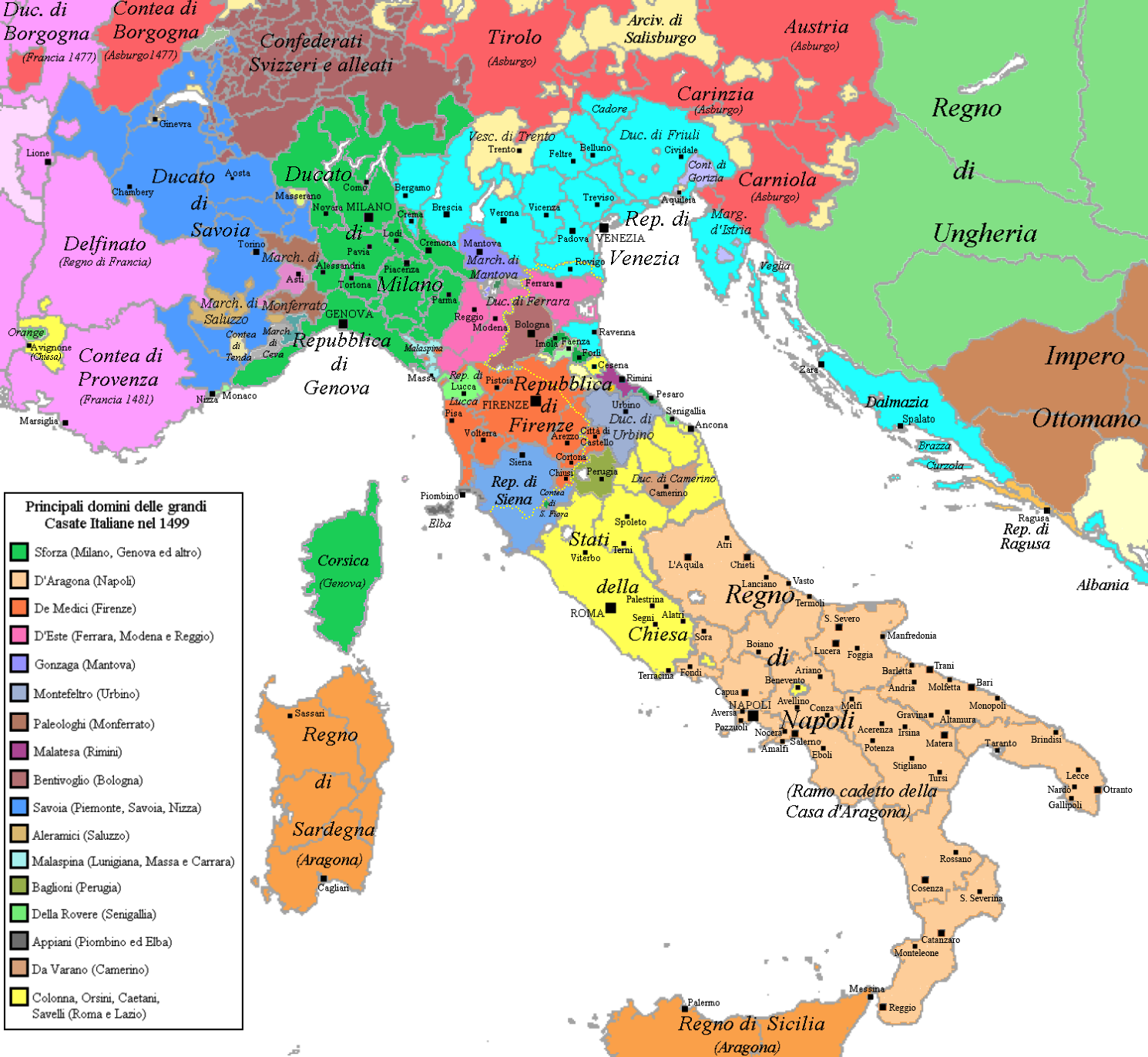
Gli stati italiani alla fine del XV secolo.

Nel 1474 Flavio Biondo manda alle stampe l'opera l'Italia illustrata, un libro di geografia e di storia su quelle che allora erano le diciotto province della penisola. Sul piano politico, invece, a causa della mancanza di uno Stato unitario sul modello di quelli che stavano via via sorgendo nel resto d'Europa, i piccoli stati italiani furono costretti a supplire con l'intelligenza strategica dei suoi capi politici alla superiorità di forze degli stati nazionali europei, arrivando a concordare un'alleanza la Lega Italica. Esemplare fu in proposito il signore di Firenze Cosimo de' Medici (1389-1464), non a caso soprannominato Pater Patriae, ovvero "Padre della Patria", e considerato uno dei principali artefici del Rinascimento fiorentino: la sua politica estera, infatti, mirante al mantenimento di un costante e sottile equilibrio fra i vari stati italiani, sarà profetica nell'individuare nella concordia italiana l'elemento chiave per impedire agli stati stranieri di intervenire nella penisola approfittando delle sue divisioni.
L'importanza della strategia di Cosimo, proseguita dal suo successore Lorenzo il Magnifico (1449-1492) nella sua continua ricerca di un accordo tra gli stati italiani in grado di sopperire alla loro mancanza di unità politica, non venne tuttavia compresa dagli altri prìncipi della penisola, ed essa si concluse con la morte di Lorenzo nel 1492.

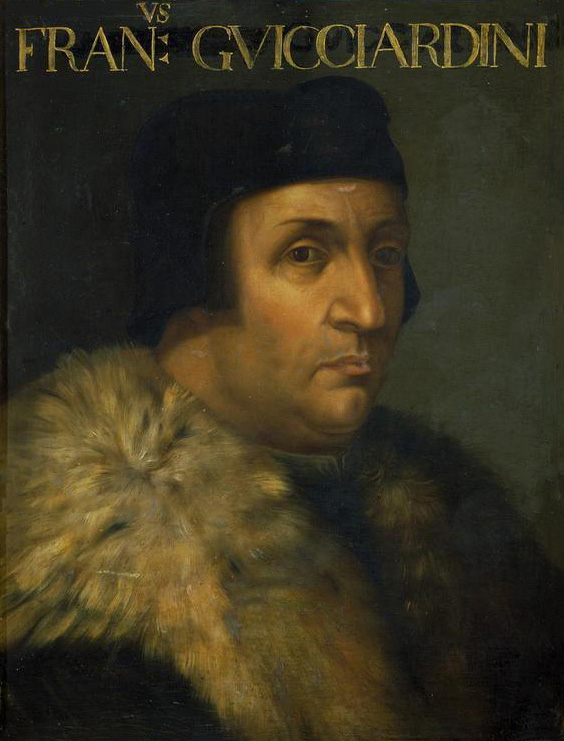
Francesco Guicciardini

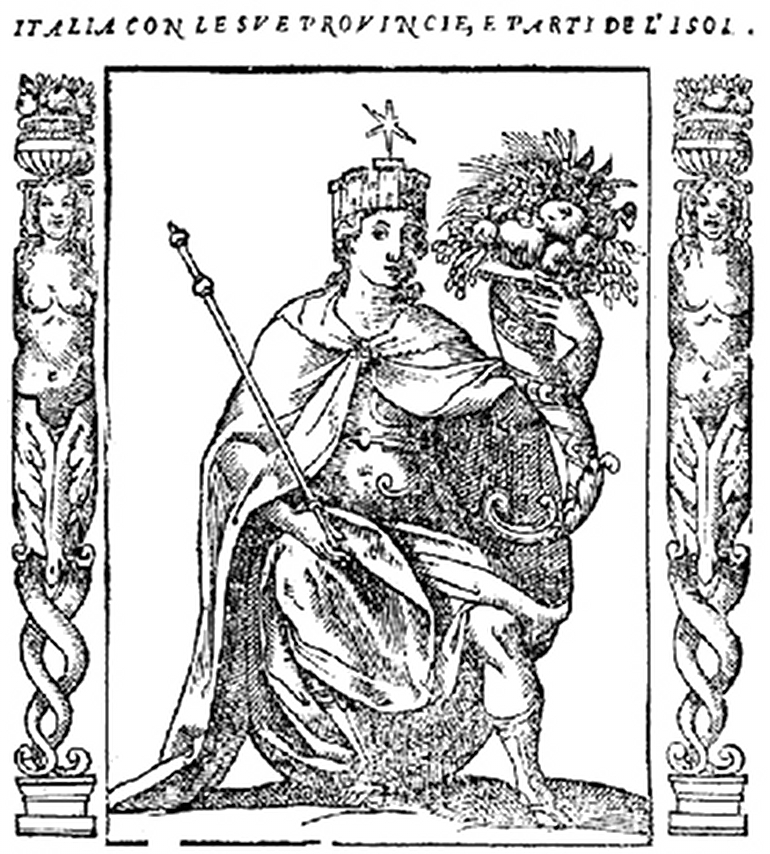
C. Ripa, L'Italia (1603)

Da allora in Italia ebbe inizio un lungo periodo di dominazione straniera, la quale, secondo gli storici risorgimentali, fu quindi dovuta non a sterile arrendevolezza, bensì al ritardo del processo politico di unificazione. Nella propaganda risorgimentale, per via del romanzo omonimo di Massimo d'Azeglio, è anzi rimasto celebre e ricordato come gesto di patriottismo l'episodio della disfida di Barletta (1503), quando tredici cavalieri italiani, alleati degli spagnoli per la conquista del Regno di Napoli, capeggiati dal capitano di ventura Ettore Fieramosca, sconfissero in duello altrettanti cavalieri francesi che li avevano insultati accusandoli di viltà e codardia.
L'interesse per l'unità si spostò intanto dall'ambito culturale a quello dell'analisi politica e, già nel XVI secolo, Machiavelli e Guicciardini dibattevano il problema della perdita dell'indipendenza politica della penisola, divenuta nel frattempo un campo di battaglia fra Francia e Spagna e infine caduta sotto la dominazione di quest'ultima.
Pur con programmi diversi, Machiavelli e Guicciardini, fautori rispettivamente di uno Stato accentrato e di uno federale, concordavano sul fatto che la perdita dell'individualità nazionale fosse avvenuta a causa dell'individualismo e della mancanza di senso dello Stato delle varie popolazioni italiane. Ecco quindi il compito del Principe al quale Machiavelli lanciava la sua nota 
All'inizio del XVII secolo Cesare Ripa con la sua opera Iconologia, nella voce "Italia con le sue provincie. Et parti de l'isole", rifacendosi ai testi classici diffonde l'immagine classica dell'Italia turrita, con cornucopia e sovrastata da una stella, «come rappresentata nelle Medaglie di Commodo, Tito et Antonino» e conclude la descrizione dell'Italia con la frase «Siede sopra il Globo (come dicemmo) per dimostrare come l'Italia è Signora et Regina di tutto il Mondo, come hanno dimostrato chiaro gli antichi Romani, et hora più che mai il Sommo Pontefice maggiore et superiore a qual si voglia Personaggio.»

### Il Settecento e il termine del periodo prerisorgimentale
Nel 1713 venne firmato il Trattato di Utrecht che introdusse nuovi elementi nel quadro geopolitico italiano: gli austriaci sostituirono gli spagnoli nel possesso del ducato di Milano, il duca di casa Savoia venne elevato al titolo di monarca e i suoi domini ingranditi. Un ulteriore assetto venne dato in Italia con il trattato di Aquisgrana (1748) interpretato da molti studiosi del risorgimento, a partire da Carducci, come termine del periodo prerisorgimentale italiano e inizio del Risorgimento.

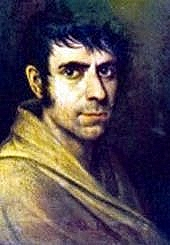
Francesco Lomonaco.

Lo sviluppo di una coscienza politica nazionale coincise, soprattutto nella borghesia, con la diffusione delle idee liberali e dell'Illuminismo.
Nel 1765 sul n.2 de Il Caffè, rivista fondata dall'illuminista Pietro Verri, esce La patria degli Italiani, di Gian Rinaldo Carli che si chiude con la frase «Un italiano in Italia non è mai forestiero».
Gaetano Filangieri pubblica nel 1780 l'opera La Scienza della Legislazione, in cui propugna l'abolizione dei residui del feudalesimo e la monarchia costituzionale, il suo libro, che avrà immediatamente un gran successo in Italia in Europa sarà messo all'indice nel 1784. Sempre nel 1780 Gian Francesco Galeani Napione pubblica Osservazioni intorno al progetto di pace tra S[ua]. M[aestà]. e le potenze barbaresche, proponendo una confederazione tra gli stati marittimi italiani guidata dal papato per difendere il commercio marittimo dall'attività dei pirati barbareschi; con l'avvento della rivoluzione francese, con scritti successivi: "Idea di una confederazione delle potenze d'Italia" (1791), "Memoria sulla necessità di una confederazione delle potenze d'Italia" (1794) promuoverà casa Savoia, in luogo del Papa, come guida di una confederazione di stati italiani in funzione antiespansionistica francese.
Nel 1782 quaranta scienziati italiani fondarono a Verona la Società italiana, ritenendo, come scrisse il suo primo presidente, il matematico Antonio Maria Lorgna, che «lo svantaggio dell'Italia è l'avere ella le sue forze disunite» per cui si doveva «associare le cognizioni e l'opera di tanti illustri Italiani separati» ricorrendo «a un principio motore degli uomini sempre attivo, e talora operante con entusiasmo, l'amor della Patria». Quando questo si fosse realizzato, concludeva Lorgna,: «Cari Signori oltremontani, aspettino un pochino e vedranno l'Italia sotto altro aspetto fra pochi anni. Basta che siamo uniti.»

### Età giacobina e napoleonica

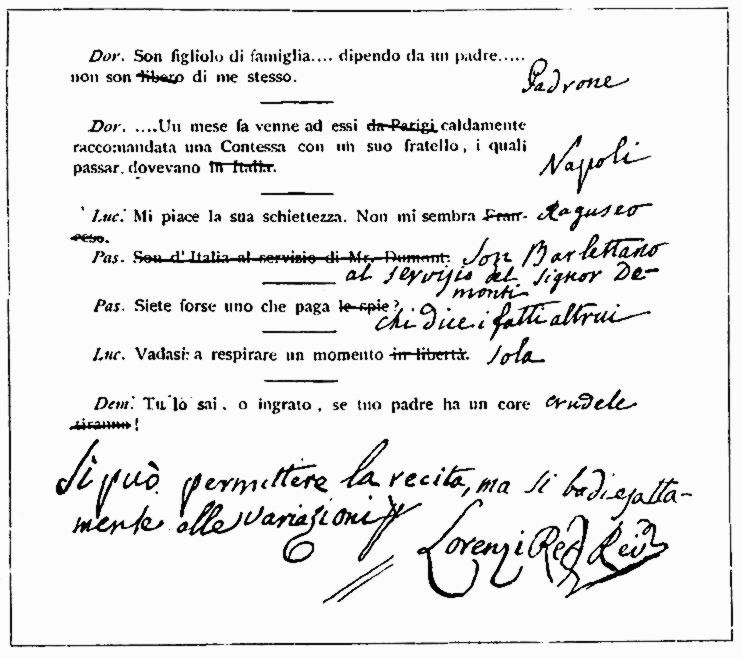
1798: censura borbonica anti-italiana, pagina originale della commedia "Il corsaro di Marsiglia" di Gamerra con le correzioni del regio censore G. Lorenzi che eliminano ogni riferimento all'Italia, alla libertà e alla Francia

Queste idee vennero quindi esaltate dalla Rivoluzione francese ed ebbero un'accelerazione improvvisa con la discesa in Italia di Napoleone Bonaparte nella sua I campagna d'Italia, nel 1796.
Dopo lo scoppio della Rivoluzione francese in Italia si formarono gruppi di giacobini con finalità rivoluzionarie: Filippo Buonarroti tentò senza successo una sollevazione in Toscana che portò al suo arresto e all'espulsione in Francia; a Napoli nel dicembre del 1792 si formò una società patriottica, i cui membri vennero scoperti e tre di loro, Emanuele De Deo, Vincenzo Galiani e Vincenzo Vitaliani, nel 1794 furono processati e impiccati per dare un monito a chi si volesse ribellare.
Lo stesso anno altri circoli rivoluzionari patriottici furono scoperti con le conseguenti impiccagioni: a Torino di Francesco Junod e Giovanni Chantel, a Biella di Francesco de Stefanis. Nel 1794 a Bologna vi fu il tentativo di rivolta di Luigi Zamboni e Giovanni Battista De Rolandis terminato anch'esso con la morte dei due cospiratori che, secondo i sostenitori dell'ipotesi bolognese, furono gli ideatori del tricolore italiano, che sarebbe stato usato in questa occasione per la prima volta.
Non fu che alla fine del XVIII secolo, con l'arrivo delle truppe napoleoniche nella penisola, che cominciò a diffondersi presso strati sempre più ampi di popolazione un sentimento nazionale italiano, fino ad allora percepito soltanto da una ristretta cerchia di intellettuali, aristocratici e borghesi già esposti alle idee dell'Illuminismo, che aveva trovato in Napoli il suo maggior centro di studio accademico. Un'eredità ancora ben presente, a testimonianza dell'influsso "francese", è data dalla origine del tricolore italiano inizialmente adottato nelle piccole ed effimere repubbliche create da Napoleone Bonaparte nell'Italia centro settentrionale e, quindi divenuto bandiera nazionale italiana; risale sempre a Napoleone la coniazione della prima moneta, dopo l'antichità classica, recante la parola "Italia": si tratta del marengo d'oro da 20 franchi coniato nel 1801 dalla Repubblica Subalpina per celebrare la vittoria alla Battaglia di Marengo contro gli austriaci recante la dicitura: L'Italie délivrée à Marengo (L'Italia liberata a Marengo).
Rovesciati i sovrani preesistenti, i francesi, stabilmente insediati in buona parte dell'Italia settentrionale, crearono repubbliche su modello francese (le cosiddette repubbliche sorelle), rivoluzionando la vita del tempo e portando idee nuove, ma facendone anche ricadere il costo sulle popolazioni locali, deludendo così le speranze dei patrioti giacobini italiani, sino a generare episodi di rivolta come le cosiddette "Pasque veronesi".
Melchiorre Gioia nel 1796 vinse il concorso bandito dalla Società di Pubblica Istruzione di Milano sul tema "Quale dei governi liberi meglio convenga alla felicità d'Italia", con una dissertazione in cui sostenne la tesi di un'Italia libera, repubblicana, retta da istituzioni democratiche, indivisibile per i suoi vincoli geografici, linguistici, storici e culturali.
Durante il tramonto dell'era napoleonica, questi nuovi sentimenti nazionalistici vennero diffusi, per guadagnarsi l'appoggio delle popolazioni anche dagli stati che si fronteggiavano militarmente sul suolo italiano. Da Gradisca l'11 ottobre 1813 Eugenio di Beauharnais invitando gli italiani all'unione e al combattimento contro le forze austriache affermava: «[...] ITALIA! ITALIA! Questo sacro nome, che produsse nell'antichità cotanti prodigj, sia oggidì il nostro grido di unione! ... Il prode che combatte pei suoi focolari, per la sua famiglia, per la sua gloria e per l'indipendenza del suo paese è sempre invincibile...»; a questo proclama rispondeva il 10 dicembre 1813 Nugent, comandante delle forze austro britanniche, da Ravenna rivolgendo a sua volta un proclama agli italiani prometteva «... Avrete TUTTI a divenire una nazione indipendente...»
Lord Bentinck, comandante dell'esercito britannico in Italia, dopo essere sbarcato a Livorno, il 14 marzo 1814, a sua volta lanciava un appello agli italiani, facendo un parallelo con la Spagna appena resasi indipendente, che si concludeva: "... Congiunte allora le forze nostre faran sì che l'Italia ciò divenga ch'ella già fu né suoi migliori tempi, e ciò che al presente è ancora la Spagna.".. Lo stesso Bentinck precedentemente nel 1812 aveva creato la Italian Levy, (Leva Italiana) ossia una forza militare composta da tre reggimenti formati da italiani, non inscritti a ruolo nell'esercito inglese, posti sotto il comando di Vittorio Amedeo Sallier della Torre, con l'intento di creare un nucleo di armata di liberazione indipendente, l'armata venne disciolta nel dicembre 1815.
In questo periodo un più forte richiamo per una presa di coscienza politica nazionale si trova nel Proclama di Rimini che rimase però del tutto disatteso. Il 30 marzo 1815, durante la guerra austro-napoletana, Gioacchino Murat rivolse un appello a tutti gli italiani (« [...] Italiani, non state più in forse, siate Italiani...») affinché si unissero per correre in aiuto del regno di Napoli, unico garante della loro indipendenza nazionale contro l'occupante straniero:
Sempre allo scopo di attirare le simpatie delle classi colte italiane alla propria causa, il governo austriaco arrivò nel gennaio 1816 a favorire l'uscita a Milano di una rivista intitolata Biblioteca Italiana, che sortì l'effetto opposto e indusse come reazione la nascita de Il Conciliatore.
Negli ultimi anni del periodo napoleonico Ugo Foscolo inizia a comporre lo scritto Dell'indipendenza del regno d'Italia, che uscirà postumo col titolo di "Della servitù dell'Italia", si tratta di una raccolta di discorsi, tra questi Discorso agli italiani di ogni setta, rivolti agli italiani invitati a considerare la condizione del paese, in preda a divisioni settarie, e a meditare sulla sua indipendenza. Nel settembre 1818 il poeta Giacomo Leopardi comporrà la lirica All'Italia, a contenuto patriottico, che confrontava il presente stato dell'Italia con l'antica gloria.

## Le idee e gli uomini

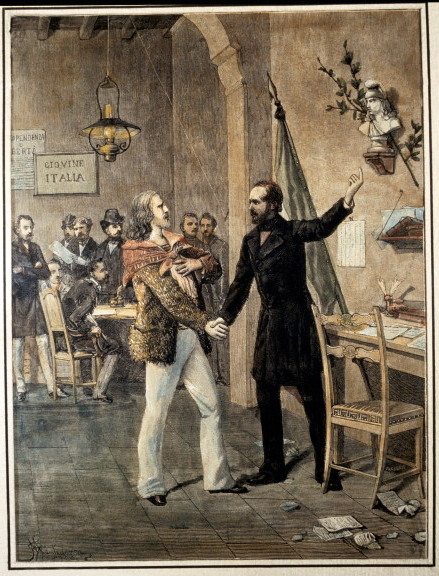
Garibaldi aderisce agli ideali della Giovine Italia, durante il suo primo incontro con Mazzini nel luglio 1833 (incisione al Museo del Risorgimento, Torino)

Il sorgere della coscienza nazionale non fu un processo unitario, lineare o coerentemente definito; diversi programmi, aspettative e ideali, a volte anche incompatibili tra loro, confluirono in un vero e proprio crogiolo: vi erano in campo quelli romantico-nazionalisti, repubblicani, protosocialisti, massoni, anticlericali, liberali, monarchici filosabaudi e papalini, laici e clericali, neoguelfi e neoghibellini, vi era l'ambizione espansionista di Casa Savoia verso la Lombardia, vi era la volontà di liberarsi dal dominio austriaco nel Regno del Lombardo-Veneto, unitamente al generale desiderio di migliorare la situazione socio-economica approfittando delle opportunità offerte dalla rivoluzione tecnico-industriale.
Vi era al contempo l'esigenza di superare la frammentazione della penisola laddove sussistevano Stati, in parte liberali, che spinsero i vari rivoluzionari della penisola a elaborare e a sviluppare un'idea di patria più ampia e ad auspicare la nascita di uno Stato-nazione analogamente a quanto avvenuto in altre realtà europee come Francia, Spagna e Gran Bretagna.
Francesco Lomonaco fu uno dei primi, se non il primo, a preconizzare la formazione di un'Italia unita sotto un unico governo. Nel suo scritto Colpo d'occhio sull'Italia, contenuto nel Rapporto al cittadino Carnot (1800), egli recitò: «Perché vi sia in Europa bilancia politica è d'uopo che l'Italia sia fusa in un solo governo [...] Gli Italiani, avendo unico e proprio governo acquisteranno spirito di nazionalità, avendo patria godranno della libertà e di tutti i beni che ne derivano».

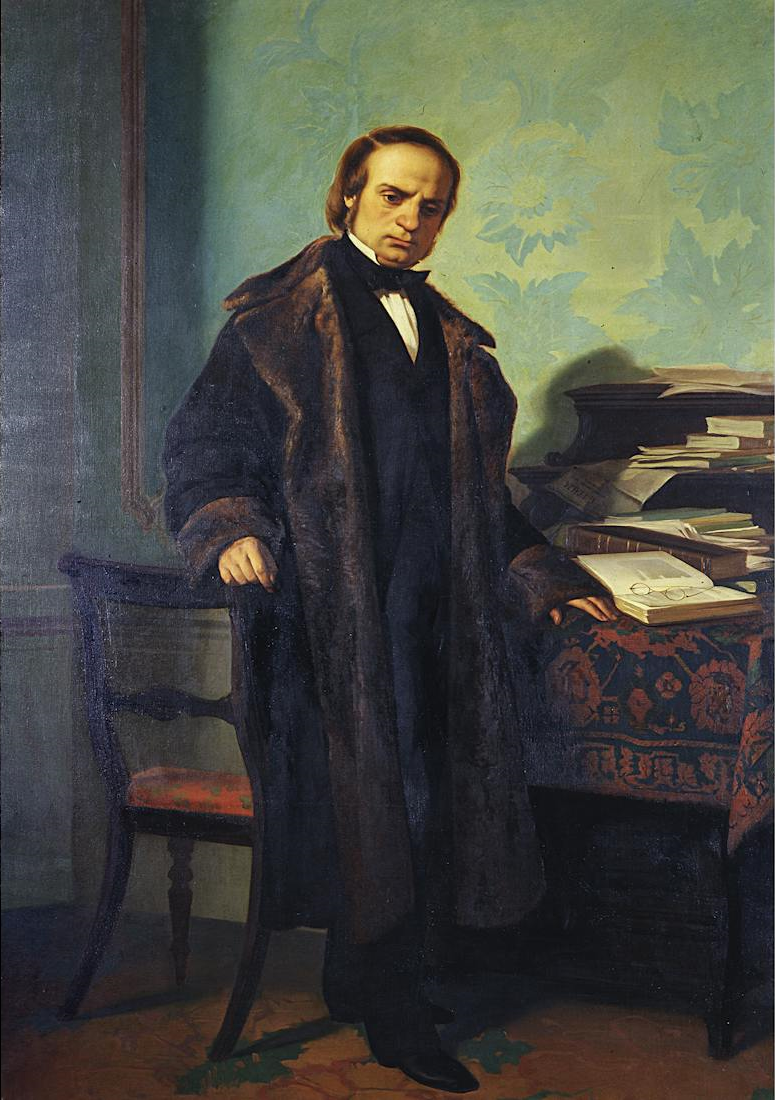
Vincenzo Gioberti ritratto da Antonio Puccinelli.

Dopo Lomonaco, le personalità di spicco in questo processo furono molte tra cui:
Giuseppe Mazzini, figura eminente del movimento democratico repubblicano italiano ed europeo; Giuseppe Garibaldi, repubblicano, e di simpatie socialiste, considerato un eroe in Europa e in Sud America per le iniziative in favore della libertà; Camillo Benso conte di Cavour, statista liberale in grado di muoversi sulla scena europea per ottenere sostegni, anche finanziari, all'espansione del Regno di Sardegna; il re di Sardegna Vittorio Emanuele II di Savoia, abile a concretare il contesto favorevole con la costituzione del Regno d'Italia.
Vi furono gli unitaristi repubblicani e federalisti radicali contrari alla monarchia come Nicolò Tommaseo e Carlo Cattaneo; vi furono cattolici come Vincenzo Gioberti, Antonio Rosmini e Vincenzo d'Errico che auspicavano una confederazione di stati italiani presieduta dal Papa, nel caso dei neoguelfi, o della stessa dinastia sabauda; vi furono docenti ed economisti come Giacinto Albini e Pietro Lacava, divulgatori di ideali mazziniani soprattutto nel Meridione. Un tratto comune in questo quadro estremamente frammentato può essere comunque individuato nella convergenza di due fattori, che si saldarono:
- uno nazionale, ossia il bisogno di indipendenza dalla dominazione straniera;[66]
- l'altro liberale, cioè il desiderio di libertà nel pensiero, nell'economia, nella religione, contro il dispotismo dei regimi assolutistici.[66]

Almeno nella prima metà dell'Ottocento, tuttavia, i vari movimenti di opinione, influenzati dal Romanticismo, assunsero più che altro un carattere filosofico, storico e letterario, anziché politico, essendo rivolti non tanto a definire strategie di lotta e forme istituzionali di governo, per le quali attinsero dalla contemporanea saggistica straniera oppure dalla tradizione illuminista precedente, bensì impegnandosi a elaborare nuove idee soprattutto in campo moralistico, umanitaro e pedagogico, al fine di costruire un'identità nazionale. Esemplare in tal senso fu l'opera di Alessandro Manzoni: 
(Giovanni Gentile, Manzoni e Leopardi, pag. 21, Milano, Fratelli Treves, 1928)
Verso la fine del secolo XVIII e l'inizio del successivo, similmente a quanto accadeva in Francia si formarono poi società segrete, per lo più d'ispirazione giacobina e massonica, tra queste i Filadelfi, gli Adelfi che confluirono nei Sublimi maestri perfetti, e soprattutto la carboneria.
Trascorsa la fase delle società segrete, sviluppatasi soprattutto tra il 1820 e il 1831, durante i due decenni successivi presero corpo due correnti principali che promossero con una certa consapevolezza e incisività politica il processo risorgimentale, una democratica-insurrezionale, ed una più moderata.
Solo dopo i moti del 1848 e l'inizio delle guerre d'indipendenza la trattatistica nazionale assumerà connotazioni meno romantiche e più improntate ad un realismo politico, che era emerso già negli scritti di Gioberti (Il primato morale e civile degli Italiani), Cesare Balbo (Le Speranze d'Italia), e soprattutto di Massimo D'Azeglio (Gli ultimi casi di Romagna).

## Gli anni della restaurazione

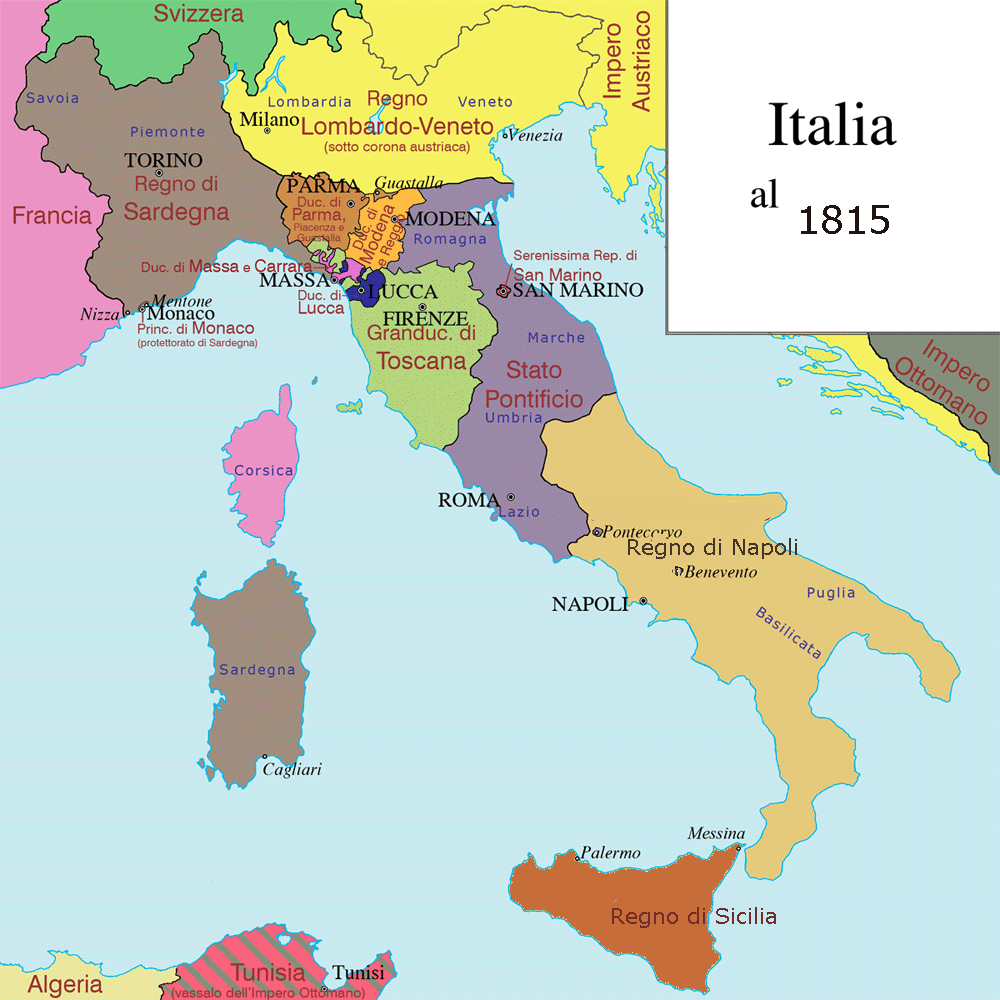
La composizione politica della penisola italiana nel 1815 decisa dal Congresso di Vienna.

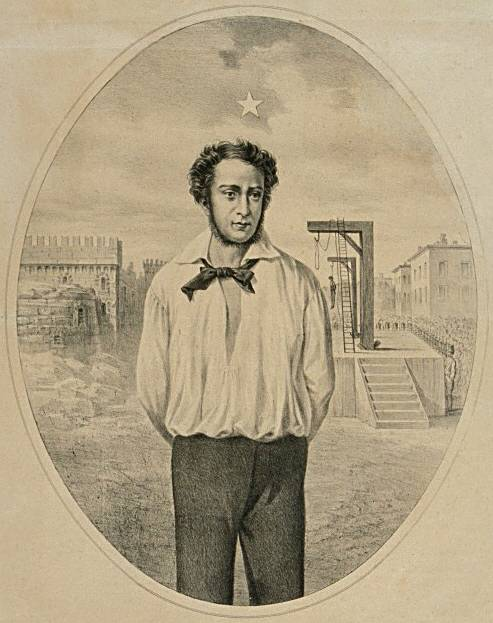
Ciro Menotti al supplizio, litografia di Geminiano Vincenzi

Dopo la sconfitta definitiva di Napoleone il Congresso delle potenze vincitrici riunitosi a Vienna decise nel 1815 di restaurare i sovrani detronizzati in nome del principio di legittimità, talora sacrificato per l'assetto dell'equilibrio di potere (balance of power) tra le potenze europee. Per assicurare il mantenimento dell'ordine, essendo la restaurazione avvenuta senza considerare le volontà popolari e talora imponendo un nuovo dominio diverso da quello pre-napoleonico, come nel caso dell'annessione del Veneto all'Impero austriaco, e non opponendosi l'anno seguente all'annessione del Regno di Sicilia nel Regno di Napoli creando il Regno delle due Sicilie con Napoli unica capitale, venne sviluppato il principio d'intervento e della sovranità limitata degli stati. Dove la situazione politica di uno Stato mettesse in pericolo l'ordine negli altri stati, si previde la creazione di uno strumento repressivo internazionale chiamato Santa Alleanza a cui avrebbero partecipato forze armate delle potenze vincitrici. Il patto fu stipulato tra l'Austria, la Prussia, la Russia; successivamente il 20 novembre 1815 la Gran Bretagna aderì a quella che fu chiamata la Quadruplice Alleanza, che l'entrata della Francia di Luigi XVIII nel 1818 trasformò nella Quintuplice Alleanza.
Il Congresso concordò inoltre incontri periodici (il cosiddetto Concerto d'Europa), al fine di controllare lo Stato dell'ordine internazionale, appianare i contrasti e assicurare la pace: uno strumento questo così efficace che fino alla guerra di Crimea vennero evitati conflitti tra le potenze europee.
Dopo il Congresso di Vienna, nonostante le dure repressioni a cui furono sottoposti i cosiddetti "giacobini" italiani, l'influenza francese e rivoluzionaria rimase nella vita politica italiana attraverso la circolazione delle idee e la diffusione di gazzette letterarie; fiorirono salotti borghesi che, sotto il pretesto letterario, crearono veri e propri club di tipo anglosassone o giacobino, spesso di modello iniziatico e massonico. Tali circoli si prestarono talvolta a coprire alcune società segrete che andavano formandosi, come i Filadelfi e gli Adelfi, trasformatisi infine nei Sublimi Maestri Perfetti di Filippo Buonarroti.

### I moti carbonari
In questo panorama patriottico settario, la principale associazione politica segreta fu quella della Carboneria, originariamente nata a Napoli nel 1814 per opporsi alla politica filonapoleonica di Gioacchino Murat; dopo la caduta di quest'ultimo e l'insediamento o il ritorno sui troni in alcuni stati della penisola italiana di sovrani illiberali tramite l'intervento delle truppe austriache, la Carboneria si diffuse nella penisola assumendo un carattere cospiratorio con lo scopo di trasformare questi stati in stati costituzionali provocandovi moti rivoluzionari.

#### 1817
Il primo moto carbonaro venne tentato a Macerata, nello Stato pontificio, nella notte tra il 24 e il 25 giugno 1817, ma la polizia papalina, informata dei preparativi, soffocò l'azione sul nascere. Tredici congiurati furono condannati a morte e poi graziati da papa Pio VII.
Nel luglio del medesimo anno le rimanenti truppe austriache, ancora presenti a Napoli dopo aver riportato i Borboni sul trono, completarono il loro ritiro dal Regno delle Due Sicilie e il generale austriaco Laval Nugent von Westmeath divenne comandante supremo dell'esercito delle Due Sicilie e Ministro della guerra.

#### Moti del 1820-1821 e successive agitazioni
(Alessandro Manzoni, Marzo 1821)

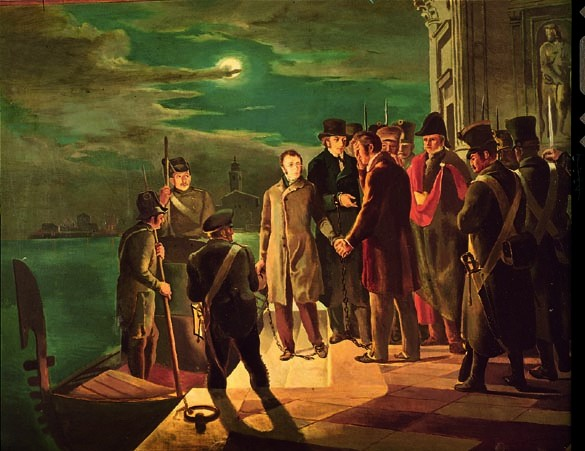
L'arresto di Silvio Pellico e Pietro Maroncelli (1820)

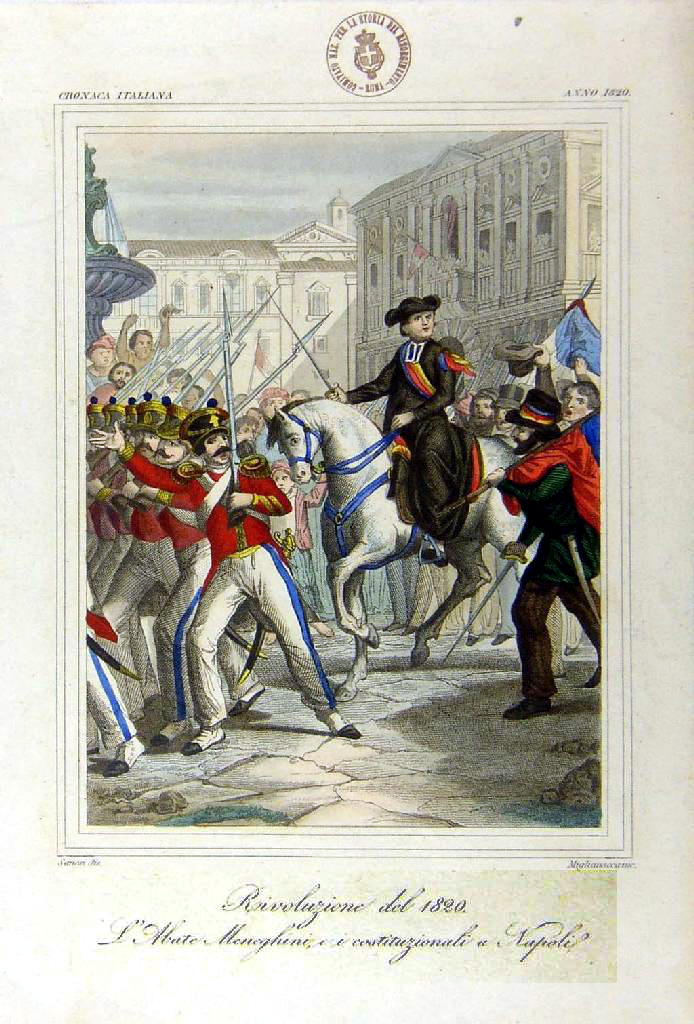
1820 Napoli: l'abate Menichini entra a Napoli assieme agli altri costituzionalisti

Nel porto spagnolo di Cadice il 1º gennaio 1820 gli ufficiali delle forze militari che avrebbero dovuto reprimere la rivolta di Simón Bolívar nell'America del sud rifiutarono di imbarcarsi. Il loro pronunciamiento si estese a tutta la Spagna, obbligando il re Ferdinando VII a concedere nuovamente il 10 marzo dello stesso anno la Costituzione di Cadice del 1812.
Le notizie di questi avvenimenti accesero gli animi dei carbonari italiani provocando i moti costituenti degli anni 1820-1821 che, pur avendo tutti come finalità la progressiva liberalizzazione dei regimi assolutistici, assunsero tuttavia connotazioni diverse da Stato a Stato e da città a città.
In Sicilia una rivolta separatista esplose il 15 luglio 1820 con la formazione di un governo a Palermo che ripristinò la Costituzione siciliana del 1812. I separatisti del governo provvisorio inviarono una lettera al re dove dichiaravano che: «Dal 1816 in poi, la Sicilia ebbe la sventura di essere cancellata dal novero delle nazioni e di perdere ogni costituzione. Noi domandiamo l'indipendenza della Sicilia e i voti non sono solo di Palermo ma della Sicilia intera e la maggior parte del popolo siciliano ha pronunziato il suo voto per l'indipendenza». Il 7 novembre 1820 il Borbone inviò un esercito agli ordini di Florestano Pepe (poi sostituito dal generale Pietro Colletta) che riconquistò la Sicilia attraverso lotte sanguinose e ristabilì la monarchia assoluta risottomettendo la Sicilia a Napoli.
A Napoli i moti iniziati il 1º luglio del 1820 a opera di due giovani ufficiali, Michele Morelli (1790-1822) e Giuseppe Silvati (1791-1822), culminarono con la presa della città: il generale Guglielmo Pepe, comandante degli insorti, riuscì ad imporre al re Ferdinando I la concessione della costituzione.

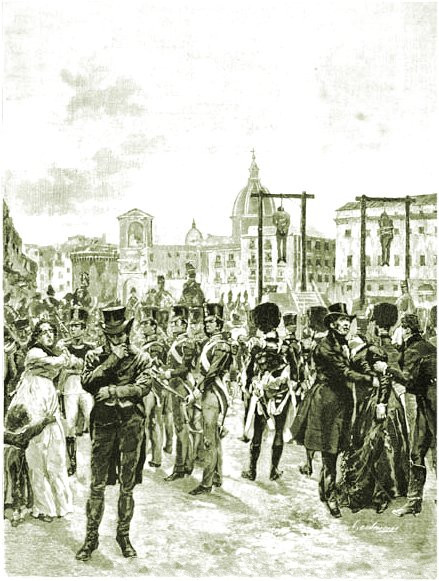
Napoli, 12 settembre 1822. Giuseppe Silvati e Michele Morelli vengono impiccati in seguito alla repressione dei moti carbonari napoletani

Per riportare l'ordine negli stati che si erano sollevati le potenze europee della Quadruplice alleanza si riunirono nel dicembre del 1820 al Congresso di Troppau. Ferdinando I convocato nel successivo Congresso di Lubiana nel gennaio 1821 ebbe il permesso di recarvisi dal governo rivoluzionario, dietro il giuramento di difendere la costituzione di fronte al consesso europeo. Il re tuttavia, sconfessando gli impegni presi alla partenza da Napoli col parlamento napoletano, richiese l'intervento militare degli Austriaci, le cui truppe discesero la penisola, sconfissero l'esercito napoletano, guidato da Pepe, nella battaglia di Antrodoco il 7 marzo 1821 e conquistarono Napoli il 23 marzo. La costituzione venne annullata e trenta rivoluzionari furono condannati a morte (tra cui Pepe, Morelli e Silvati).
A Palermo, nell'agosto del 1821, vennero costituite venti "vendite" carbonare, con la finalità di abbattere il governo e avere la costituzione spagnola; il moto era guidato dal sacerdote Bonaventura Calabrò, che organizzò una rivolta prevista il 12 gennaio 1822, creando un nuovo vespro. Tuttavia il susseguirsi delle riunioni insospettì la polizia borbonica, che convinse un congiurato al doppio gioco. Nella notte dell'11 gennaio iniziarono i primi arresti e confessioni, un timido tentativo di rivolta che avvenne l'indomani fu represso e i congiurati imprigionati. Il 31 gennaio, nove dei congiurati, tra cui due sacerdoti, furono condannati a morte e le loro teste, rinchiuse in gabbie di ferro, rimasero appese a Porta San Giorgio fino al 1846.
In Basilicata, tra i promotori dei moti carbonari vi furono il medico Domenico Corrado e i fratelli Francesco e Giuseppe Venita, in passato militari borbonici, che invano tentarono di far sollevare l'intera regione per la salvaguardia della Costituzione. Le loro attività sovversive incitarono il governo borbonico ad inviare un reggimento capeggiato dal generale austriaco Roth che, dopo averli scovati a Calvello, li condannò a morte tramite fucilazione assieme ad altri rivoluzionari mentre Corrado fu condotto a Potenza dove venne passato per le armi; le condanne si consumarono tra il marzo e l'aprile del 1822.
Mentre a Napoli i rivoltosi ebbero come unica finalità la promulgazione della costituzione, a Torino l'insurrezione scoppiata nel gennaio 1821 accolse tensioni e inquietudini anti-austriache, già manifestatesi in quella città con i moti studenteschi soffocati nel sangue dalla polizia sabauda. Questi ultimi moti, provocarono l'abdicazione di Vittorio Emanuele I di Savoia e videro come protagonisti alcuni degli uomini simbolo del Risorgimento, tra i quali Santorre di Santa Rosa. I moti terminarono col rientro di re Carlo Felice a Torino e l'intervento di truppe austriache, dietro sua richiesta.

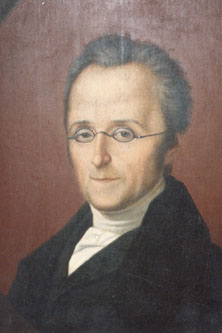
Silvio Pellico

Anche a Milano una componente patriottica e anti-austriaca partecipò ai moti, fra i cui ispiratori va citato il forlivese Piero Maroncelli, che però venne arrestato dalla polizia austriaca. La scoperta di alcuni documenti compromettenti permise così alle autorità di stroncare l'insurrezione, alla quale avrebbe preso parte Federico Confalonieri, rinchiuso, subito dopo il fallimento del moto, nella Fortezza dello Spielberg, dove erano già custoditi da alcuni mesi il Maroncelli e Silvio Pellico, a seguito del celebre processo Maroncelli Pellico. Le successive repressioni spinsero all'esilio molti patrioti italiani, come Antonio Panizzi, che proseguirono all'estero la loro azione, impegnandosi propagandisticamente e stabilendo contatti con personalità delle potenze straniere interessate a risolvere il problema italiano.

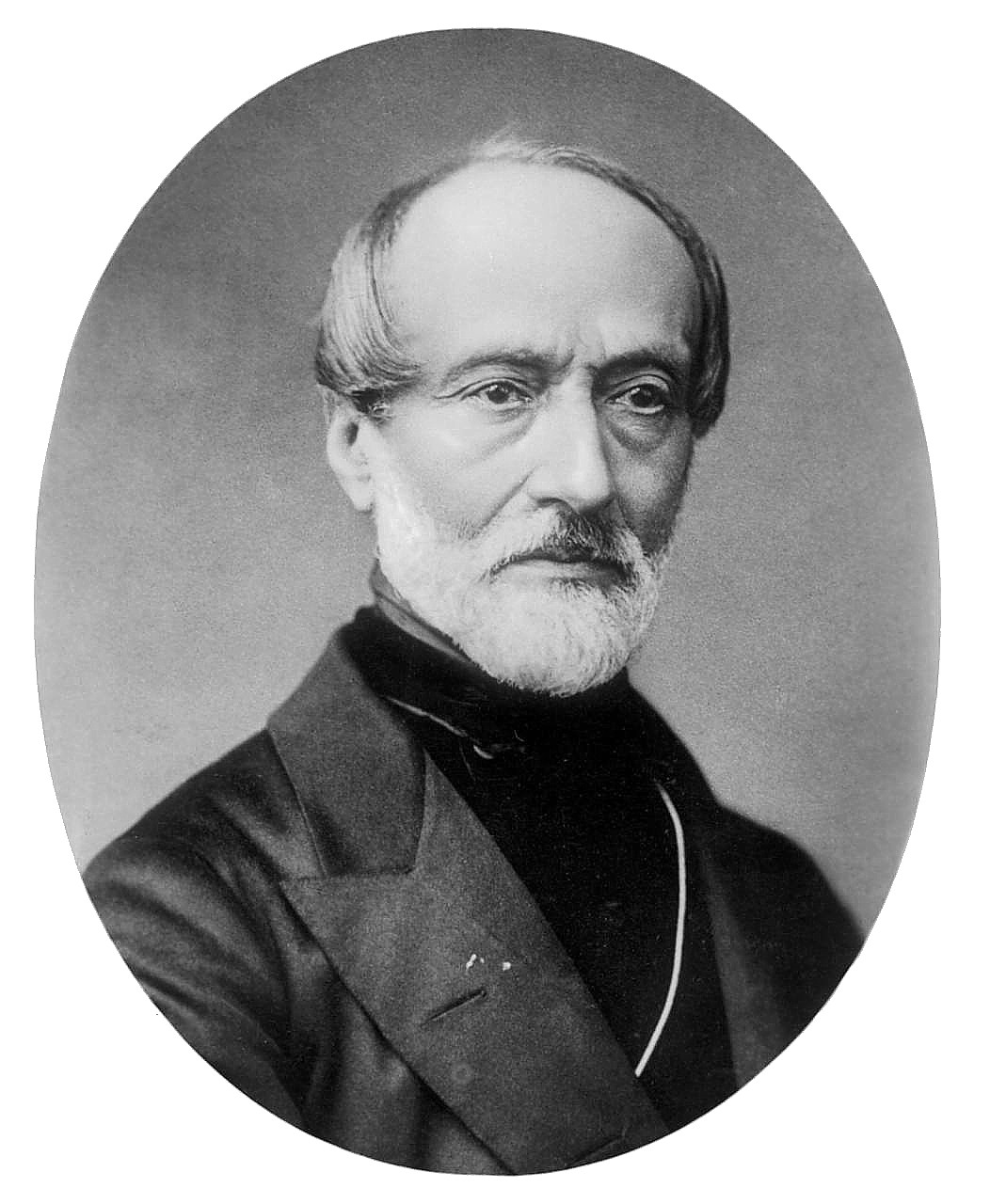
Giuseppe Mazzini

Nel Ducato di Modena e Reggio venne scoperta dalla polizia una congiura carbonara, la cui repressione si concluse con una sentenza di nove condanne a morte: sette condannati erano latitanti e furono perciò impiccati in effigie, uno ebbe la pena convertita a dieci anni di carcere e l'unico giustiziato per decapitazione fu il sacerdote Giuseppe Andreoli.
Il periodo dei moti liberali si chiuse a fine settembre 1823, con la resa di Cadice, dopo la battaglia del Trocadero, a cui partecipò anche Carlo Alberto di Savoia, vinta dalle forze francesi di Luigi XVIII, incaricato dalle potenze della Santa Alleanza di ripristinare con la forza la monarchia assoluta in Spagna.

#### Insurrezioni dal 1824 agli anni 40
In Romagna, nel 1824, dopo l'uccisione del direttore di polizia di Ravenna Domenico Matteucci a opera di una cospirazione carbonara, il cardinale Agostino Rivarola venne inviato per reprimerla. Rivarola, nominato "cardinal legato a latere", fece condurre un'indagine che portò a un processo e alla sentenza del 31 agosto 1825, con la quale vennero condannate, a varie pene, 514 persone appartenenti a tutti gli strati sociali. Successivamente fu concessa la commutazione della pena ai sette condannati alla pena capitale e la grazia per molti altri. A Roma nel 1825 la repressione della carboneria condotta dalla giustizia pontificia culminò nella condanna a morte per decapitazione di Angelo Targhini e Leonida Montanari, dopo aver cercato più volte di farli ravvedere.
Nel 1827 esce la prima edizione stampata del primo esempio di romanzo storico italiano: I promessi sposi, ambientato in Lombardia durante il dominio spagnolo. Secondo un'interpretazione risorgimentista, il periodo storico del malgoverno spagnolo in Milano era stato scelto da Manzoni con l'intento di alludere al medesimo opprimente governo del dominio austriaco sul nord Italia. Altri critici letterari ritengono invece che quella che Manzoni volesse descrivere era la società italiana di ogni tempo, con tutti i suoi difetti che si sono mantenuti nel tempo.
Certo è che con la stesura di questo romanzo Alessandro Manzoni iniziò la ricerca linguistica, completata con l'edizione del 1840, per la definizione di una lingua nazionale come essenziale fondamento della unità politica.
Nuove insurrezioni si ebbero nel Cilento nel 1828 per ottenere il ripristino della Costituzione che nel 1820 era stata concessa nel Regno delle Due Sicilie. Il tentativo dei rivoltosi si concluse tragicamente con trentatré condanne a morte e il paesino di Bosco raso al suolo a cannonate dal maresciallo Del Carretto.
Nel Ducato di Modena, il 3 febbraio 1831, venne tentata da parte di Ciro Menotti una sollevazione popolare che non riuscì: Menotti e Vincenzo Borelli, furono impiccati.

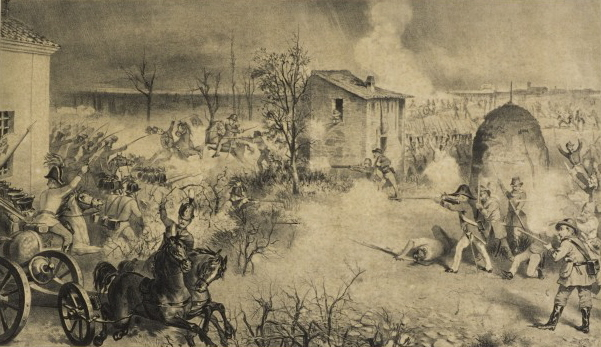
Mauro Cesare Trebbi, La Battaglia delle Cellè (Faenza, Museo del Risorgimento e dell'Età Contemporanea)

In Emilia-Romagna, nel 1831, l'effimero Stato delle Province Unite Italiane fu represso con l'intervento delle truppe austriache che per la prima volta si scontrarono il 25 marzo 1831 con soldati esclusivamente italiani nella battaglia delle Celle a Rimini. Nei giorni precedenti la colonna di volontari guidati da Giuseppe Sercognani, comandante della guardia nazionale di Pesaro, per conto del governo delle Province Unite marciante verso Roma, era stata sconfitta (8-11 marzo 1831) a Rieti dalle truppe pontificie. A seguito di questi moti i rappresentanti delle potenze europee presenti a Roma consegnarono a papa Gregorio XVI, nel maggio 1831, un memorandum in cui chiedevano allo Stato Pontificio profonde riforme amministrative che furono parzialmente accolte con un editto del 5 luglio 1831.
Nel 1832 riprese la ribellione in Romagna, repressa dal cardinale Albani che intervenne con forze sanfediste. Dopo un primo scontro con le guardie civiche, il 20 e 21 gennaio, che si caratterizzò con le "Stragi di Cesena e Forlì", altre battaglie vi furono il 24 gennaio a Faenza, il 25 a Forlì. La riunione delle forze papaline con le truppe austriache e quindi il loro ingresso il 26 a Bologna concluse la rivolta. Per bilanciare l'intervento austriaco a Bologna, i francesi il 26 febbraio con una spedizione navale occuparono Ancona dove rimasero per sei anni.
Nel 1832, fu pubblicata a Torino l'autobiografia di Silvio Pellico, Le mie prigioni, con la descrizione delle pesanti condizioni di vita dei prigionieri politici in regime di carcere duro nella fortezza austriaca dello Spielberg: tra gli episodi più commoventi per i lettori dell'epoca, l'amputazione di una gamba del Maroncelli. Il libro ebbe una vasta risonanza, sia in Italia che nei salotti europei, accentuando nei patrioti italiani i sentimenti antiaustriaci. Nel 1849 Metternich commenterà che quel libro aveva danneggiato l'Austria più di una battaglia persa. Nell'anno successivo, 1833, venne pubblicato il romanzo storico Ettore Fieramosca o la disfida di Barletta di Massimo d'Azeglio, che riprende un evento storico medioevale allo scopo di risvegliare il patriottismo degli italiani.
A Nola nell'agosto 1832 ebbe luogo una piccola rivolta, guidata dal frate Angelo Peluso, prontamente repressa e terminata con la condanna a morte del frate assieme a due compagni Luigi d'Ascoli e Domenico Morici, altri 28 rivoltosi furono condannati a pene minori.
Nel 1834 avvenne il fallimento dell'invasione della Savoia per suscitare un'insurrezione repubblicana nel Regno di Sardegna, organizzata da Mazzini e guidata sul campo da Ramorino mentre contemporaneamente a Genova avrebbe dovuto avvenire una rivolta della Marina militare sabauda a opera di Garibaldi. L'insuccesso di questi tentativi rivoluzionari provocherà la fuga di Garibaldi che ricercato dalla polizia sabauda andrà in esilio in Sudamerica.
Nel marzo 1835 Leopoldo di Borbone venne rimosso dalla carica di luogotenente del regno in Sicilia, ricevuta cinque anni prima da re Ferdinando II suo fratello. Leopoldo si era procurato il consenso dei liberali dell'isola ed era così entrato nei sospetti del Metternich che inoltre aveva ricevuto voci su un tentativo del luogotenente di accrescere i suoi poteri, tramite un matrimonio con una discendente degli Orleans. Il 12 luglio 1837, in seguito a voci incontrollate sull'arrivo nel porto di una nave contagiata dal colera si ebbe l'insurrezione di Messina, seguita nel volgere di pochi giorni dalla insurrezione di Catania e Siracusa richiedenti il ripristino della Costituzione del 1812; questi moti siciliani furono repressi da Del Carretto e terminarono con la fucilazione di numerosi patrioti. Il 23 del medesimo mese insorse Penne in Abruzzo, sotto la guida di Domenico de Caesaris; la rivolta fu repressa dal colonnello Tanfano e si concluse con la fucilazione di otto rivoltosi. Tanfano sarà ucciso quattro anni dopo, durante l'insurrezione antiborbonica dell'Aquila dell'8 settembre 1841, terminata anch'essa con la fucilazione di tre insorti.
A Firenze il 28 novembre 1844 i governi del Granducato di Toscana, del Ducato di Modena e Reggio e del Ducato di Parma e Piacenza firmarono il Trattato di Firenze riguardante piccole modifiche territoriali previste dal Congresso di Vienna del 1815 tra i tre stati nell'area della Lunigiana e della Garfagnana. Cronologicamente è l'ultimo episodio in cui popolazioni italiane, senza una consultazione plebiscitaria, furono assoggettate a una variazione di sovranità decisa sulla base degli accordi di Vienna.
Nel settembre 1845 Pietro Renzi con un centinaio di patrioti occupò Rimini, sperando di scatenare la rivolta nel resto della Romagna, i moti non sortirono l'effetto desiderato e la rivolta fu repressa dai mercenari e volontari pontifici; durante questi moti Luigi Carlo Farini, al tempo esiliato a Lucca, scrisse il "Manifesto Di Rimini ai Principi e ai Popoli d'Europa", inizialmente stampato a Rimini da Renzi, e distribuito in tutta Italia e nell'Europa che termina con l'appello "A Dio dunque; al Pontefice ed ai principi d'Europa raccomandiamo la causa nostra con tutto il fervore del sentimento e l'affetto degli oppressi, e preghiamo e supplichiamo i principi a non volerci trascinare alla necessità di dimostrare che quando un popolo è abbandonato da tutti e ridotto agli stremi, sa trovare salute nel disperare salute".

### Rivolte mazziniane
A partire dai primi anni trenta dell'Ottocento si impose come figura di primo piano Giuseppe Mazzini (1805-1872), divenuto membro della Carboneria nel 1830. La sua attività di ideologo e organizzatore rivoluzionario lo costrinse a lasciare l'Italia nel 1831 per fuggire a Marsiglia, dove fondò la Giovine Italia, un movimento che raccoglieva le spinte patriottiche per la costituzione di uno Stato unitario e repubblicano, da inserire in una più ampia prospettiva federale europea. Mazzini rifiutava l'idea del settarismo carbonaro, per sostenere una spinta rivoluzionaria dal basso, fondata sull'azione delle masse popolari e sul coinvolgimento diretto delle popolazioni.
Condividendo il programma mazziniano Giuseppe Garibaldi (1807-1882) prese parte ai falliti sommovimenti rivoluzionari in Piemonte e Liguria del 1834. Condannato a morte dal governo sabaudo e costretto a fuggire in Sud America, partecipò ai moti rivoluzionari in Brasile e Uruguay.
Il Regno delle Due Sicilie fino a quel momento non aveva seguito questi sviluppi: era caratterizzato per una forte repressione politica, culminata nel 1844 nel soffocamento dei moti tentati dai giovani fratelli Attilio (1810–1844) ed Emilio Bandiera (1819–1844), disertori della marina austriaca, fatti fucilare nel Vallone di Rovito a Cosenza dal re Ferdinando II per aver tentato un'improvvisata spedizione di tipo mazziniano in Calabria.
Per la mancanza di coordinamento tra i congiurati, per l'assenza e l'indifferenza delle masse, tutte le rivolte mazziniane fallirono.

### I congressi scientifici antecedenti il 1848

Gli stati italiani nel 1843

Il regime "liberale" del Granducato di Toscana permise nel 1839 la nascita della Società italiana per il progresso delle scienze a Pisa, dove verrà organizzato il "Primo congresso degli scienziati italiani" (1839), a cui parteciparono studiosi dai vari stati della penisola: la prima riunione pubblica di uomini di scienza riuniti sotto il comune attributo di "italiani". I congressi proseguirono a cadenza annuale, nei diversi stati: Torino, Firenze, Padova, Lucca, Milano, Napoli (che fu il più numeroso, con circa 1600 partecipanti), Genova e infine, nel 1847, Venezia; i moti insurrezionali dell'anno successivo e i conseguenti irrigidimenti dei regimi impedirono successivi congressi fino al congresso di Firenze del 1861. Oltre al loro contenuto scientifico, questi congressi permisero scambi di idee e confronti nella nuova classe intellettuale italiana che andava formandosi, ed erano anche visti come una possibilità di discutere delle vicende italiane come la liberalizzazione commerciale, la necessità di una lega doganale, la costruzione di ferrovie, mascherando sotto questi progetti di modernità economica e strutturale la fondamentale esigenza di un'unificazione politica.

## Il biennio delle riforme

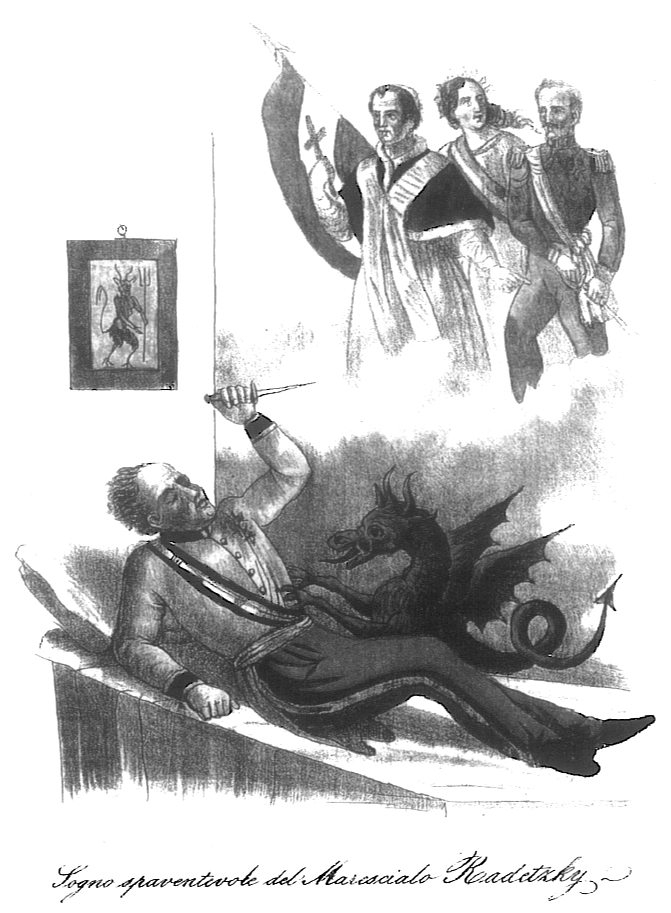
Allegoria neoguelfa patriottica: "Sogno spaventevole del maresciallo Radetzky": l'alleanza di Pio IX (che innalza la croce) e Carlo Alberto (che impugna la spada) accompagnati dall'Italia rappresentata da una donna fasciata col tricolore e sventolante la bandiera

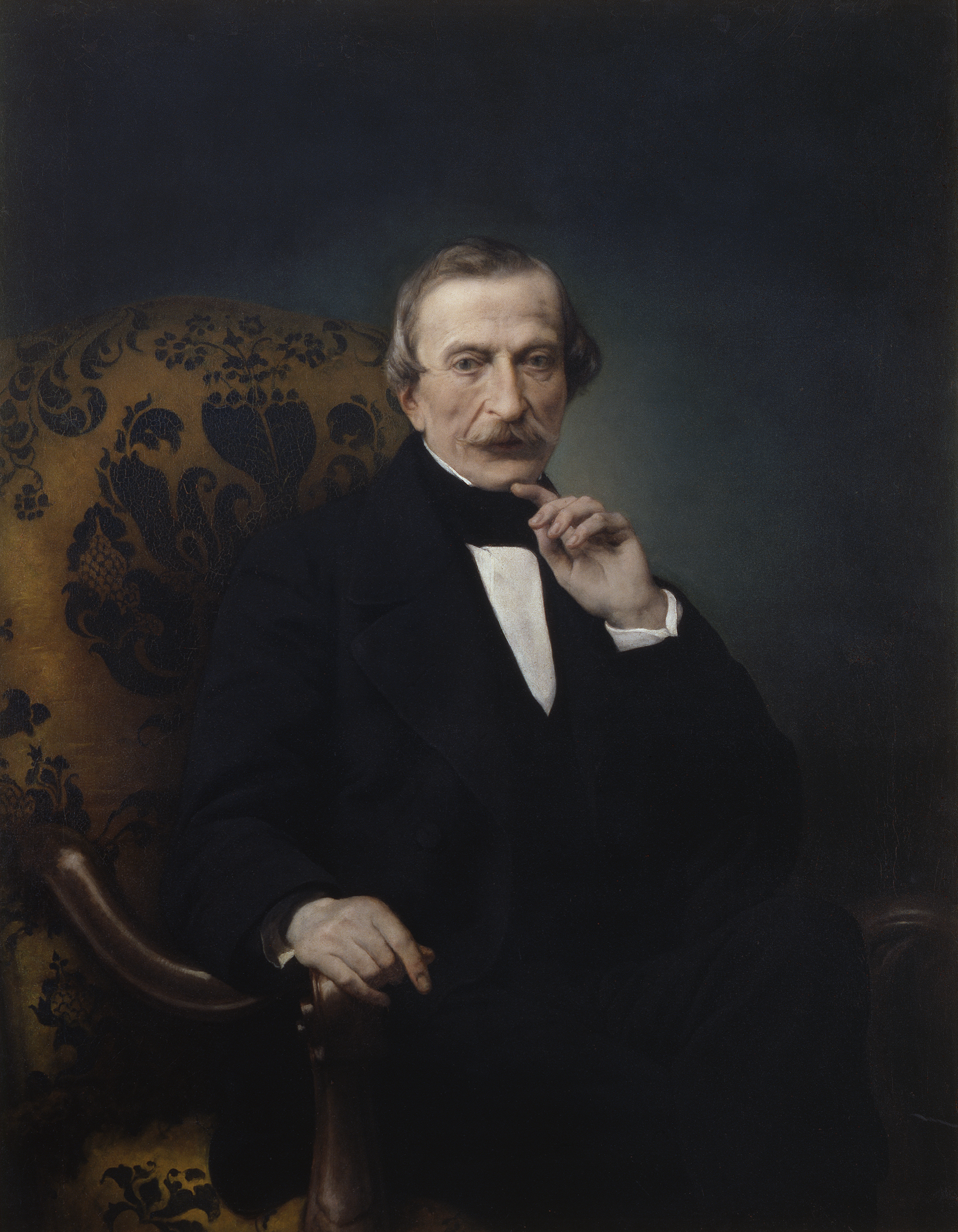
Massimo d'Azeglio

Nel cosiddetto biennio delle riforme (1846-1848), a seguito del fallimento dei moti rivoluzionari mazziniani, prendono vigore progetti politici di liberali moderati, tra cui spiccano Massimo d'Azeglio, Vincenzo Gioberti con Il primato morale e civile degli Italiani, e Cesare Balbo con Le speranze d'Italia, i quali, sentendo soprattutto la necessità di un mercato unitario come premessa essenziale per un competitivo sviluppo economico italiano, avanzano programmi riformisti per una futura unità italiana nella forma accentrata o federativa come nei progetti di Carlo Cattaneo. Nasce così il movimento neoguelfo che riscuote un grande successo presso l'opinione pubblica in coincidenza con l'elezione il 16 giugno 1846 di papa Pio IX, ritenuto un "liberale", e il 17 luglio, in accordo con i desideri dei liberali, il nuovo pontefice concesse un'amnistia ai prigionieri, alimentando le speranze dei sostenitori neoguelfi, e di molti patrioti italiani, di un sostegno attivo del papa per l'ottenimento dell'indipendenza nazionale e intraprese l'attuazione dei punti non sviluppati dell'editto del 5 luglio 1831 del suo predecessore.
Sotto la spinta di queste novità molti stati italiani attuarono diverse riforme modernizzatrici: nel Granducato di Toscana fu ampliata la libertà di stampa e si ebbe la formazione di una guardia civica, nel Regno di Sardegna si ebbero riforme in senso liberale dell'ordinamento giudiziario.
D'Azeglio nel 1846, prendendo spunto dai moti avvenuti a Rimini l'anno precedente, scriveva Degli ultimi casi di Romagna dove prospettava un possibile futuro unitario italiano e, l'anno seguente, Luigi Settembrini interveniva nel dibattito politico pubblicando sotto forma anonima il pamphlet Protesta del popolo delle Due Sicilie. Entrambe le opere ebbero una risonanza che superò i confini della penisola, contribuendo a rafforzare nelle opinioni pubbliche dei vari stati europei la tematica unitaria italiana.

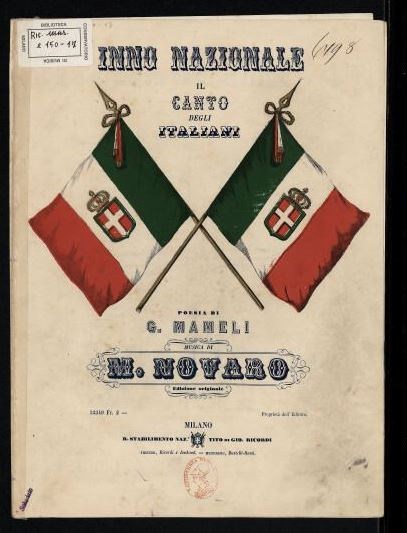
Copertina dell'edizione del 1860 de Il Canto degli Italiani

Nel 1847 Pio IX prese la decisione di proporre al regno piemontese e al granducato di Toscana l'unione in una "Lega doganale" per favorire la circolazione delle merci; l'iniziativa si fermò dopo la firma di un accordo di intenti il 3 novembre 1847, nel tentativo di coinvolgere il ducato di Modena; l'inizio delle agitazioni del 1848 fece definitivamente tramontare il progetto.
Il 28 novembre 1847 re Carlo Alberto effettuò l'unione politica e amministrativa di tutti i territori da lui governati, trasformando il Regno di Sardegna in un unico Stato, con un unico parlamento e medesime leggi per tutti i sudditi dei diversi territori.
Nel medesimo anno le città di Mentone e Roccabruna si ribellarono al governo dei Grimaldi, arrivando a costituire l'unione delle Città libere di Mentone e Roccabruna, che dopo un plebiscito si unirono nel 1849 alla contea di Nizza a quel tempo parte del regno di Sardegna.
Nel dicembre 1847, in alcune città italiane, Roma inclusa, venne festeggiato, con grande enfasi antiaustriaca, il 101º anniversario del gesto di Balilla, da cui nacque, secondo l'enfasi del tempo, la rivolta genovese contro gli austriaci. Per la manifestazione di Genova il musicista Michele Novaro, sul testo del patriota e poeta Goffredo Mameli uno degli organizzatori della giornata, compose l'inno Il Canto degli Italiani, più noto come "Fratelli d'Italia", titolo ripreso dal primo verso, che in breve divenne popolare e, suonato come inno dai patrioti italiani, dopo un secolo diventerà l'inno nazionale della Repubblica Italiana.
Cavour e Cesare Balbo il 15 dicembre 1847 pubblicano il primo numero della rivista Il Risorgimento, che nel gennaio successivo conterrà un articolo in cui era auspicato l'avvento della costituzione in Piemonte.

## I moti del 1848 e la prima guerra d'indipendenza

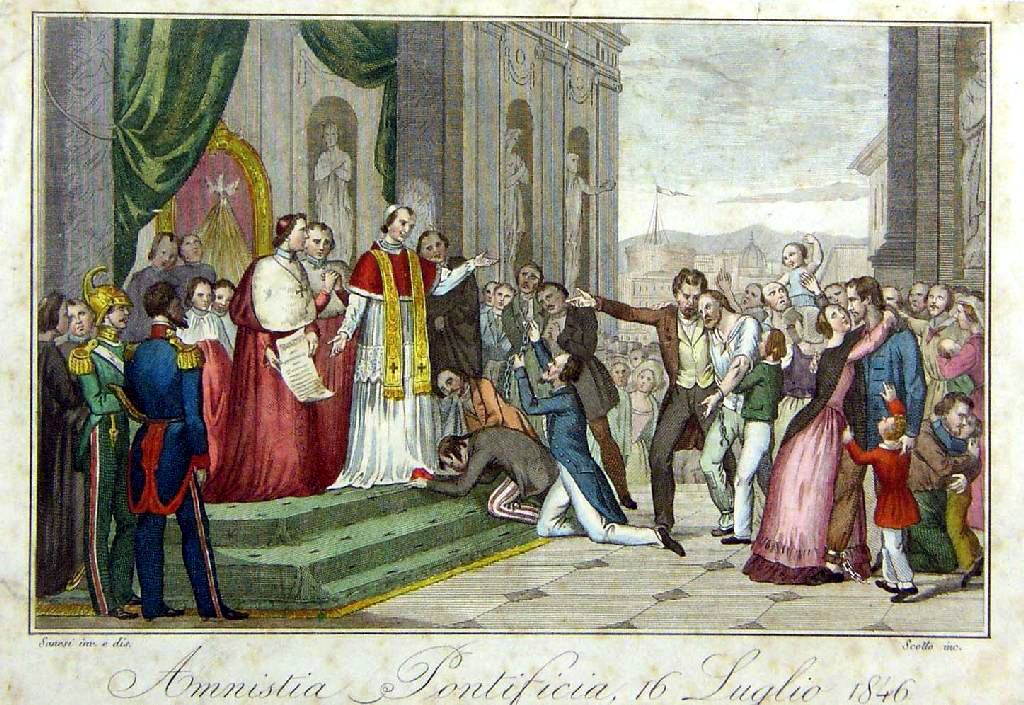
Stampa che celebra l'amnistia politica concessa da Pio IX il 16 giugno 1846

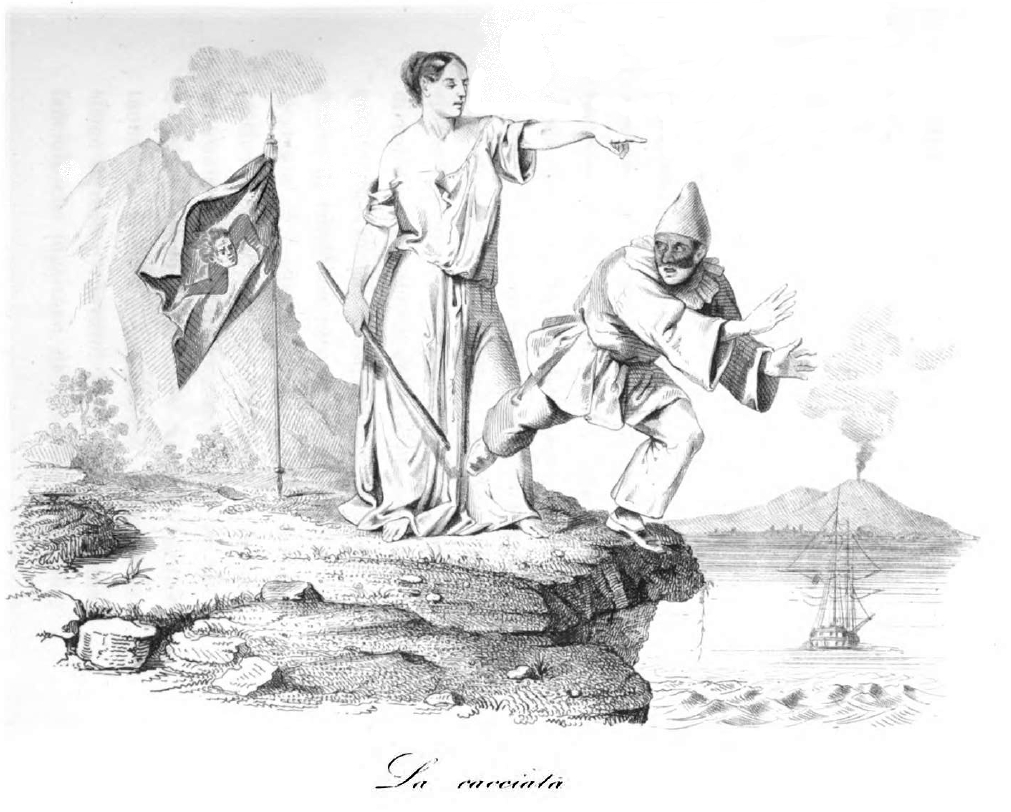
Stampa allegorica del tempo raffigurante la cacciata delle truppe napoletane dalla Sicilia all'inizio della rivolta

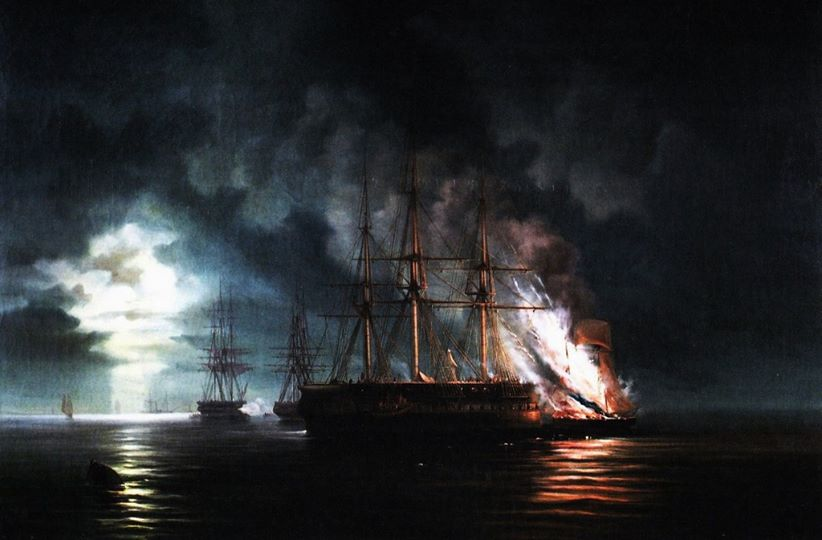
11 luglio 1849 attacco di un brulotto veneto alla I.R. Fregata "Venere" durante l'assedio alla Repubblica di San Marco

Gli anni 1847-1848, la cosiddetta "Primavera dei popoli", videro lo sviluppo di vari movimenti rivoluzionari in tutta Europa.
Una rivolta mazziniana organizzata da Domenico Romeo il 2 settembre 1847 scoppiò a Reggio Calabria dove s'insediò un governo provvisorio che nel distretto di Gerace aveva il comando militare. Anche questa insurrezione, per la mancata partecipazione popolare e la frantumazione dei comandi militari, si concluse con la repressione armata dell'esercito borbonico e la fucilazione dei promotori; le guardie urbane borboniche decapitarono il cadavere di Romeo e la sua testa fu portata in mostra come monito.
L'anno 1848 vide per primo i moti in Sicilia, rapidamente seguiti da moti nel Cilento e Napoli, a cui seguirono in Europa sommosse che scoppiarono il 23 febbraio in Francia, il 28 febbraio nel Granducato di Baden che iniziò la rivolta che velocemente si estese a tutti gli stati tedeschi e il 13 marzo raggiunse l'Austria, il 15 marzo insorse l'Ungheria, il 28 marzo la Polonia.

### La concessione delle costituzioni
Le notizie arrivate al di là dello Stretto della rivolta indipendentista in Sicilia del 12 gennaio 1848 provocarono il 17 gennaio dello stesso anno una rivolta nel Cilento. La successiva propagazione dei moti a Napoli costrinse il sovrano a promulgare l'11 febbraio 1848 una costituzione simile a quella francese del 1830. Gli altri sovrani italiani dovettero seguire rapidamente l'esempio di Ferdinando II: Leopoldo II di Toscana concesse lo Statuto il 17 febbraio, quindi il 4 marzo Carlo Alberto promulgò lo Statuto albertino e il 14 marzo fu la volta dello Stato Pontificio.
Il 1º aprile il parlamento siciliano, riunito a Palermo decretò: "Che il Potere Esecutivo dichiari a nome della Nazione agli altri Stati d'Italia, che la Sicilia già libera e indipendente intende a far parte unione e federazione Italiana", e l'invio come dono di tre bandiere nazionali a Roma, Piemonte e Toscana col motto: A [nome dello Stato Italiano] Sicilia Indipendente ed Italiana. Il 13 aprile il parlamento siciliano completò l'indipendenza siciliana con una nuova delibera in cui decretava: "1) Ferdinando Borbone e la sua dinastia sono per sempre decaduti dal Trono di Sicilia., 2) La Sicilia si reggerà a Governo Costituzionale, e chiamerà al Trono un principe Italiano dopoché avrà riformato il suo Statuto".

### Ferdinando II ritira la costituzione
Ferdinando II, pochi mesi dopo la concessione della costituzione a Napoli, sciolse le camere ripristinando l'assolutismo il 15 maggio, giorno in cui avrebbe dovuto esserci la prima seduta del nuovo parlamento con i deputati eletti. Ciò provocò la ribellione dei liberali in diverse zone del regno e a Napoli, in Via Toledo, dove i patrioti eressero barricate, che furono espugnate a colpi di cannone. La sommossa napoletana fu repressa nel sangue, con le truppe mercenarie svizzere, con 500 morti tra i patrioti tra i quali lo scrittore lucano Luigi La Vista e il filosofo Angelo Santilli, morti rispettivamente a soli 22 e 25 anni. Lo stesso giorno Ferdinando II ordinò il rientro a Napoli delle truppe inviate nell'Italia settentrionale a sostegno della lotta contro l'Austria: Guglielmo Pepe e parte delle truppe da lui comandate si rifiutarono di obbedire e si apprestarono alla difesa della Repubblica di San Marco.

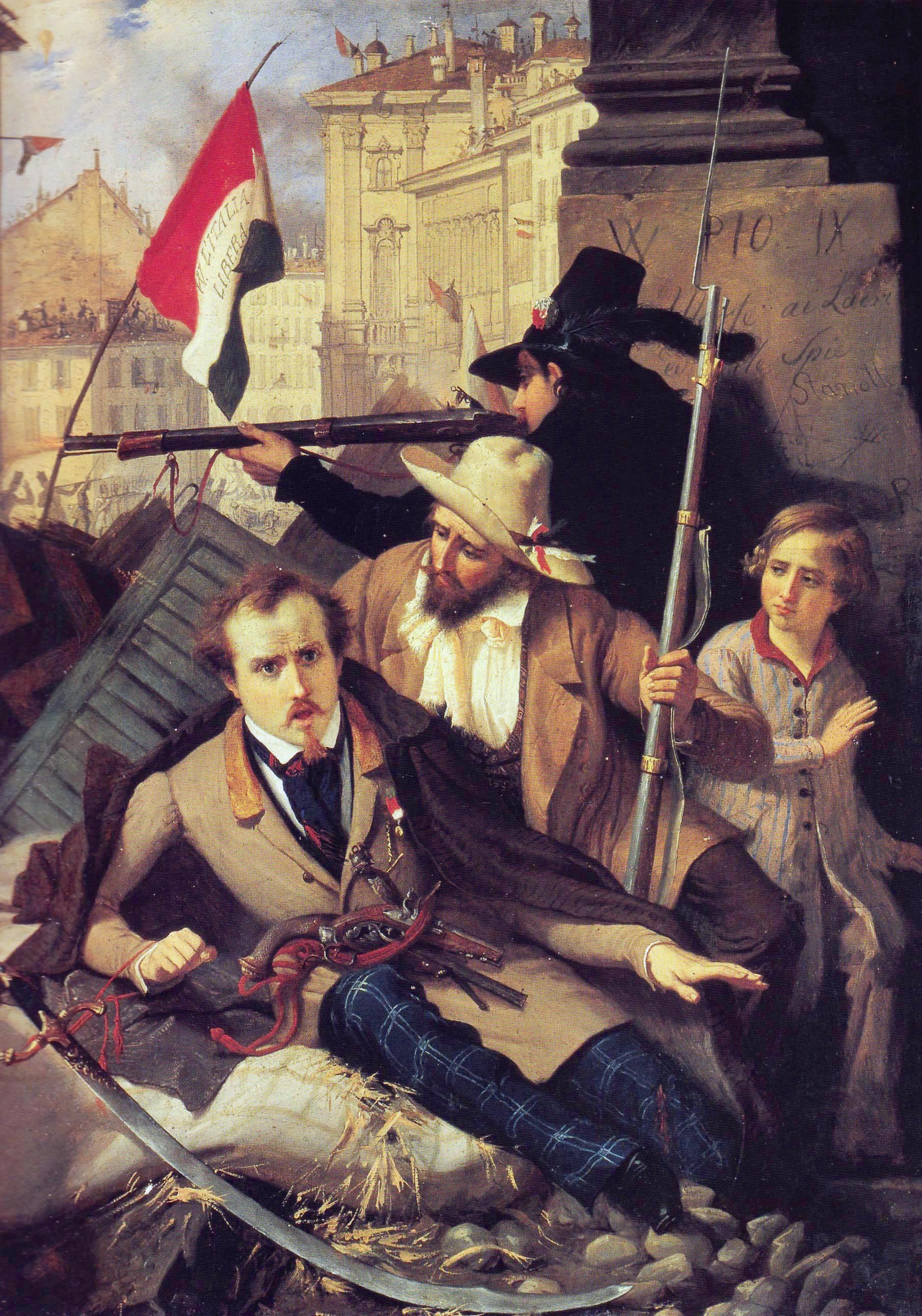
Le cinque giornate di Milano - Dipinto di Baldassare Verazzi (Museo del Risorgimento di Milano)

### La prima guerra di indipendenza
In Italia il 1848 fu principalmente segnato dalla decisione da parte del Regno di Sardegna di farsi promotore dell'unità italiana, anticipando l'azione del movimento rivoluzionario e dei mazziniani, temendone la spinta sovvertitrice e la possibilità che questa assumesse il ruolo guida nel processo di unificazione. Primo passo in tal senso fu la Prima Guerra d'Indipendenza, anti austriaca, scoppiata a seguito delle rivolte vittoriose antiaustriache di Padova l'8 febbraio, di Milano il 18 marzo con le Cinque giornate di Milano e di Venezia il 22 marzo, tutte avvenute nel 1848.
La guerra vera e propria si articolò in tre fasi: una prima campagna militare (dal 23 marzo al 9 agosto 1848) iniziata con l'appoggio dallo Stato Pontificio e dal Regno delle due Sicilie. Questi ultimi due stati si ritirarono ben presto dal conflitto, ma gran parte dei loro soldati scelsero di rimanere e continuare a combattere l'Austria con l'esercito piemontese assieme agli altri volontari italiani tra i quali Giuseppe Garibaldi e i giovani raggruppati nel Battaglione Universitario Romano. Vi fu poi un armistizio, un tentativo austriaco di occupazione delle Legazioni pontificie e una seconda campagna militare (dal 20 al 24 marzo 1849).
La guerra condotta e definitivamente persa da Carlo Alberto a seguito delle sconfitte nella battaglia di Custoza e nella Battaglia di Novara, si concluse territorialmente con un sostanziale ritorno allo statu quo ante e, a seguito dell'abdicazione del padre, con la salita al trono di Vittorio Emanuele II che, diversamente da quanto fecero gli altri governanti italiani, non ritirò lo Statuto Albertino concesso dal padre.
Il suo regno, unico stato preunitario italiano a conservare il tricolore come bandiera nazionale, rimase l'unico Stato costituzionale nella penisola italiana, con istituzioni di tipo rappresentativo in cui l'autorità del re era bilanciata da un parlamento bicamerale con una camera dei deputati elettiva e un senato a nomina regia.
I moti indussero anche l'imperatore Ferdinando I d'Austria ad abdicare a favore del nipote Francesco Giuseppe, che divenne imperatore il 2 dicembre 1848. Tutte le successive vicende risorgimentali troveranno contrapposti i due sovrani saliti giovani sul trono a seguito degli avvenimenti del 1848.

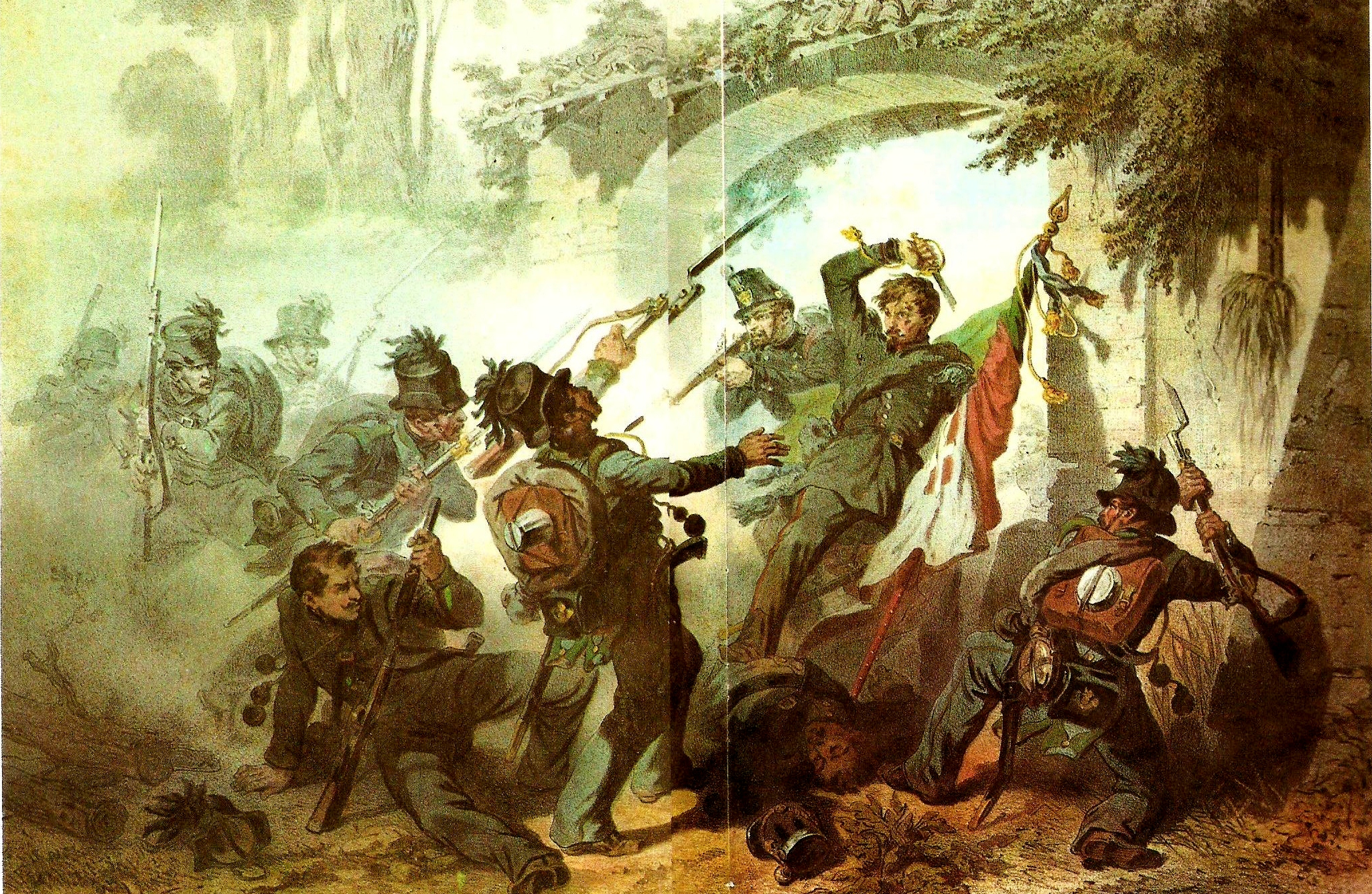
Scontro tra Kaiserjäger tirolesi e soldati piemontesi del 14º reggimento "Pinerolo" durante la battaglia di Novara.

### La Repubblica Romana

Bandiera di guerra della Repubblica Romana (1849)

In occasione di questo conflitto con l'Austria assunsero notevole importanza alcune esperienze repubblicane di durata temporanea e senza un loro esito finale positivo. Dal febbraio al luglio 1849 si svolse la vicenda della Repubblica Romana, che vide Pio IX fuggire dalla città e rifugiarsi nella fortezza di Gaeta come ospite di Ferdinando II di Borbone, mentre il governo a Roma veniva assunto dal triumvirato di Giuseppe Mazzini, Aurelio Saffi e Carlo Armellini. La Repubblica Romana, che comprendeva tutte le terre già pontificie, fu sciolta con gli interventi militari degli austriaci che assediarono Ancona, entrandovi dopo un duro assedio navale e terrestre il 21 giugno 1849, e dei francesi che attaccarono Roma vanamente difesa da Garibaldi con i suoi volontari, cancellando la prospettiva di una soluzione neoguelfa per l'unità della nazione.

### La Repubblica di San Marco
Anche il Veneto insorse: l'8 febbraio 1848 a Padova scoppiò una rivolta spontanea di studenti, che venne repressa dopo una giornata di combattimenti con due studenti e cinque militari austriaci morti, decine di feriti. Il mese seguente a Venezia, con un'insurrezione iniziata il 17 marzo 1848 nasceva la Repubblica di San Marco che ridava temporaneamente la libertà alla città. In aprile il Corpo Volontari Lombardi tentò senza successo l'invasione del Trentino passando a nord del lago di Garda. Nel Cadore per circa due mesi una piccola armata di volontari, guidati da Pietro Fortunato Calvi, sbarrò l'accesso alla regione alle armate austriache. Venezia resistette a un lungo assedio fino, dopo una dura lotta, alla sua capitolazione il 27 agosto 1849, a opera dell'intervento militare austriaco che ripristinava il dominio sul Veneto. Il 14 ottobre dopo un assedio di sette mesi si arrendeva la città di Osoppo.
Nei territori lombardi sottoposti al dominio austriaco, scoppiarono anche piccole rivolte locali: dopo l'Armistizio di Salasco nell'ottobre 1848 si ebbero moti mazziniani in Val d'Intelvi e alla ripresa delle ostilità nel 1849 insorse Como.
Dopo la definitiva sconfitta piemontese nel 1849 ci fu l'episodio delle "Dieci giornate di Brescia", che vide la città resistere sino a fine marzo 1849, per dieci giorni, alle truppe austriache, che, dopo la loro vittoria nella battaglia di Novara, rioccuparono le campagne lombarde. Al termine dei combattimenti la città fu lasciata al saccheggio della truppa austriaca.

### La Repubblica Toscana
La Toscana, proclamatasi repubblica toscana il 15 febbraio 1849, con la guida del triumvirato Guerrazzi, Montanelli, Mazzoni venne ricondotta sotto il granduca Leopoldo II a seguito dell'invasione armata austriaca nel maggio 1849, che ebbe i momenti più drammatici nell'assedio e sacco di Livorno.

### Regno di Sicilia

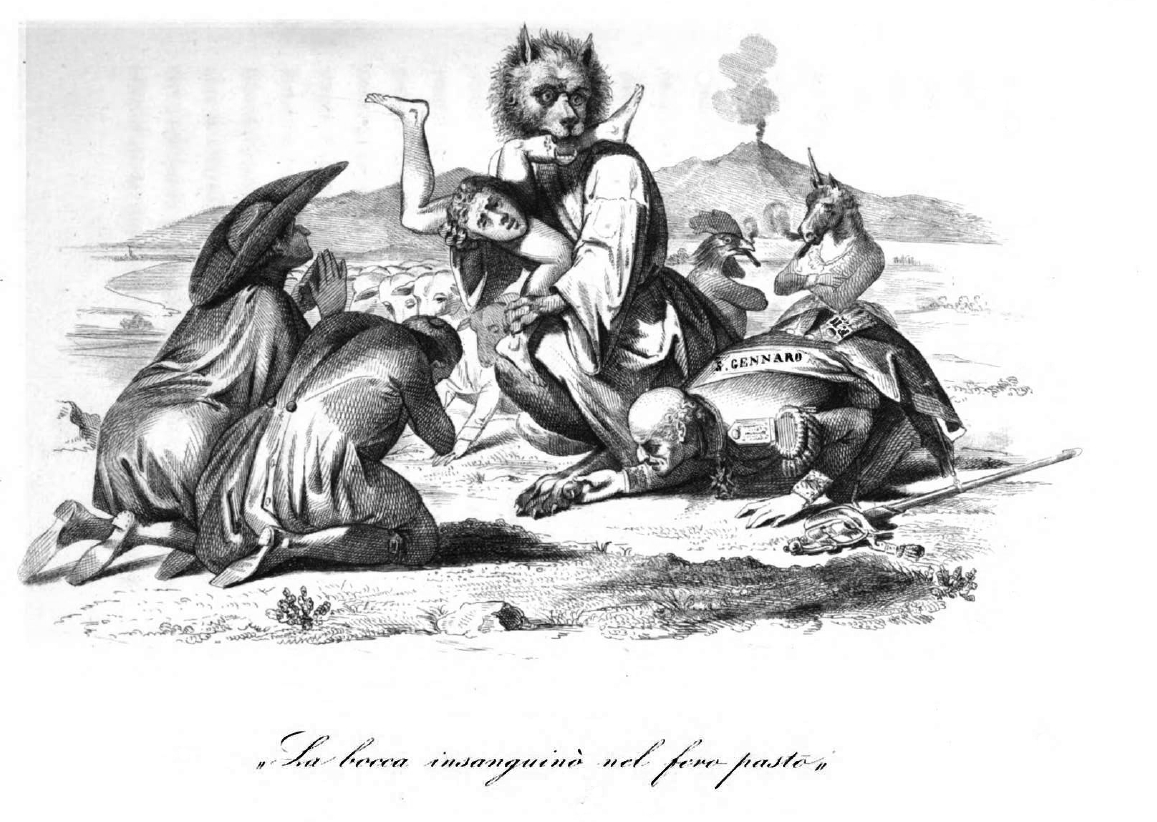
Allegoria della repressione dell'insurrezione siciliana

Il parlamento siciliano ripristinò il Regno di Sicilia, proclamò la sua indipendenza e si ridiede il 10 giugno 1848 una costituzione simile a quella ottenuta nel 1812 sancendo la nascita di una nuova monarchia costituzionale e la decadenza di quella borbonica. Il Regno fu militarmente riconquistato dall'esercito borbonico dopo la presa di Palermo il 14 maggio 1849 da parte di Carlo Filangieri. Il forte bombardamento per la riconquista di Messina costeranno a Ferdinando II l'appellativo di "re bomba" con cui è ricordato nella storiografia classica.

### La repressione
Tutti i moti europei legati al 1848 furono repressi nel volgere di due anni, secondo gli schemi della Restaurazione, tranne che in Francia, dove la Seconda Repubblica francese si sostituì alla monarchia di re Luigi Filippo Borbone d'Orléans con Luigi Napoleone che, dopo quattro anni, diventerà Napoleone III imperatore dei francesi. Gli eventi francesi provocarono la fine degli equilibri politici esistenti in Europa dal Congresso di Vienna, modificando le alleanze fra gli stati e influiranno sulle vicende italiane, spingendo persino alcuni esuli napoletani a progettare l'insediamento sul trono di Napoli di Luciano Murat secondogenito di Gioacchino Murat. Il cambio di politica di Pio IX, il cui nome veniva invocato inizialmente dai patrioti italiani lo rese inviso divenendo uno dei loro maggiori bersagli polemici, e al contempo la difesa del papato, con l'azione militare delle truppe inviate a Roma, permise alla Francia di Napoleone III di ampliare la sua sfera d'influenza nella penisola in opposizione a quella austriaca che si trovò indebolita.
Molti patrioti finirono giustiziati, altri esiliati, una parte di questi ultimi trovò asilo in Piemonte, Carlo Cattaneo si esiliò a vita a Lugano, in Svizzera, nazione che proprio nel 1848 si era data la Costituzione confederale e dove inizialmente si rifugiò anche Mazzini che poi si mosse a Londra, città che divenne un importante centro dei fuoriusciti italiani, il toscano Giuseppe Montanelli si rifugiò a Parigi, il presidente del governo siciliano Ruggero Settimo andò in esilio a Malta e Garibaldi, dopo un breve peregrinare, finì in America, ospite per un certo tempo di Antonio Meucci. Nel 1849 a Napoli vennero arrestati, processati e condannati a morte, con pena commutata al carcere Luigi Settembrini, Silvio Spaventa e Carlo Poerio, con l'accusa di essere membri dell'associazione segreta Unità Italiana, diretta dallo stesso Settembrini. Francesco De Sanctis che per aver partecipato con alcuni suoi allievi ai moti nel novembre del 1848 era stato sospeso dall'insegnamento, nel 1850 fu arrestato e recluso a Napoli nelle prigioni di Castel dell'Ovo, dove rimase fino al 1853 quando, espulso dal Regno dalle autorità borboniche e fatto imbarcare per l'America, riuscì a fermarsi a Malta e quindi a rifugiarsi a Torino.
Gli austriaci nel maggio del 1849 occuparono militarmente Ferrara e Bologna, ove mantennero un presidio; nell'agosto dello stesso anno fucilarono Ugo Bassi e Giovanni Livraghi. La repressione austriaca proseguì culminando tre anni dopo, nel mantovano, con l'episodio noto come Martiri di Belfiore e l'impiccagione a Venezia del mazziniano Luigi Dottesio.
L'Imperatore Francesco Giuseppe nel 1851 visitò le due capitali del Lombardo-Veneto (21 settembre a Milano, Como e Monza, 3 ottobre a Venezia, il suo viaggio era stato preceduto da due proclami del governatore generale Josef Radetzky (21 febbraio e 19 luglio 1851) che decretavano da uno a cinque anni di carcere duro per chi fosse stato trovato in possesso di scritti "rivoluzionari", reimponevano lo stato di assedio, e ritenevano solidalmente responsabili le municipalità che avessero ospitato, anche a loro insaputa, società segrete. Questi provvedimenti mostravano chiaramente quali fossero le intenzioni della potenza occupante nel governo del Lombardo-Veneto. Fallirono dunque gli effetti propagandistici sperati di un avvicinamento al regime asburgico della nobiltà italiana e delle popolazioni, che accolsero freddamente la visita imperiale, provocando così un'ulteriore accentuazione dell'azione repressiva austriaca.

## Il "decennio di preparazione"

### Le azioni mazziniane

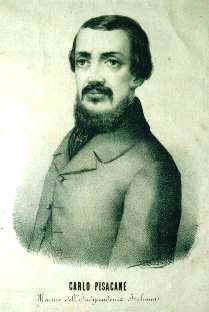
Carlo Pisacane

Nei dieci anni successivi alla sconfitta (il cosiddetto "decennio di preparazione") riprese inizialmente vigore il movimento repubblicano mazziniano, favorito anche dal fallimento del programma federalista neoguelfo: vennero fondate in diverse città le Società di Tiro Nazionale, associazioni patriottiche con il finto scopo di promuovere l'abilità all'uso della carabina.
Nel decennio 1849-1859 i mazziniani promossero una serie di insurrezioni, tutte fallite. Quelle che più impressionarono l'opinione pubblica italiana ed europea furono l'esecuzione capitale dei martiri di Belfiore (1852) a Mantova, esito cruento della repressione austriaca contro le ribellioni avvenute negli anni precedenti nel Regno Lombardo Veneto, e la disastrosa spedizione di Sapri (1857), nel Regno delle Due Sicilie, condotta all'insegna del credo mazziniano per il quale ciò che contava era più che il successo il "dare l'esempio" e conclusasi con la morte di Carlo Pisacane e dei suoi 23 compagni, massacrati dai contadini assieme ad altri patrioti liberati all'inizio della spedizione dal carcere di Ponza. Fortemente impressionò la borghesia italiana anche la rivolta milanese del 6 febbraio 1853 che condotta con spirito mazziniano, ossia confidando in una spontanea partecipazione popolare e addirittura nell'ammutinamento dei soldati ungheresi dell'esercito austriaco, fallì miseramente nel sangue. Oltre che l'impreparazione e la superficiale organizzazione dei rivoltosi, operai d'ispirazione politica socialista, furono proprio i mazziniani, notoriamente in contrasto ideologico col marxismo, a contribuire al fallimento non facendo loro pervenire le armi promesse e mantenendosi passivi al momento dell'insorgere della rivolta. Un pugno di uomini armati di pugnali e coltelli andarono così consapevolmente incontro al disastro in nome dei loro ideali patriottici e socialisti.
A Parma il 26 marzo 1854 venne accoltellato a morte il duca Carlo III di Parma, a opera dell'anarchico, con simpatie mazziniane, Antonio Carra. Due anni dopo, a Napoli, nel 1856, dopo un fallito attentato al re Ferdinando II, veniva condannato a morte il calabrese Agesilao Milano mentre nello stesso anno in Sicilia, nei dintorni di Mezzojuso venne repressa una sommossa organizzata da Francesco Crispi e guidata da Francesco Bentivegna e Salvatore Spinuzza che furono fucilati.
La crisi del movimento mazziniano favorì, in probabile accordo con Cavour, la creazione nel 1857 in Piemonte, a opera degli esuli Daniele Manin e Giuseppe La Farina, della Società nazionale italiana che operava alla luce del sole nel regno sabaudo e clandestinamente negli altri stati italiani a supporto del movimento unitario che si stava formando attorno al Regno di Sardegna

### Larealpolitikcavouriana

Camillo Benso conte di Cavour

Nel 1850 Camillo Benso conte di Cavour entra nel governo piemontese: inizialmente come ministro per il commercio e l'agricoltura, divenendo poi anche ministro delle finanze e della Marina; infine diventò primo ministro il 4 novembre 1852, grazie a un accordo tra le forze di centro-destra e di centro-sinistra. Fin dall'inizio come ministro del commercio intraprende un'azione che punta a molteplici accordi con le nazioni europee, stringendo accordi commerciali con Grecia, le città anseatiche, l'Unione doganale tedesca, la Svizzera e i Paesi Bassi, e approfondisce i contatti con le potenze europee viaggiando nell'estate del 1852 e incontrando a Londra il Ministro degli Esteri inglese Malmesbury, Palmerston, Clarendon, Disraeli, Cobden, Lansdowne e Gladstone e a Parigi il presidente Luigi Napoleone e il ministro degli esteri francese. L'anno successivo Ludwig von Rochau introducendo il concetto di realpolitik col suo saggio Grundsätze der Realpolitik (Principi della realpolitik) ne porta come esempio l'azione di Cavour che prepara le basi "per una grande originale operazione nazionale".
Sotto Cavour si accentuano i contrasti con i cattolici intransigenti e il Regno di Sardegna, arrivando a un punto di non ritorno con la scomunica papale comminata al Re Vittorio Emanuele II, a Cavour e a tutti membri del governo e del parlamento a seguito della Crisi Calabiana (1855) che si concluse con l'approvazione della legge sui conventi e la soppressione degli ordini mendicanti.
Alla fine del decennio l'opinione pubblica italiana e estera venne a conoscenza del caso Edgardo Mortara avvenuto nello Stato pontificio: un bimbo ebreo a un anno dalla nascita era stato battezzato, all'insaputa dei genitori, dalla sua nutrice, perché in pericolo di morte; e, poiché secondo le leggi dello Stato pontificio una famiglia ebraica non poteva allevare un cristiano sebbene fosse il loro figlio, veniva ora, all'età di sei anni, sottratto ai genitori per essere cresciuto come cattolico. Le critiche e le polemiche che si diffusero in Europa nocquero alle relazioni internazionali dello Stato della Chiesa e in particolare l'accaduto rappresentò per Cavour e il partito liberale un'occasione importante per influenzare l'alleato Napoleone III, sostenuto dai cattolici francesi ora in difficoltà, sulla questione della separazione tra Stato e Chiesa.
Nel novembre del 1856 l'imperatore Francesco Giuseppe, con la consorte, volle compiere una visita nei domini austriaci del Lombardo Veneto, partendo da Trieste e soggiornando a Venezia, Padova, Vicenza, Verona, Brescia, e infine Milano, allo scopo di cercare di suscitare le simpatie della popolazione verso l'Austria. Il viaggio, conclusosi nel marzo 1857, non raggiunse lo scopo: nonostante la concessione di un'amnistia per i detenuti politici e la sostituzione di Radetzky con Gyulai si ebbero ovunque manifestazioni di disprezzo verso la coppia imperiale e di non partecipazione ai festeggiamenti per il suo arrivo e dalla vicina Torino non venne inviata alcuna delegazione sabauda, neppure per porgere semplici saluti di cortesia.

### La liberazione dei rivoluzionari napoletani
Verso la fine degli anni '50, Ferdinando di Borbone cercò di risolvere la situazione dei circa cinquecento prigionieri politici detenuti nelle carceri borboniche, tramite un trattato con la repubblica Argentina per la loro deportazione in esilio perpetuo in America latina. Il progetto non ebbe all'inizio seguito per il rifiuto opposto da Carlo Poerio, che affermò di preferire la morte in galera piuttosto che libero esule in America. Tuttavia il 27 dicembre 1858 un gruppo di 69 detenuti politici condannati all'ergastolo, tra cui Poerio, Luigi Settembrini, Spaventa ebbero la condanna commutata all'esilio perpetuo e nel gennaio 1859 furono imbarcati, contro la loro volontà, per essere condotti in America, dove non arrivarono grazie all'intervento del figlio di Settembrini che riuscì a farli sbarcare in Inghilterra, dove andarono a ingrossare le file degli esuli impegnati nell'azione risorgimentale.

## La Seconda guerra d'indipendenza

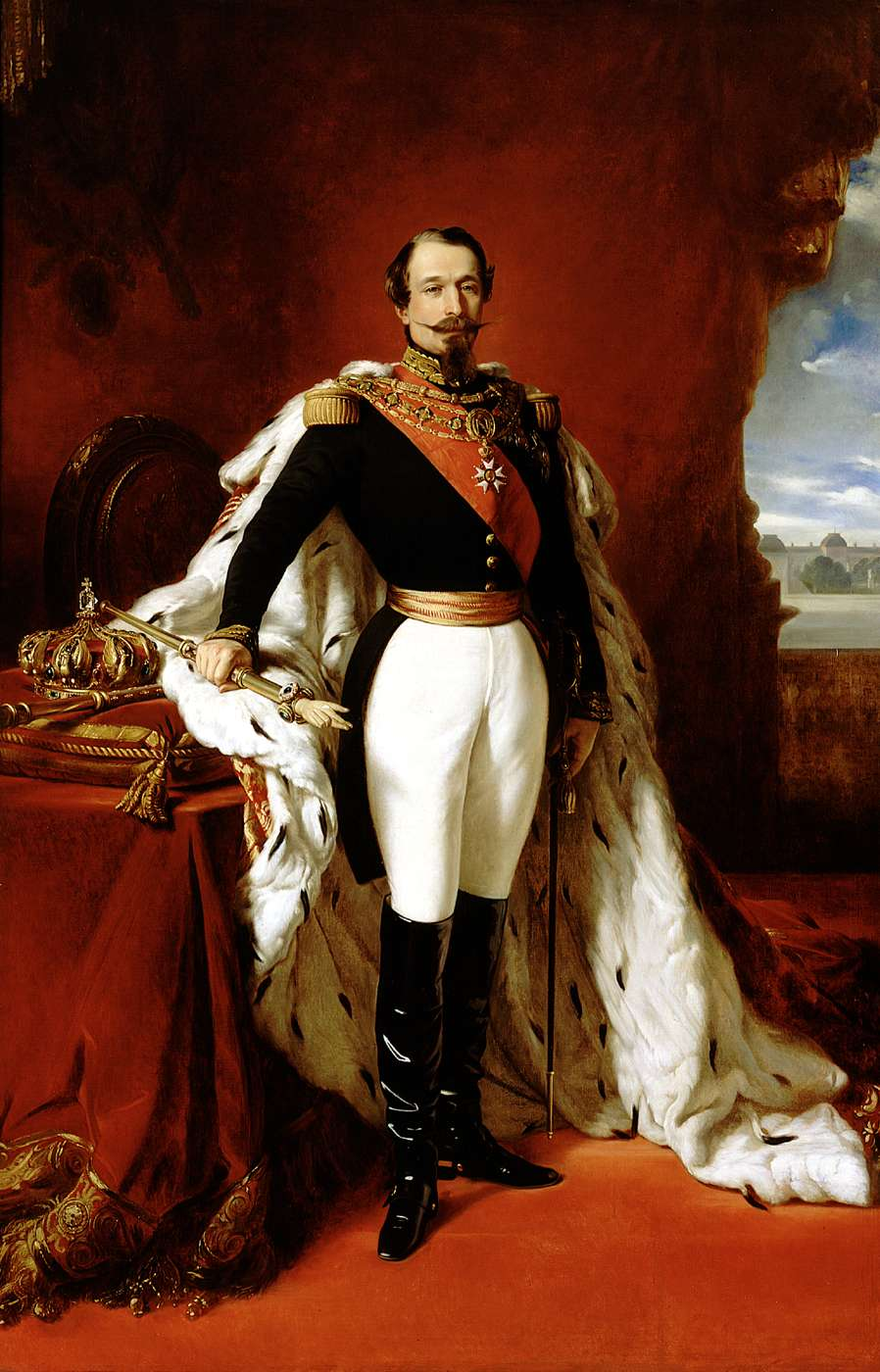
Napoleone III

Il biennio 1859-1860 costituì una nuova fase decisiva per il processo d'unificazione, iniziò con l'attentato di Felice Orsini contro Napoleone III colpevole di aver represso la Repubblica Romana e aver rinnegato gli ideali carbonari che il monarca aveva professato in gioventù. Orsini, prima di essere ghigliottinato, inviò una lettera a Napoleone III, che ne fu favorevolmente colpito autorizzandone la pubblicazione sui giornali che presentarono Orsini come un eroe. Cavour, sfruttò la popolarità che aveva raggiunto la missiva, per aumentare la sua pressione politica sulla Francia.
Il biennio fu quindi caratterizzato dall'alleanza sardo-francese siglata nel gennaio 1859 e preparata con l'incontro di Plombières fra Cavour e Napoleone III del 21 luglio 1858. Tale alleanza, lungi dal prevedere l'unità della nazione, auspicava di dividere la penisola in zone d'influenza piemontese e francese.
Il 10 gennaio 1859 Vittorio Emanuele II, inaugurando i lavori del Parlamento subalpino, pronunciò un famoso discorso della Corona con l'affermazione: «Noi non siamo insensibili al grido di dolore che da tante parti d'Italia si leva verso di noi»; frase che esprimeva un'accusa di malgoverno austriaco sugli italiani ai quali il re sabaudo si proponeva come loro soccorritore e una velata ricerca del "casus belli": elemento quest'ultimo necessario poiché, secondo gli accordi presi, Napoleone III sarebbe entrato in guerra solo in seguito a un attacco austriaco al Piemonte.
Nel frattempo Garibaldi veniva autorizzato a condurre apertamente una campagna di arruolamento di volontari nei Cacciatori delle Alpi, una nuova formazione militare regolarmente incorporata nell'esercito sardo. L'Austria colse nelle parole del sovrano piemontese e nel riconoscimento ufficiale dei volontari agli ordini del noto rivoluzionario mazziniano Garibaldi, che veniva stanziato ai confini del Lombardo-Veneto, una provocazione e una sfida. La possibilità però di una guerra all'Austria con l'alleato francese sembrava ancora lontana dal realizzarsi per l'opposizione dei cattolici francesi che vedevano in una guerra vittoriosa del Piemonte una probabile successiva annessione dello Stato pontificio, con la conseguente perdita del potere temporale del papa. Per allontanare il rischio di una guerra agiva anche la diplomazia inglese e prussiana che si adoperava per una conferenza di pace: si sapeva infatti che gli accordi di Plombières prevedevano un insediamento della Francia nell'Italia centrale e meridionale che avrebbe alterato i rapporti di forza in Europa.

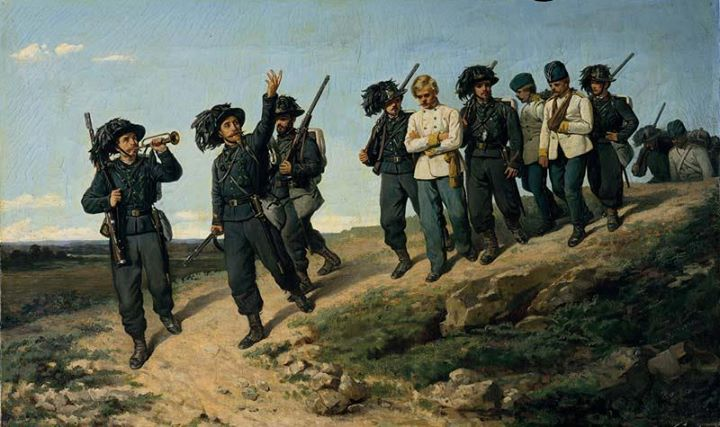
Ritorno dei bersaglieri da una ricognizione

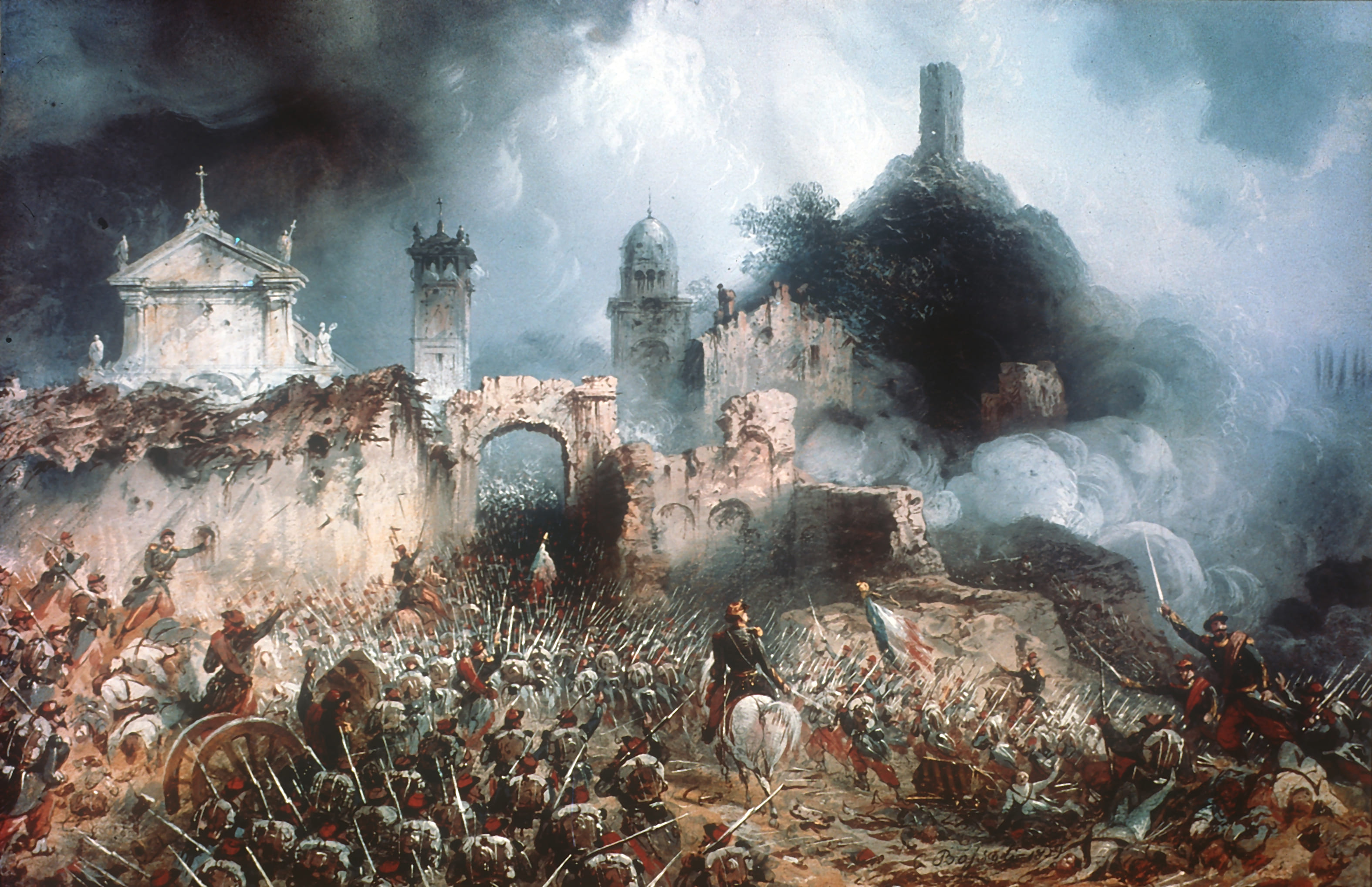
La Battaglia di Solferino

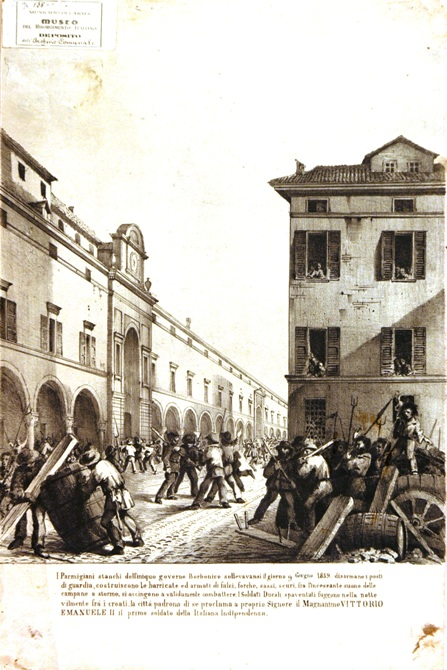
Stampa dell'epoca raffigurante l'insurrezione di Parma del 9 giugno 1859

Dopo mesi, durante i quali sembrava si potesse giungere a una pacificazione, giunse l'ultimatum austriaco al Piemonte con l'ingiunzione di disarmare l'esercito e il corpo dei volontari. Cavour in risposta all'intimazione austriaca dichiarò di voler resistere all'«aggressione» e a fine aprile giunse la dichiarazione di guerra degli austriaci che attaccarono il Piemonte attraversando il confine sul fiume Ticino (26 aprile).

### I governi provvisori
Alle notizie della guerra all'Austria il 27 aprile 1859 i ducati emiliani, le legazioni pontificie, e il Granducato di Toscana, dopo l'esperienza del governo provvisorio della Toscana, chiedevano e ottenevano l'invio di commissari sabaudi per l'annessione al Regno sardo.
Il 12 giugno a Bologna una giunta provvisoria fu nominata dal Municipio cittadino, questa come primo provvedimento, spedì a Cavour un telegramma in cui dichiarava la volontà di sottomettersi alla dittatura di Vittorio Emanuele II, quindi decise l'arruolamento della guardia civica e della guardia nazionale e la chiusura dei giornali clericali, allo stesso tempo Giuseppe Milesi Pironi Ferretti, ultimo Cardinale Legato di Bologna lasciò la città.

### L'intervento di Napoleone III
Il 12 maggio 1859 l'alleato francese Napoleone III, secondo gli accordi convenuti, entrò in guerra al comando dell'Armée d'Italie. Seguirono nel periodo maggio-giugno una serie di vittorie franco-piemontesi, ma con un alto numero di perdite, mentre i Cacciatori delle Alpi al comando di Garibaldi dopo aver preso Varese, Bergamo, Brescia continuavano ad avanzare verso il Veneto.
Tuttavia, nonostante il corso favorevole della guerra (Battaglia di Magenta, Battaglia di Solferino e San Martino), questa venne interrotta per iniziativa francese prima di conseguire tutti gli obiettivi concordati fra Francia e Piemonte: le richieste di annessione da parte dei ducati emiliani, delle legazioni pontificie e del granducato di Toscana, non previste negli accordi di Plombières sulla spartizione degli stati italiani, il malcontento dell'opinione pubblica francese per l'alto numero di morti nella guerra in Italia, l'opposizione dei cattolici francesi che vedevano realizzarsi i loro timori per la perdita dell'autonomia papale, spinsero Napoleone III ad accettare di firmare un armistizio (11 luglio 1859) con l'imperatore Francesco Giuseppe d'Asburgo ("preliminari di pace di Villafranca") che concedeva ai Piemontesi la sola Lombardia (eccetto Mantova e Peschiera del "Quadrilatero") in cambio dell'abbandono delle terre già occupate nel Veneto e della rinuncia a soddisfare le richieste di annessioni.

### L'armistizio
Vittorio Emanuele accettò le condizioni di pace e ritirò i commissari regi dalle città di Firenze, Parma, Modena, Bologna dove però i governi provvisori si opposero alla restaurazione unendosi nelle Province Unite del Centro Italia, ipotizzando anche una forza militare comune di difesa, mentre a fine giugno, dopo la pubblicazione dell'enciclica Qui Nuper, con la quale Pio IX invitava i propri sudditi a restare calmi e fedeli, ribadendo al contempo la necessità dello Stato Pontificio per l'esistenza della Chiesa, le truppe papaline riprendevano militarmente il controllo dell'Umbria e delle Marche ribellatesi, rimaste isolate e prive di una propria forza di difesa, provocando il 20 giugno le Stragi di Perugia, che ebbero una vasta eco internazionale.
Nel frattempo il quadro internazionale cambiava e l'Inghilterra si mostrava favorevole a una situazione italiana dove la Francia non avrebbe avuto alcun peso mentre uno Stato unitario italiano poteva costituire un valido punto d'equilibrio in Europa sia nei confronti della Francia che dell'Austria. Il 23 ottobre 1859 venne emanata la legge Rattazzi che riorganizzava la geografia amministrativa dell'intero stato sabaudo sul modello francese, con suddivisioni in province, circondari, mandamenti e comuni, struttura che sarà successivamente applicata ai vari territori che via via si unirono nel corso dell'unificazione nazionale.
Il ritiro unilaterale dei francesi rendeva nulli gli accordi di Plombières, ma il prezzo stabilito da Napoleone III per permettere l'annessione dell'Italia centrale fu il riportare in vita le clausole del trattato segreto del 1859 - che prevedevano la cessione della Savoia e il Nizzardo alla Francia, in cambio del riconoscimento da parte di quest'ultima delle annessioni dell'Emilia-Romagna e della Toscana che, tramite i plebisciti dell'11 e 12 marzo 1860, entrarono a far parte del Regno di Sardegna. Il 12 marzo 1860 fu firmato con la Francia un apposito trattato reso pubblico il 30 marzo a cui seguirono due plebisciti nelle province interessate..
Viste le difficoltà accresciute nel mantenere il controllo sul territorio del proprio stato Pio IX nominò, il 18 aprile 1860, de Mérode vice-ministro delle Armi, con l'incarico di rafforzare l'esercito pontificio, compito che venne affidato a de Lamoricière e che venne attuato arruolando migliaia di volontari provenienti da paesi cattolici europei.

## La Spedizione dei Mille

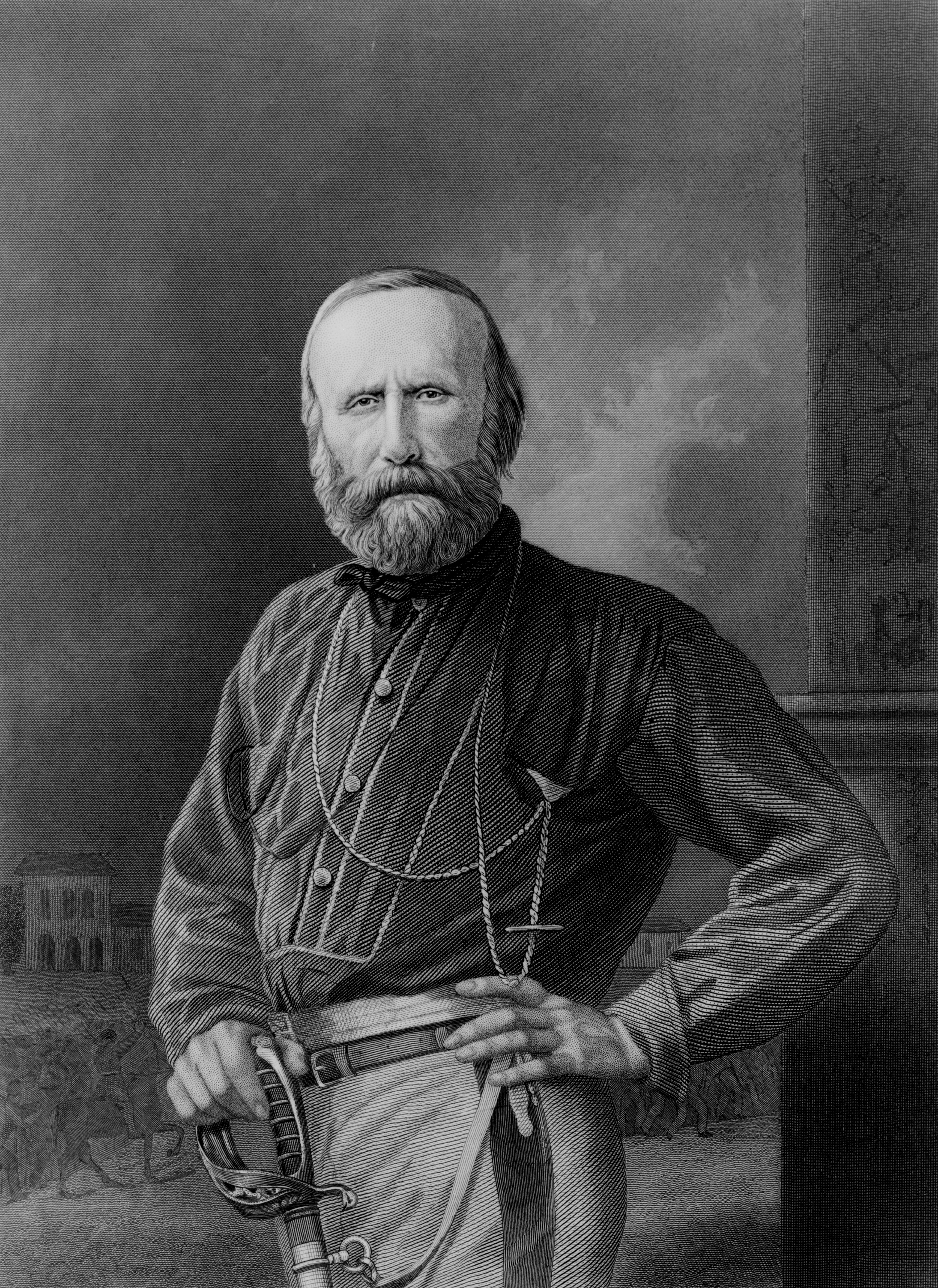
Giuseppe Garibaldi

Ulteriore passo verso l'unità fu la spedizione dei "Mille" garibaldini in Sud Italia, preceduta nell'isola da piccoli moti rivoluzionari. Essa era formata da poco più di un migliaio di volontari provenienti in buona parte dalle regioni settentrionali e centrali della penisola, appartenenti sia ai ceti medi che a quelli artigiani e operai; tale impresa risorgimentale godette, almeno nella sua fase iniziale, di un deciso appoggio delle masse contadine siciliane, all'epoca in rivolta contro il governo borbonico e fiduciose nelle promesse di riscatto fatte loro da Garibaldi. «Il profondo malcontento delle masse popolari delle campagne e delle città, sebbene avesse le sue radici nella miseria e quindi nella struttura di classe della società, si rivolgeva contro il governo prima ancora che contro le classi dominanti».
Garibaldi, salpato da Quarto in Liguria e sbarcato a Marsala l'11 maggio 1860, si proclamò tre giorni dopo a Salemi, su suggerimento di Crispi, dittatore dell'isola nel nome di Vittorio Emanuele. Il 15 maggio dello stesso anno vinse la prima battaglia contro i borbonici a Calatafimi, dove fu determinante per la vittoria la partecipazione di 200 picciotti e di circa 2.000 contadini locali in aggiunta ai 1.089 volontari garibaldini. Da quel primo successo si giunse il 30 maggio alla conquista di Palermo, mentre le truppe regie si ritiravano verso Messina. Il 2 giugno a Palermo viene istituito da Garibaldi il governo dittatoriale della Sicilia.
Secondo Del Carria «con la metà di giugno si spezza definitivamente l'alleanza tra borghesi e contadini per dar luogo all'alleanza tra borghesi isolani e borghesia continentale rappresentata dai garibaldini e dai moderati». Significativa in tal senso è la repressione ordinata a Nino Bixio, della ribellione contadina avvenuta a Bronte e che rischiava di estendersi in tutta la regione del catanese.

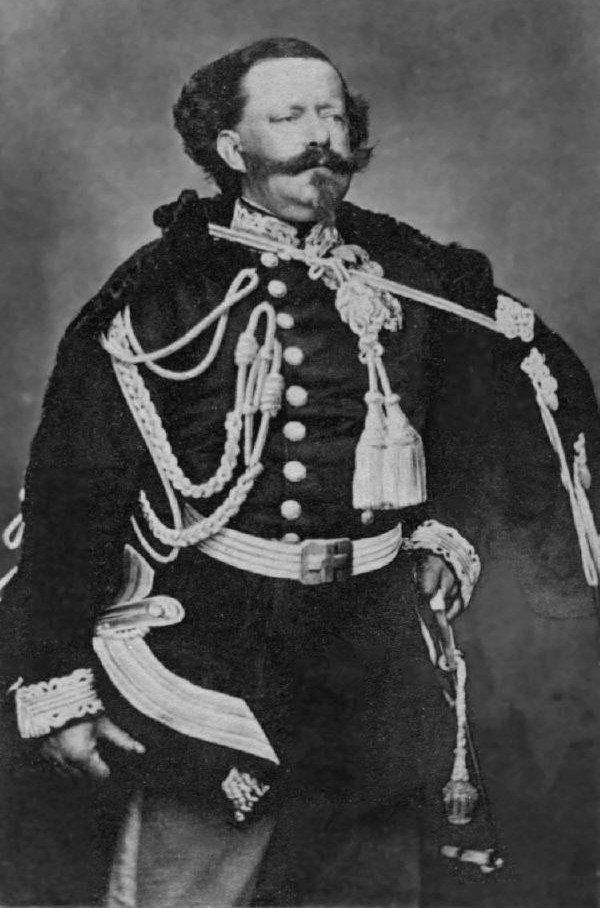
Vittorio Emanuele II re d'Italia

Mentre Garibaldi avanzava da sud con il suo Esercito meridionale, in agosto insorse la Basilicata (la prima provincia a dichiararsi parte d'Italia nella zona continentale del Regno delle Due Sicilie), arrivando ad avere un governo provvisorio che rimase in carica fino all'ingresso di Garibaldi a Napoli. Dopo Napoli, le truppe garibaldine si scontrarono un'ultima volta con quelle borboniche nella Battaglia del Volturno il 1º ottobre 1860. Con la vittoria di Garibaldi l'Italia meridionale veniva definitivamente sottratta ai Borbone, dinastia che in passato aveva dato a Napoli anche un grande sovrano, ma che «…ormai rappresentava, nella vita dell'Italia Meridionale, la peior pars…», cioè la parte peggiore, come scrisse Benedetto Croce. Anche lo storico e filosofo Ernest Renan, in viaggio nel Mezzogiorno d'Italia attorno al 1850, al pari degli altri viaggiatori e osservatori stranieri constatava l'«…affreuse tyrannie intellectuelle qui règne sur cette partie de l'Italie…»

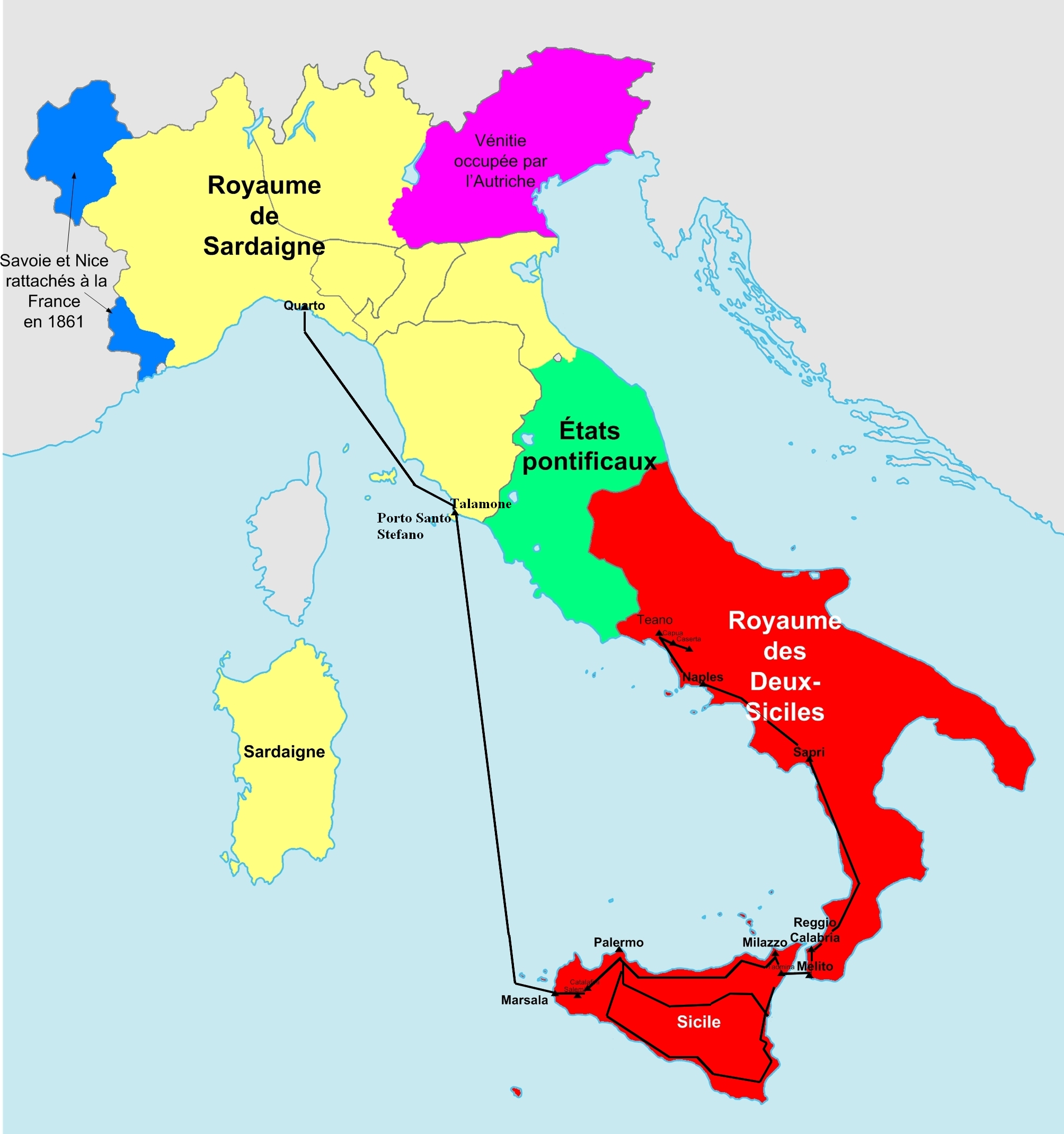
L'itinerario della Spedizione dei Mille.

Le truppe di Vittorio Emanuele II intanto entravano nello Stato della Chiesa scontrandosi il 18 settembre con l'esercito pontificio nelle Marche, durante la battaglia di Castelfidardo, che sarebbe stato l'ultimo grande scontro armato prima dell'unità italiana. Dopo aver ottenuto la vittoria, le truppe piemontesi inseguirono quelle pontificie asserragliatesi ad Ancona, che venne subito assediata. Quando i pontifici cedettero anche là, fu possibile per il Piemonte annettere la legazione delle Marche e quella dell'Umbria, a seguito di un plebiscito. Solo dopo esso si sarebbe potuto pensare alla proclamazione del Regno d'Italia in quanto, attraverso le Marche e l'Umbria, si sarebbero unite geograficamente le regioni del nord e del centro (confluite nel Regno di Sardegna in seguito alla seconda guerra d'indipendenza e alle conseguenti annessioni), con le regioni meridionali (conquistate da Garibaldi).
Dopo alcuni tentennamenti, sotto la pressione di Cavour e dell'imminente annessione di Marche e Umbria alla monarchia sabauda, Garibaldi, pur di idee repubblicane, non pose ostacoli all'unione dell'ex regno delle Due Sicilie al futuro Stato unificato italiano, che si profilava ormai sotto l'egida di Casa Savoia. Tale unione fu formalizzata mediante i plebisciti del 21 ottobre 1860.

## La proclamazione del Regno d'Italia
Il 27 gennaio e 3 febbraio 1861 si svolsero le prime elezioni politiche italiane e il 18 febbraio 1861 venne aperta la nuova legislatura italiana. Alla presidenza del Senato fu nominato Ruggero Settimo, già capo del governo siciliano durante la rivoluzione del 1848, a quella della Camera fu nominato Urbano Rattazzi, che era già stato due volte presidente della Camera del Regno di Sardegna.
Il nuovo governo era presieduto da Cavour, con altri 8 ministri originari di diverse regioni italiane: uno piemontese, due emiliani, due toscani, uno campano, uno calabrese e uno siciliano.

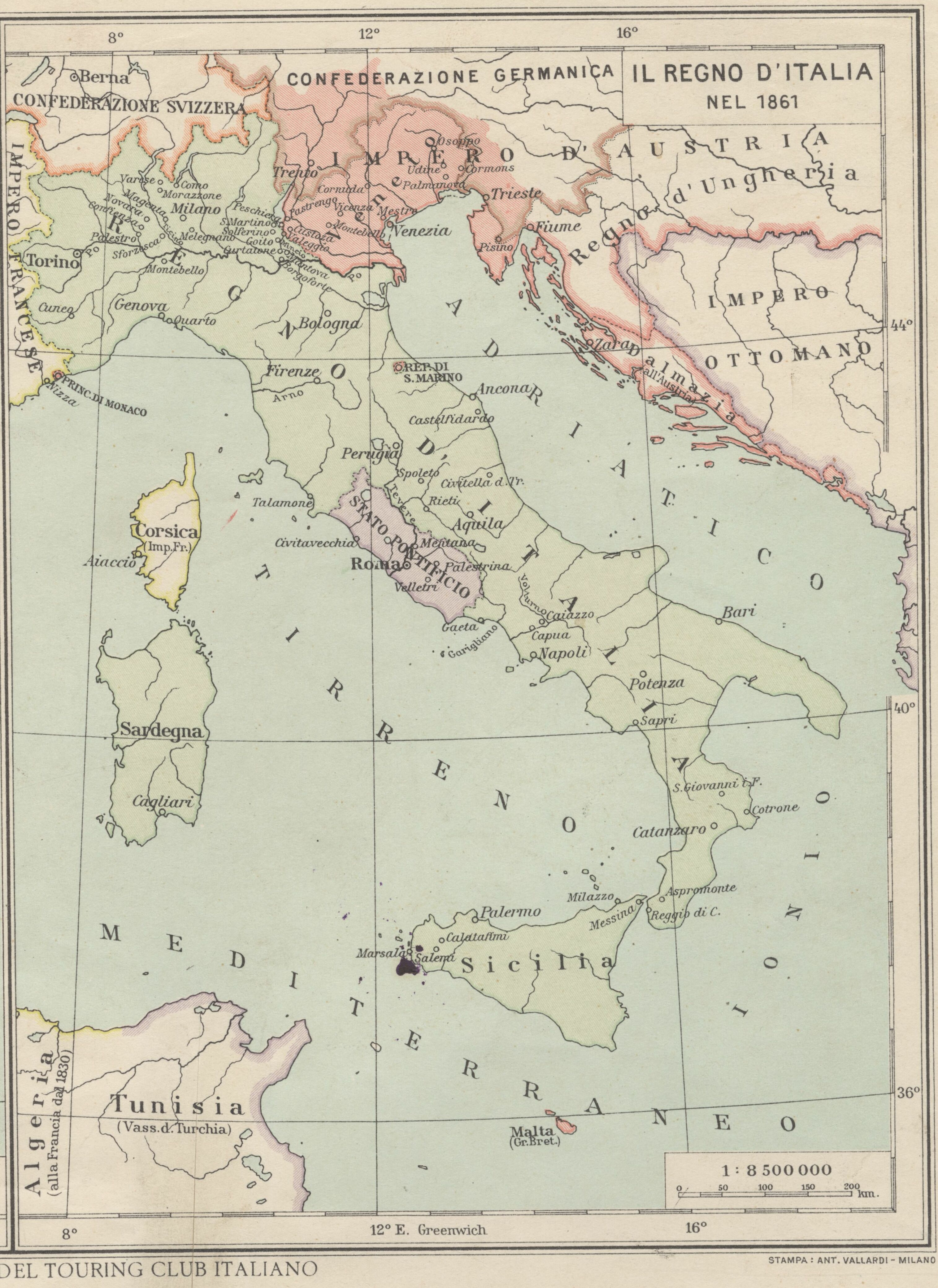
Mappa del Regno d'Italia nel 1861

Il 17 marzo 1861 il parlamento subalpino proclamò Vittorio Emanuele II non re degli italiani ma «re d'Italia, per grazia di Dio e volontà della nazione». Non "primo" re d'Italia, come avrebbe dovuto essere secondo l'ordine della genealogia dinastica, ma "secondo" come segno distintivo della continuità della dinastia di Casa Savoia
Tre mesi dopo dello stesso anno moriva Cavour che, nel suo primo discorso al Parlamento italiano, aveva suggerito la linea politica di "Libera Chiesa in libero Stato" come soluzione alla cosiddetta "Questione romana", al problema, cioè, della persistenza del potere temporale del papato in Italia che impediva che Roma, di fatto ancora capitale dello Stato pontificio, potesse effettivamente diventare la proclamata capitale del Regno e che conseguentemente condizionava la partecipazione dei cattolici, sensibili alle indicazioni di Pio IX, alla vita politica nazionale.
Alla proclamazione del Regno d'Italia seguirono alcuni anni di riorganizzazione dello stato per permetterne l'estensione e l'unificazione, nonché l'omogeneizzazione della struttura politica e amministrativa, attraverso un processo che viene indicato come "piemontesizzazione".
Il nuovo regno mantenne lo Statuto albertino, nome con cui è chiamata la costituzione emanata da Carlo Alberto nel 1848 che rimarrà ininterrottamente in vigore sino al 1946 e che portò a compimento nel 1865 la unificazione legislativa del Regno.
Il nuovo stato fu riconosciuto da Inghilterra, Francia e Russia fin dal 1862, mentre Spagna, Austria, e la maggior parte degli Stati della Confederazione germanica, dietro pressioni di Vienna, attesero fino al 1866.
Per celebrare l'unificazione dello stato e indicare un progetto culturale nazionale, rifacendosi alle esposizioni universali di Londra (1851) e Parigi (1855), venne organizzata a Firenze, nell'ex stazione Leopolda, la prima Esposizione nazionale italiana inaugurata da Vittorio Emanuele II il 15 settembre 1861.

## Terza guerra di indipendenza e Roma capitale

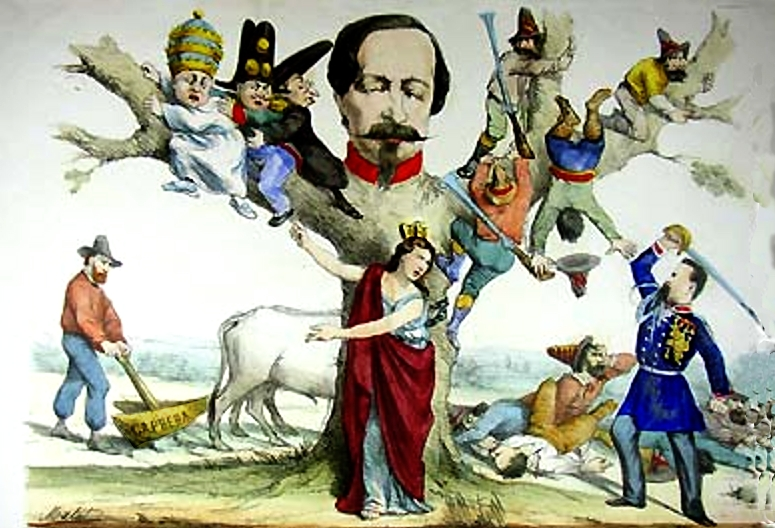
Stampa allegorica del periodo sulla situazione politica post-unitaria: l'Italia turrita indica a Cialdini, (con la sciabola sguainata), i suoi nemici abbarbicati attorno a Napoleone III (trasformato in albero): briganti, nobili borbonici (raffigurati dal pazzariello napoletano), il clero e il Papa Pio IX; sullo sfondo Garibaldi, a Caprera, ara un campo come Cincinnato

### La terza guerra di indipendenza

Piano della terza guerra di indipendenza

Quando Vittorio Emanuele II divenne re d'Italia, il 17 marzo 1861, il processo di unificazione nazionale non poteva considerarsi definitivo poiché il Veneto, il Trentino, il Friuli e la Venezia Giulia appartenevano ancora all'Austria e Roma, proclamata idealmente capitale del Regno, era ancora sede papale.
La situazione delle terre irredente (come si sarebbe detto alcuni decenni più tardi) costituiva una fonte di tensione costante per la politica interna italiana e chiave di volta della sua politica estera. Nella primavera del 1862 il governo Rattazzi bloccò a Sarnico una spedizione di ispirazione mazziniana-garibaldina che intendeva penetrare in Trentino e provocarne la sollevazione. Il 6 novembre 1864 una cinquantina di patrioti sempre di ispirazione mazziniana e garibaldina, passata alla storia come "la Banda di Navarons" attaccò sui monti della Val Tramontina in Friuli-Venezia Giulia, alcune truppe austriache, l'insurrezione fallì, parte degli insorti riuscì a rifugiarsi in Italia, altri si costituirono agli austriaci.
Le crescenti tensioni fra Austria e Prussia per la supremazia in Germania (sfociate infine nel 1866 nella guerra austro-prussiana) offrirono al neonato Regno d'Italia l'opportunità di effettuare un consistente guadagno territoriale e procedere sulla via dell'unificazione italiana. L'8 aprile 1866 il Governo Italiano (guidato dal generale Alfonso La Marmora) concluse un'alleanza militare con la Prussia di Otto von Bismarck, grazie anche alla mediazione della Francia di Napoleone III. Si era creata, infatti, un'oggettiva convergenza fra i due Stati che vedevano nell'Impero austriaco l'ostacolo al rafforzamento dell'unità nazionale italiana in funzione antiaustriaca.
Secondo i piani prussiani, l'Italia avrebbe dovuto impegnare l'Austria sul fronte meridionale. Nel contempo, forte della superiorità navale, avrebbe portato una minaccia alle coste dalmate, distogliendo ulteriori forze dal teatro di guerra nell'Europa centrale.
Il 16 giugno 1866 la Prussia iniziò l'ostilità contro alcuni principati tedeschi alleati dell'Austria. All'inizio del conflitto, l'esercito italiano era diviso in due armate: la prima, al comando di Alfonso La Marmora, stanziata in Lombardia a ovest del Mincio verso le fortezze del Quadrilatero; la seconda, al comando del generale Enrico Cialdini, in Romagna, a sud del Po, verso Mantova e Rovigo. Al comando della flotta fu designato il vecchio ammiraglio Carlo Pellion di Persano.
Il capo di Stato Maggiore generale La Marmora mosse per primo, incuneandosi fra Mantova e Peschiera, ove subì una sconfitta a Custoza il 24 giugno. Cialdini, al contrario, per tutta la prima parte della guerra non assunse alcuna posizione offensiva e non assediò neppure la fortezza austriaca di Borgoforte, a nord del Po. Custoza segnò un generale arresto delle operazioni, con gli Italiani che si riorganizzavano nel timore di un contrattacco austriaco. Gli Austriaci ne approfittarono per compiere due piccole offensive e saccheggi in Valtellina (operazioni in Valtellina) e in Val Camonica (battaglia di Vezza d'Oglio).
Tuttavia, a seguito di alcune importanti vittorie prussiane sul fronte tedesco, in particolare quella di Sadowa del 3 luglio 1866, gli Austriaci decisero di far rientrare a Vienna uno dei tre corpi d'armata schierati in Italia e diedero priorità alla difesa del Trentino e dell'Isonzo. Nelle settimane che seguirono, a Enrico Cialdini fu quindi affidato il grosso dell'esercito. Egli seppe guidare l'avanzata italiana da Ferrara a Udine: passò il Po e occupò Rovigo l'11 luglio, Padova il 12 luglio, Treviso il 14 luglio, San Donà di Piave il 18 luglio, Valdobbiadene e Oderzo il 20 luglio, Vicenza il 21 luglio, Udine il 26 luglio.
Nel frattempo i volontari di Giuseppe Garibaldi si erano spinti dal Bresciano in direzione della città di Trento aprendosi la strada il 21 luglio durante la battaglia di Bezzecca, mentre una seconda colonna italiana guidata da Giacomo Medici arrivava, il 25 luglio, in vista delle mura di Trento.
Queste ultime vittorie italiane vennero tuttavia oscurate, nella coscienza collettiva, dalla sconfitta della Marina a Lissa il 20 luglio.
L'esito generale della guerra fu determinato dalle importanti vittorie prussiane sul fronte tedesco, in particolare quella di Sadowa del 3 luglio 1866, a opera del generale von Moltke. Il 9 agosto Garibaldi rispose all'ordine di ritirarsi dal Trentino, con il celebre e celebrato «Obbedisco». La cessazione delle ostilità venne sancita con l'Armistizio di Cormons, il 12 agosto 1866, seguito il 3 ottobre 1866 dal trattato di Vienna.
Secondo i termini del trattato di pace, l'Italia guadagnò Mantova e l'intera antica terraferma veneta (che comprendeva l'attuale Veneto e il Friuli occidentale). Rimanevano in mano austriaca il Trentino, il Friuli orientale, la Venezia Giulia e la Dalmazia. Le città di Trento e Trieste continuavano a essere sotto il governo di Vienna.
Gli austriaci consegnarono le province perdute alla Francia, che ne avrebbe fatto dono al Regno d'Italia. Il 4 novembre 1866 i Savoia ebbero consegnata dagli Asburgo la Corona ferrea (simbolo della sovranità sull'Italia), già usata dai re longobardi, dagli imperatori del Sacro Romano Impero Germanico e dallo stesso Napoleone Bonaparte. La corona tornò così alla sua sede storica nel Duomo di Monza. L'annessione al Regno d'Italia venne sancita da un plebiscito (a suffragio universale maschile) svoltosi il 21 e 22 ottobre, anche se già il 19 ottobre in una stanza dell'hotel Europa sul Canal Grande il generale Leboeuf (plenipotenziario francese e "garante" dello svolgimento della consultazione) firmò la cessione del Veneto all'Italia. Prima ancora del plebiscito le terre venete erano già state cedute ufficialmente al Regno d'Italia; "la Gazzetta di Venezia" il giorno successivo ne aveva dato notizia, in pochissime righe: "Questa mattina in una camera dell'albergo Europa si è fatta la cessione del Veneto". Il 7 novembre 1866, pochi giorni dopo la proclamazione ufficiale dell'esito del plebiscito, Vittorio Emanuele II compì una visita solenne a Venezia. Le salme dei fratelli Bandiera e di Domenico Moro rientrarono il 18 giugno 1867, quella di Daniele Manin il 22 marzo 1868.

### Roma capitale

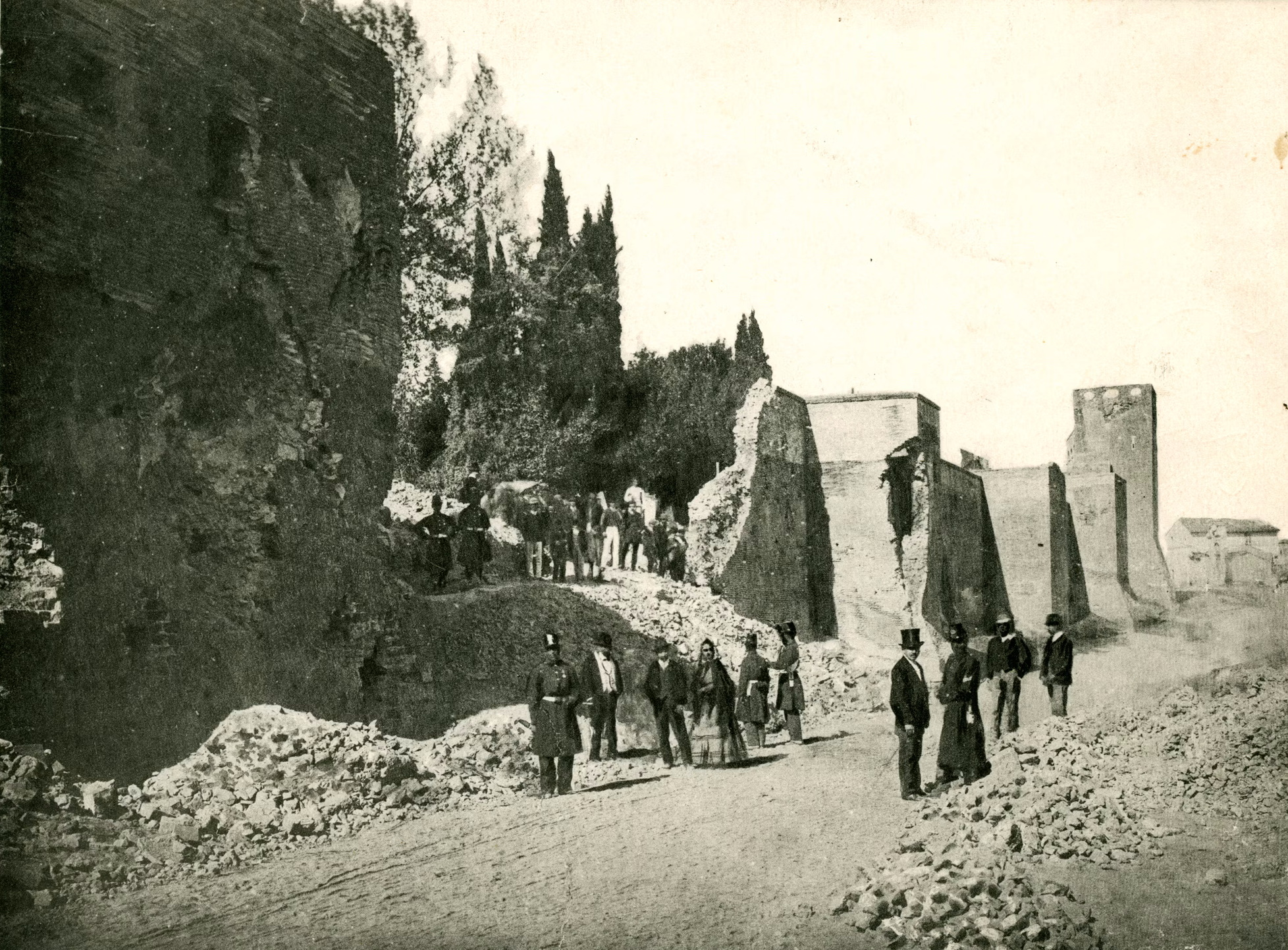
La breccia delle mura a Porta Pia

Seppure alla proclamazione del Regno d'Italia il 17 marzo 1861 fosse stata indicata Roma come "capitale morale" del nuovo Stato, la città rimaneva la sede dello Stato Pontificio, per quanto ridotto di dimensioni. La Romagna era infatti già passata al Piemonte con i plebisciti seguiti alla Seconda Guerra d'Indipendenza; similmente era accaduto per le Marche e l'Umbria, in seguito alla Battaglia di Castelfidardo e al successivo plebiscito: lo Stato della Chiesa era ormai ridotto al solo Lazio. Il dominio temporale del papa rimaneva sotto la protezione delle truppe francesi dislocate a Roma; Garibaldi per due volte tentò di prendere Roma, venendo bloccato nel 1862 sull'Aspromonte dall'esercito italiano inviato da Urbano Rattazzi e, nel 1867 in un secondo tentativo, sconfitto dalle truppe francesi nella battaglia di Mentana senza l'intervento diretto del governo Menabrea che, in nome degli accordi con la Francia, dopo la sconfitta fece arrestare Garibaldi a Figline Valdarno e da lì tradotto a La Spezia da dove fu riportato a Caprera, mentre il governo francese ribadiva la sua posizione di difesa del papa.
Nel 1864, per ottemperare alle condizioni della Convenzione di settembre concordata con la Francia, che prevedeva lo spostamento della capitale da Torino in un'altra città, la capitale del Regno d'Italia fu trasferita a Firenze come espressione della volontà di garantire alla Francia la rinuncia a Roma. Alla notizia del trasferimento della capitale in una città diversa da Roma, a Torino per due giorni consecutivi si ebbero violenti tumulti repressi dall'intervento dell'esercito che sparò contro i manifestanti causando 52 morti e 187 feriti.
Nel 1865, venne celebrato il sesto centenario della nascita di Dante Alighieri, con l'inaugurazione in piazza Santa Croce di un monumento al sommo poeta e festeggiamenti in tutta la nazione, per quella che secondo alcuni storici fu la prima grande festa nazionale del Regno, come ebbe a dire Dionisotti: «Nulla di simile a quella celebrazione si era mai visto prima in Italia, né si vide poi»

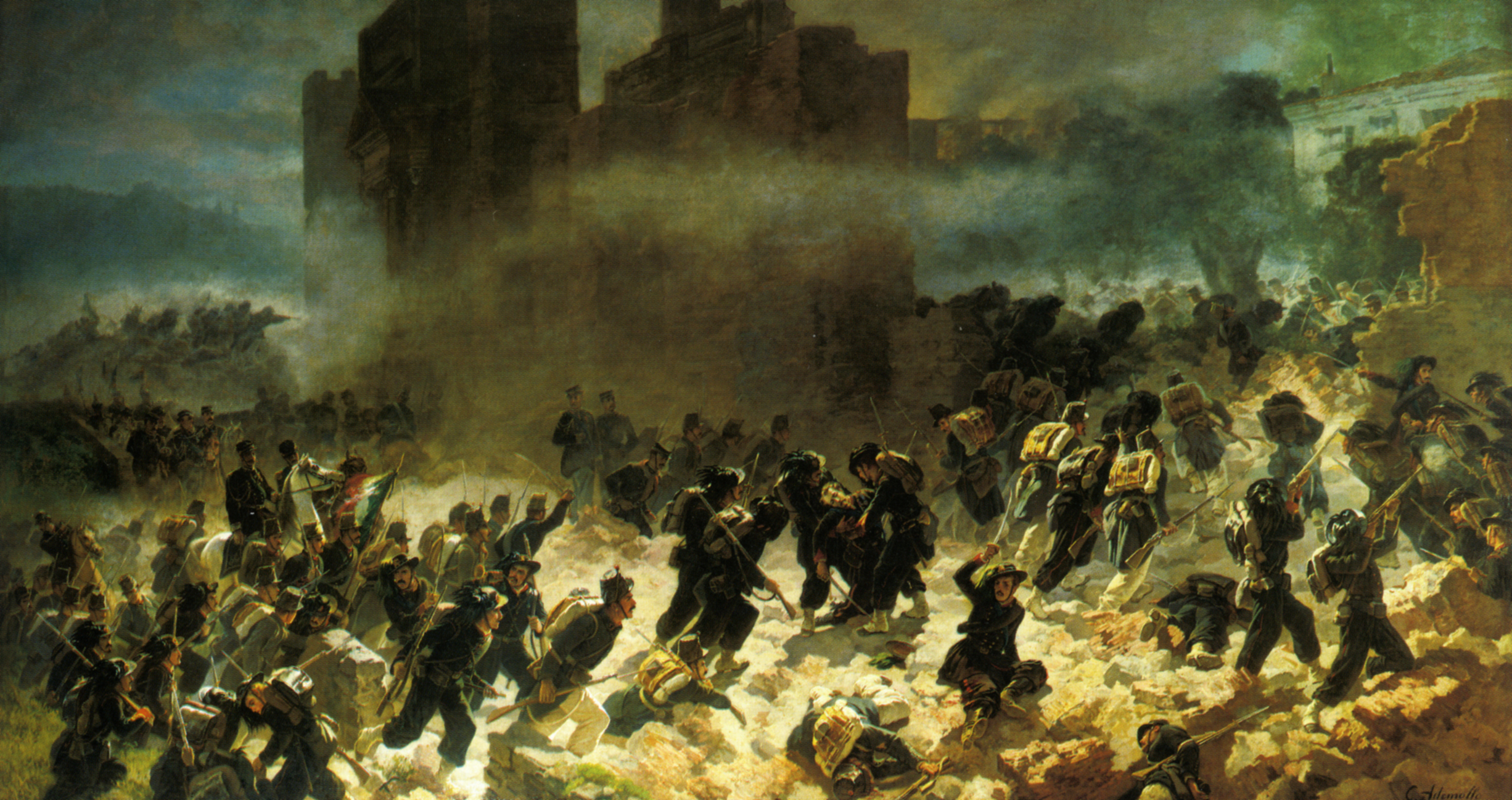
Breccia di Porta Pia, olio su tela di Carlo Ademollo (1880 circa)Museo del Risorgimento di Milano

Solo dopo la sconfitta e cattura di Napoleone III a Sedan nella guerra franco-prussiana avvenuta il 1º settembre 1870, venne ritirato da Roma il contingente di truppe francesi a protezione del pontefice; le truppe italiane con bersaglieri e carabinieri in testa, pochi giorni dopo, il 20 settembre, entrarono dalla breccia di Porta Pia nella capitale. Papa Pio IX, che si considerava prigioniero del nuovo Stato italiano, reagì scomunicando Vittorio Emanuele II (assolvendolo solo in punto di morte), ritenendo inoltre non opportuno (non expedit), e poi esplicitamente proibendo che i cattolici partecipassero attivamente alla vita politica italiana, da cui si autoesclusero per circa mezzo secolo con gravi conseguenze per la futura storia d'Italia.

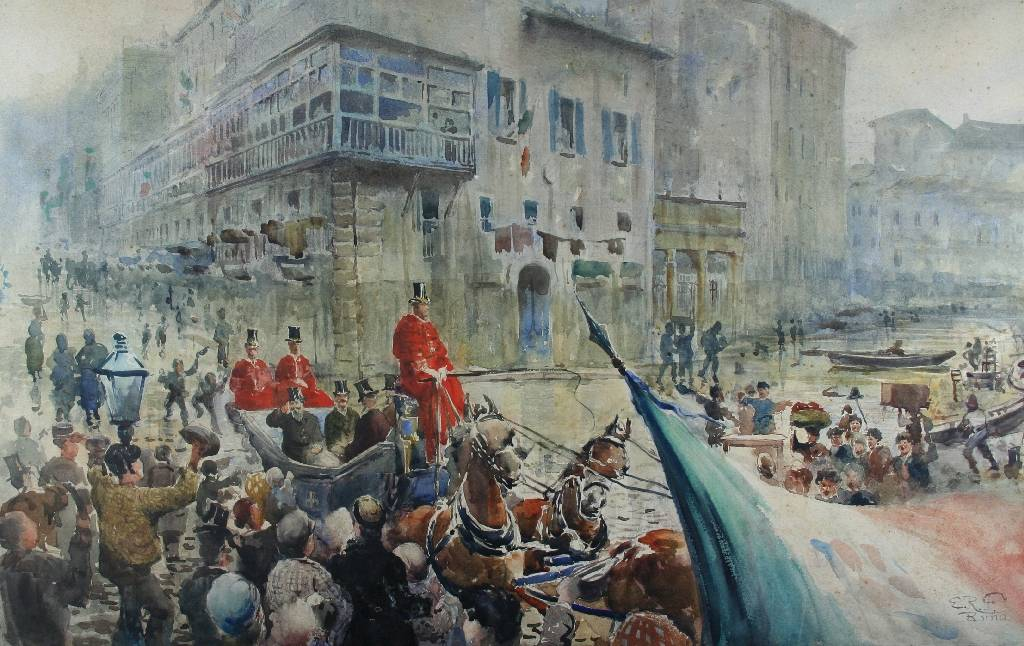
Prima visita a Roma del Re Vittorio Emanuele II il 31 dicembre 1870 (acquerello di Ettore Roesler Franz)

Dal 1895, Il 20 settembre venne quindi fissato come festa nazionale, simbolo della conclusione, fino a quel momento, del periodo risorgimentale. La festività venne abolita nel 1930, sostituendola con la celebrazione della firma dei Patti Lateranensi l'11 febbraio.
Dopo il plebiscito del 2 ottobre 1870 che sancì l'annessione di Roma al Regno d'Italia, il 3 febbraio 1871 la capitale d'Italia divenne definitivamente Roma.

## Eventi successivi
All'inizio del 1871 Nizza tentò invano di ritornare italiana, ma fino allo scoppio della prima guerra mondiale la politica italiana considerò chiusa la questione risorgimentale, dal punto di vista dell'annessione al Regno d'Italia di quei territori considerati ancora irredenti da parte dei nazionalisti accesi, come il Trentino e l'Istria.

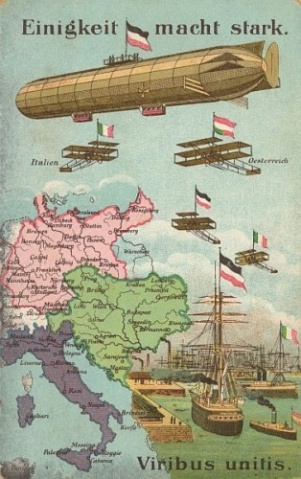
Cartolina postale tedesca inneggiante alla Triplice alleanza con il motto tedesco "Einigkeit macht stark" (L'unione fa la forza) e quello latino "Viribus unitis" (Forze unite).

L'inizio del 1878 vide la morte, a distanza di un mese, di Vittorio Emanuele II e Pio IX, due dei maggiori protagonisti del Risorgimento. Con i loro successori, Umberto I e Leone XIII, si ebbero i più forti contrasti tra l'intransigente opposizione cattolica al processo risorgimentale e lo sviluppo del nuovo regno come Stato laico. Pochi anni dopo moriva Garibaldi nel suo ritiro di Caprera nel 1882, mentre Mazzini era già morto nel 1872, rientrato in Italia e nascosto sotto falso nome, a Pisa.
Il 20 maggio 1882 la politica estera italiana attuò un capovolgimento di alleanze, legandosi con Austria e Germania nella Triplice alleanza, un patto militare difensivo, che rimase in vigore fino al 1915.
Inizialmente l'alleanza fu voluta principalmente dall'Italia desiderosa di rompere il suo isolamento dopo l'occupazione francese nel 1881 della Tunisia alla quale anche lei aspirava. Successivamente, con il mutarsi della situazione in Europa, l'alleanza fu sostenuta soprattutto dalla Germania desiderosa di paralizzare la politica della Francia. Nel 1884 l'Italia ottenne di partecipare alla Conferenza dell'Africa Occidentale a Berlino, dove le potenze europee provarono a confrontare e regolare le loro politiche coloniali in Africa, continente verso il quale anche la giovane nazione italiana iniziava ad avere progetti.
Questa politica non venne influenzata da sporadiche azioni irredentiste, come gli attentati antiaustriaci compiuti da Guglielmo Oberdan nel 1882 in Istria e per questi impiccato, o da eventi contro le comunità italiane esistenti nelle province austriache come l'assalto alla Facoltà di Giurisprudenza italiana a Innsbruck e sua distruzione avvenuto il 4 novembre 1904 e che vide coinvolti gli allora studenti Cesare Battisti e Alcide De Gasperi.

## Il completamento territoriale

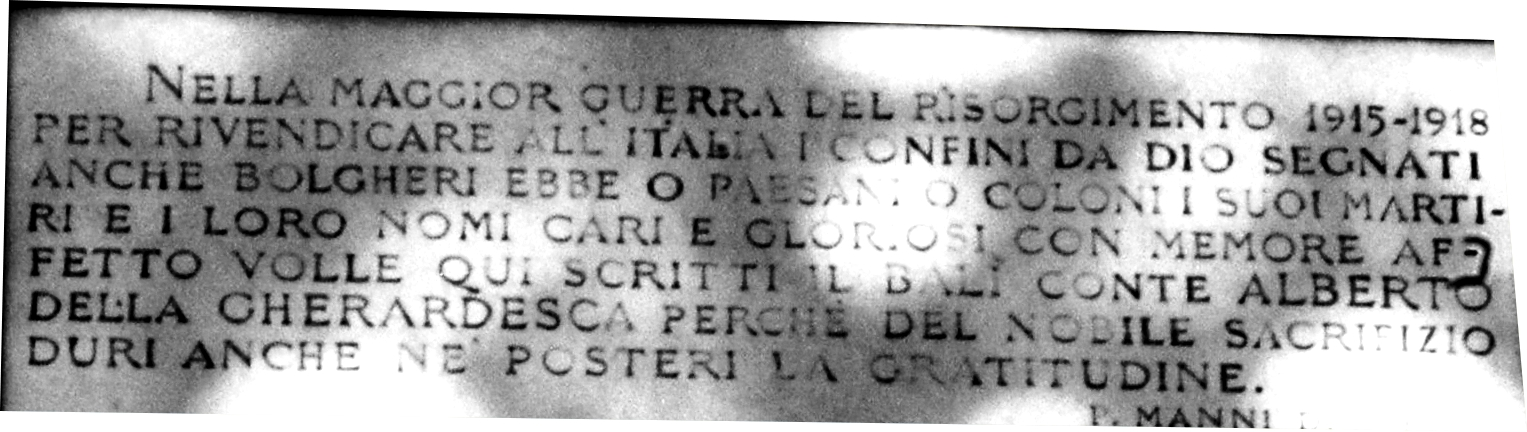
Bolgheri: Incipit della lapide commemorativa dei caduti della prima guerra mondiale, in cui questa viene indicata come la maggior guerra del Risorgimento

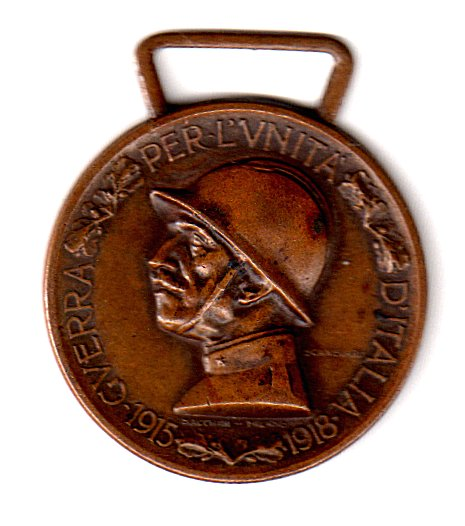
Dritto della medaglia commemorativa della guerra italo-austriaca 1915-1918; l'iscrizione recita "Guerra per l'unità d'Italia 1915-1918"

Formalmente il completamento del Risorgimento e dell'unificazione nazionale fu realizzata con l'incorporazione del Veneto nel 1866 e la proclamazione ufficiale di Roma capitale d'Italia il 3 febbraio 1871. Nel periodo successivo all'annessione di Roma e sua proclamazione a capitale, l'ideale del riscatto dei territori italiani ancora soggetti al dominio straniero (Liguria Nizzarda, Corsica, Venezia Giulia, Trentino-Alto Adige, Dalmazia) fu definito "irredentismo", per non sminuire le incorporazioni territoriali del 1866 e la conquista di Roma e non infrangere gli equilibri raggiunti di politica estera con Francia e Impero austro-ungarico.
Dopo la fine della Grande Guerra una corrente storiografica iniziò ad individuare nel conflitto mondiale la conclusione del Risorgimento e dell'Unità d'Italia.
Tale visione fu condivisa da intellettuali nazionalisti e irredentisti dell'epoca, ma anche da alcuni storici liberali, fra cui Adolfo Omodeo, che fu «uno dei più accesi sostenitori della visione della Grande guerra come continuazione e compimento delle guerre di indipendenza e del Risorgimento...», per via del ricongiungimento con le terre irredente di Venezia Tridentina, Venezia Giulia, nonché la città di Zara. Essi attribuirono quindi il nome di quarta guerra di indipendenza alla Prima guerra mondiale.
Successivamente la città di Fiume venne unita all'Italia nel 1924, dopo il Trattato di Roma, in seguito alle breve esperienza della Reggenza italiana del Carnaro, mentre per la Dalmazia, esclusa Zara, le aspirazioni degli irredentisti furono raggiunte solo per il breve periodo precedente al trattato di Rapallo, e poi nel Governatorato della Dalmazia durante la seconda guerra mondiale.

## L'unificazione culturale

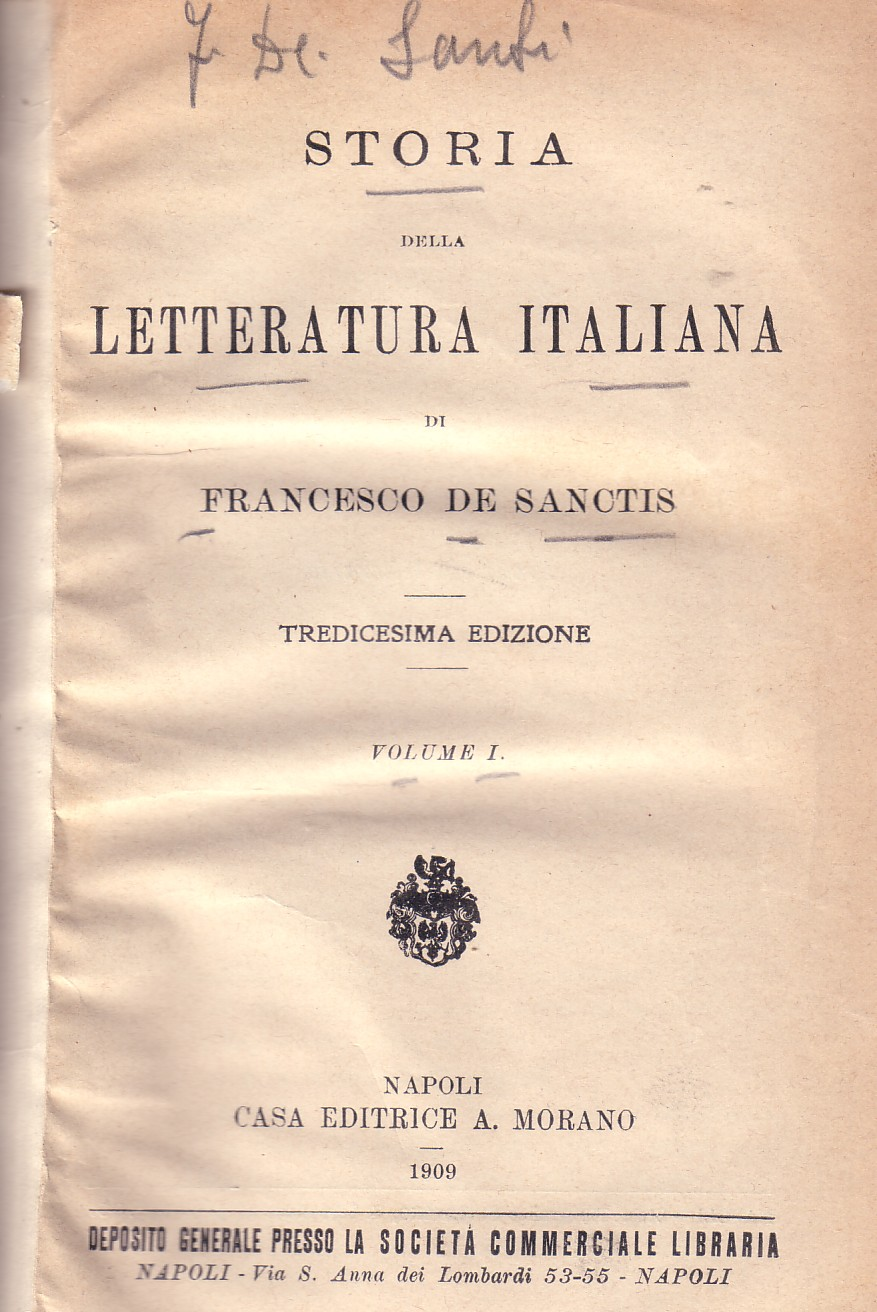
Frontespizio della Storia della letteratura italiana di Francesco De Sanctis.

Con la proclamazione dell'Unità d'Italia iniziò anche un processo di unificazione culturale del paese, di cui la classe intellettuale sentiva la necessità.
Nel settembre 1866, conclusasi la terza guerra d'indipendenza, che aveva mostrato i limiti e le mancanze della giovane nazione rispetto alle principali nazioni europee, Pasquale Villari pubblica sul Politecnico un articolo intitolato Di chi è la colpa?, nelle cui conclusioni scriveva: «Non è il quadrilatero di Mantova e Verona che ha potuto arrestare il nostro cammino; ma è il quadrilatero di 17 milioni di analfabeti e 5 milioni di arcadi».

Ben noto al riguardo è il commento scritto nei suoi Ricordi da Massimo d'Azeglio che annotava: 

Frontespizio di Cuore, di Edmondo De Amicis.

A questo contribuirono le pubblicazioni di alcuni libri destinati a essere diffusi in tutta la nazione: nel 1870 esce la prima Storia della letteratura italiana scritta da Francesco de Sanctis, nel 1876 Il Bel Paese dell'abate e patriota Antonio Stoppani che descrive ai suoi lettori gli aspetti fisici e umani semisconosciuti della penisola, nel 1881 Carlo Collodi pubblica Pinocchio, un romanzo di formazione per ragazzi, nel 1886 esce un altro romanzo: Cuore, di Edmondo De Amicis, sempre rivolto ai giovani e scritto per inculcar loro le "virtù civili" e mantenere vivo il ricordo degli eventi risorgimentali, e nel 1891 Pellegrino Artusi pubblica La scienza in cucina e l'arte di mangiar bene, un testo che divenne popolare in poco tempo, ancor oggi ristampato e che secondo alcuni critici riuscì "a creare un codice di identificazione nazionale là dove fallirono gli stilemi e i fonemi manzoniani».

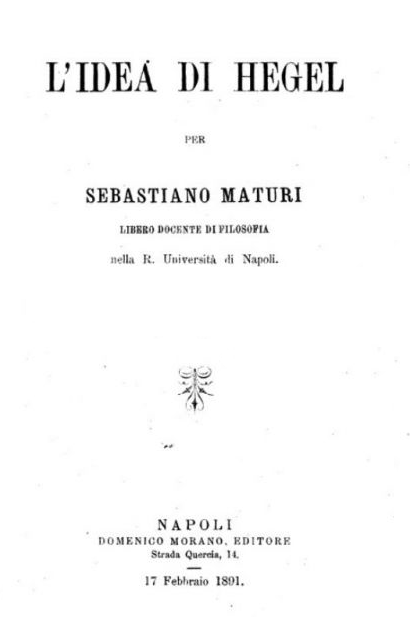
Un trattato filosofico di uno dei numerosi hegeliani del Risorgimento, Sebastiano Maturi (L'Idea di Hegel, 1891)

Vengono fondate anche le prime associazioni popolari a diffusione nazionale, che aiutano a far conoscere il territorio nazionale agli italiani: nel 1863 Quintino Sella, ingegnere minerario, alpinista e uomo politico fonda il Club Alpino Italiano e nel 1894 nasce il Touring Club Italiano a opera di un gruppo di 57 ciclisti, tra cui il geografo Luigi Vittorio Bertarelli. Nel 1867 viene fondata la Società geografica italiana con Cristoforo Negri presidente, allineando l'Italia con quanto avveniva da tempo nelle altre potenze europee, dove le società geografiche nazionali fungevano anche da apripista per lo sviluppo coloniale.
Sul piano filosofico la tensione romantica verso l'unificazione assunse connotazioni fortemente idealistiche e spiritualiste, coltivate tra gli altri da Rosmini, Gioberti, Mazzini, Vera, De Sanctis, Spaventa, spesso di impronta hegeliana, che culmineranno nella stagione dell'idealismo italiano di Croce e Gentile.
Varie personalità furono coinvolte peraltro nel dibattito sull'esigenza di adottare una lingua comune per l'Italia, come Carlo Cattaneo, Niccolò Tommaseo, lo stesso De Sanctis, e Alessandro Manzoni. Quest'ultimo elevò il fiorentino a modello nazionale linguistico con la pubblicazione de I promessi sposi, decisione riassunta nel celebre proposito di «sciacquare i panni in Arno».
Anche la diffusione della fotografia contribuì alla conoscenza dei protagonisti del Risorgimento come pure alla creazione di una cultura unitaria. Si pensi, ad esempio, agli studi fotografici dei fratelli Canè, che furono attivi a Forlì, a Foligno, a Ravenna, a Spoleto, a Roma.

## I problemi dello stato unitario

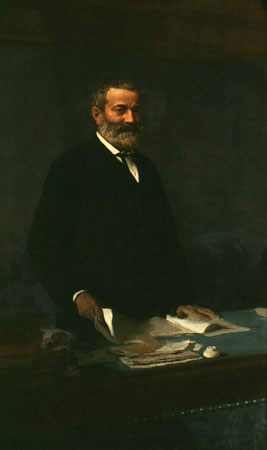
Quintino Sella

Le condizioni di tutta l'Italia si presentavano arretrate rispetto agli stati industrializzati dell'Europa occidentale. Le infrastrutture erano molto scarse, ad esempio la rete ferroviaria nel 1861 consisteva in appena 2.100 chilometri di strade ferrate che in più erano stati progettati in modo da avere uno scartamento ferroviario tale da impedire, per ragioni militari, il passaggio dei confini da uno Stato all'altro. Molto alta la mortalità infantile, l'igiene precaria causava ricorrenti epidemie di colera, diffusa la malaria e la pellagra.
L'analfabetismo raggiungeva una percentuale nazionale del 75%, con punte del 90% in alcune zone del paese, e venne affrontato estendendo la legge Casati, in vigore nel Regno di Sardegna dal 1860, a tutto il nuovo regno unitario.
L'iniziale isolamento diplomatico e le minacce austriache imponevano per la difesa il rafforzamento dell'esercito e della marina; la soluzione di questi problemi comportò un grande impegno finanziario per il nuovo Stato che dovette introdurre nel 1868 la tassa sul macinato, un'«imposta progressiva sulla miseria», una vera e propria tassa sul pane, fino ad allora sconosciuta nelle regioni del Nord dove causò la ribellione dei contadini emiliani. Quintino Sella, ministro delle finanze del Regno d'Italia, che l'aveva con altri ideata, divenne nell'opinione popolare «l'affamatore del popolo».
L'abolizione delle dogane tra i vari Stati preunitari italiani comportò sovente il fallimento delle piccole attività artigianali impossibilitate a reggere la concorrenza con la produzione industriale del Nord.

### Il brigantaggio
(Massimo d'Azeglio)

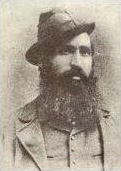
Carmine Crocco, il più noto brigante postunitario

I dubbi espressi da D'Azeglio (briganti o non briganti) apparivano superati dalla storiografia risorgimentale che riprese la definizione di brigantaggio usata dallo stesso governo del Regno d'Italia per mascherare agli occhi degli stati europei le gravi difficoltà politiche della avvenuta unificazione come una manifestazione di semplice criminalità.
Ad esempio lo storico Francesco Saverio Sipari insisteva nel considerare l'origine sociale del fenomeno, quando nel 1863 scrisse: «il brigantaggio non è che miseria, è miseria estrema, disperata.».
Così anche Giustino Fortunato, che non lo considerò «un tentativo di restaurazione borbonica e di autonomismo», ma «un movimento spontaneo, storicamente rinnovantesi a ogni agitazione, a ogni cambiamento politico, perché sostanzialmente di indole primitiva e selvaggia, frutto del secolare abbrutimento di miseria e di ignoranza delle nostre plebi rurali».
Lo stesso Benedetto Croce vede nel brigantaggio l'ultimo sostegno di una monarchia, quella borbonica, che ancora una volta aveva chiamato in suo aiuto « [...] o piuttosto a far le sue vendette, le rozze plebi, e non trovando altri campioni che truci e osceni briganti...».
Accanto alla miseria, alcuni invece identificarono nel brigantaggio un fenomeno di resistenza al nuovo Stato italiano. Il deputato liberale Giuseppe Ferrari disse: «I reazionari delle Due Sicilie si battono sotto un vessillo nazionale, voi potete chiamarli briganti, ma i padri e gli Avoli di questi hanno per ben due volte ristabiliti i Borboni sul trono di Napoli.».
Alla fine gran parte degli storici hanno inquadrato tale fenomeno come espressione di un disagio autentico, manifestatosi con le forme di una vera e propria guerra civile (1861-1865).
In realtà il brigantaggio era nato e prosperava nel Mezzogiorno ben prima dell'annessione al Regno d'Italia, ma si era sviluppato ulteriormente all'inizio degli anni sessanta dell'Ottocento nonostante l'invio di un gran numero di reparti dell'esercito (Ma ci vogliono e sembra che ciò non basti, per contenere il Regno, sessanta battaglioni...)
Secondo l'inchiesta sul brigantaggio redatta dal deputato Giuseppe Massari, nelle province di Basilicata e Capitanata la rivolta raggiunse enormi proporzioni ed emersero le bande più pericolose e apparentemente invincibili, comandate da temuti e rispettati capimassa come Carmine Crocco e Michele Caruso.
Che si trattasse di un fenomeno ben radicato è dimostrato infine dal fatto che si ritenne necessario l'intervento dell'esercito regio e l'emanazione della legge Pica (Procedura per la repressione del brigantaggio e dei camorristi nelle Provincie infette) in vigore dall'agosto 1863 al 31 dicembre 1865, che introdusse il reato di brigantaggio e che, in deroga agli articoli 24 e 71 dello Statuto albertino, prevedeva in gran parte del Mezzogiorno italiano la costituzione di Tribunali militari per i trasgressori. Va osservato che le leggi speciali contro il brigantaggio in vigore nello stesso Regno delle Due Sicilie, come il Decreto di Re Ferdinando I n. 110 del 30 agosto 1821 ed il Decreto di Francesco II n. 424 del 24 ottobre 1859, prevedevano norme molto più dure della stessa legge Pica successiva all'unità.
La ricerca storica più recente ha contribuito a mettere in luce gli aspetti politici che motivarono la resistenza delle popolazioni meridionali prima nei confronti dei Borbone, ,, poi del Regno d'Italia (con le conseguenti repressioni), superando definitivamente il modello che ha tentato per decenni di liquidare l'insorgenza meridionale come fenomeno esclusivamente banditesco.

Repressione indiscriminata e reazione delle popolazioni condussero ad efferatezze da entrambe le parti, ma di certo i morti per la repressione furono diverse migliaia e interi paesi distrutti tanto che secondo lo storico Lorenzo Del Boca
Secondo altre interpretazioni il Nitti sosteneva come i briganti del Sud preunitario fossero già un gravissimo e insolubile problema per gli stessi governi borbonici:
(Francesco Saverio Nitti, Eroi e briganti, pp. 9-33.)
Le bande di briganti avevano talora l'assistenza di ufficiali stranieri reclutati dai comitati borbonici e dal legittimismo europeo a sostegno della reazione nei territori ex borbonici, come il conte Emilio Teodulo de Christen, Henri de Châtelineau, José Borjes, Augustin Marie Olivier de Langlais, il marchese Alfredo di Trazégnies, il conte Kalcreuth, Rafael Tristany, Luigi Riccardo Zimmermann. I militari stranieri ebbero spesso difficoltà ad operare con i briganti tanto che il Tristany fece fucilare il capo bandito Luigi Alonzi, detto Chiavone, che agiva per i suoi fini predatori, mentre il Borjes abbandonò Carmine Crocco per divergenze sul comando della banda, trovando la morte durante il suo cammino verso lo Stato Pontificio.
La complessa problematica legata a tale fenomeno di disagio sociale non fu estranea (insieme ad altre concause) alla nascita della questione meridionale.

### Il rapporto tra nord e sud

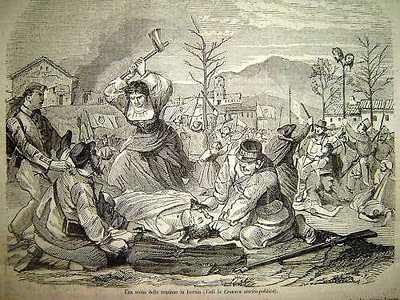
Illustrazione tratta da Il Mondo Illustrato - Giornale universale, Torino, (1861) intitolata Una scena della reazione di Isernia, illustrante il linciaggio dei liberali filounitari durante la rivolta legittimista di Isernia dell'ottobre 1860

Discordando con l'affermazione di Massimo d'Azeglio, Cavour realisticamente scriveva che non solo gli italiani ma neppure l'Italia era "fatta": «Il mio compito è più complesso e faticoso che in passato. Fare l'Italia, fondere assieme gli elementi che la compongono, accordare Nord e Sud, tutto questo presenta le stesse difficoltà di una guerra con l'Austria e la lotta con Roma».
Cavour ben sapeva come si fosse giunti all'unificazione in soli due anni grazie all'aiuto di circostanze favorevoli interne e internazionali. Ora, tuttavia, si trattava di sanare quella che alcuni avevano definito una forzatura storica, un miracolo italiano.
La nuova Italia aveva messo assieme popolazioni eterogenee per storia, per lingue parlate, per tradizioni e usanze religiose (la sensibilità e gli usi legati al cattolicesimo erano differenti nelle varie parti d'Italia). Per rimarcare queste differenze e prospettare un sentimento razzista verso il Sud viene spesso citato un commento di Luigi Carlo Farini, che inviato da Cavour a Napoli in qualità di Luogotenente, il 27 ottobre 1860, gli descriveva la situazione in una lettera con queste frasi: «Ma, amico mio, che paesi son mai questi, il Molise e Terra di Lavoro! Che barbarie! Altro che Italia! Questa è Affrica. I beduini, a riscontro di questi caffoni, sono fior di virtù civile. Il Re dà carta bianca; e la canaglia dà il sacco alle case de' Signori e taglia le teste, le orecchie a' galantuomini, e se ne vanta, e scrive a Gaeta: "i galantuomini ammazzati son tanti e tanti; a me il premio da ricevere". Anche le donne caffone ammazzano; e peggio: legano i galantuomini (questo nome danno a' liberali) pe' testicoli, e li tirano così per le strade; poi fanno ziffe zaffe: orrori da non credersi se non fossero accaduti qui dintorno e in mezzo a noi». Tuttavia, osserva De Francesco, il commento di Farini era circostanziato alla descrizione della ferocia con cui i seguaci di Ferdinando II uccidevano i patrioti italiani.
Similmente nel 1864, Alessandro Dumas, riferendosi agli eventi del brigantaggio postunitario così si rivolgeva ai lettori francesi in un articolo de Le Petit Journal del 16 marzo 1864 "L'Italia, come la Francia, ha la sua Algeria, a sua volta peggio della nostra: i Beduini si accontentano di uccidere, i briganti torturano".
Nel 1867 il deputato napoletano Giuseppe Lazzaro commentando la sanguinosa fine della spedizione di Sapri avvenuta nel 1857, scrisse di "Le uccisioni e le ferite fatte barbaramente, all'uso de'cannibali. La parte maggiore in tali scene di sangue fu dovuta a gendarmi, alla guardia urbana, e contadini. Tra questi anche le donne si videro precipitarsi come belve inferocite su disbarcati, ad alcuno de' quali fu data la caccia su pe'monti come a fiere, e trucidato barbaramente."
Secondo lo storico britannico Christopher Duggan, numerose figure di primo piano dell'epoca, tra cui molti meridionali esiliati dai Borbone, contribuirono a costruire e ad aggravare l'immagine del Meridione come terra barbara e incolta, ripetendo un luogo comune, diffuso da parecchio tempo prima dell'unificazione: che a sud di Roma iniziasse l'Africa.. A questo riguardo Croce osservava che costoro furono tacciati di "essersi disinteressati del Mezzogiorno, e anzi di aver dato verso di esso non dubbi segni di noncuranza e di sprezzo. E nondimeno quegli uomini meritavano qualche scusa, perché, assorti dapprima negli studi e poi gettati negli ergastoli o cacciati in esilio, poco conoscevano delle condizioni effettive di questo paese, anche perché ... troppo vi avevano sofferto, troppe delusioni, troppa incomprensione, troppi abbandoni; e, ora che l'avevano legato all'Italia, godevano nel respirare in più largo aere e ripugnavano a ricacciarsi nella sua molta volgarità e nelle sue travagliose miserie".
La cattiva fama dei meridionali è testimoniata da una frase, riportata dallo storico Giordano Bruno Guerri, pronunciata da Metternich dopo la rivolta napoletana del 1820: «Un popolo mezzo barbaro, di un'ignoranza assoluta, di una superstizione senza limiti, focoso e passionale come gli africani, un popolo che non sa né leggere né scrivere e che risolve le cose con il pugnale».
Nel 1829 il medico, storico e storico della medicina Salvatore De Renzi, nel suo "Osservazioni sulla topografia-medica del Regno di Napoli", sembra voglia confermare l'opinione di Napoli come porta d'ingresso dell'Europa verso l'oriente, scrivendo a proposito dei napoletani:
L'italianista Nelson Moe, professore associato di italiano al Barnard College della Columbia University e studioso della storia del Mezzogiorno italiano ha osservato che questa rappresentazione degradante di Napoli e dell'Italia meridionale fosse una descrizione transeuropea, molto comune fra i viaggiatori e diplomatici inglesi, francesi e tedeschi, durante i secoli XVIII e XIX, e diffusasi attraverso scritti nei circoli diplomatici e nei salotti delle classi elevate, inclusi quelli piemontesi e napoletani. Per questi ultimi si trattava di una communis opinio circolante negli ambienti dell'intellettualità meridionale, per la quale le province fuori da Napoli costituivano una terra sconosciuta, selvaggia e anche per un napoletano "un viaggio in Calabria equivale[va] a un viaggio in Marocco".
Lo stesso re Ferdinando II, replicando a un diplomatico straniero, criticante i metodi della polizia borbonica definendoli "africani" rispose prontamente «Ma l'Africa comincia qui!». D'altro canto, la stessa definizione di inizio d'Africa veniva estesa alla Sardegna da Honoré de Balzac nel suo Voyage en Sardaigne, scritto nel 1838 dopo un viaggio nell'isola.

### Il dibattito tra decentramento e accentramento
Cavour secondo i principi del liberalismo inglese era favorevole al decentramento:
In tal senso egli aveva presentato un progetto di legge con Farini e Minghetti il 13 marzo 1861 che «consisteva nel riunire insieme in consorzi obbligatori e permanenti quelle province che fossero più affine tra loro per natura di luogo, per comunanza d'interessi, di leggi, di abitudini.» Il disegno di legge non poté essere sottoposto alla Camera per la morte improvvisa di Cavour e quando Minghetti presentò un analogo progetto di legge dopo un lungo dibattito fu bocciato. Il progetto federalista di Minghetti prevedeva: « [...] un ordinamento che consenta di conservare le tradizioni e i costumi delle popolazioni locali. A ogni Grande Provincia [Regione] dovrà spettare il potere legislativo e l'autonomia finanziaria per quanto riguarda i lavori pubblici, l'istruzione, la sanità, le opere pie e l'agricoltura. Le Grandi Province e i Comuni dovranno ampliare...le rispettive basi elettorali estendendo il diritto di voto a tutti...senza escludere gli analfabeti. I sindaci non saranno più di nomina regia ma dovranno essere nominati dal consiglio comunale regolarmente eletto. Allo Stato spetteranno soltanto la politica estera, la difesa, i grandi servizi di utilità nazionale (ferrovie, poste, telegrafi e porti), nonché un'azione di vigilanza e controllo sull'operato degli enti locali.»

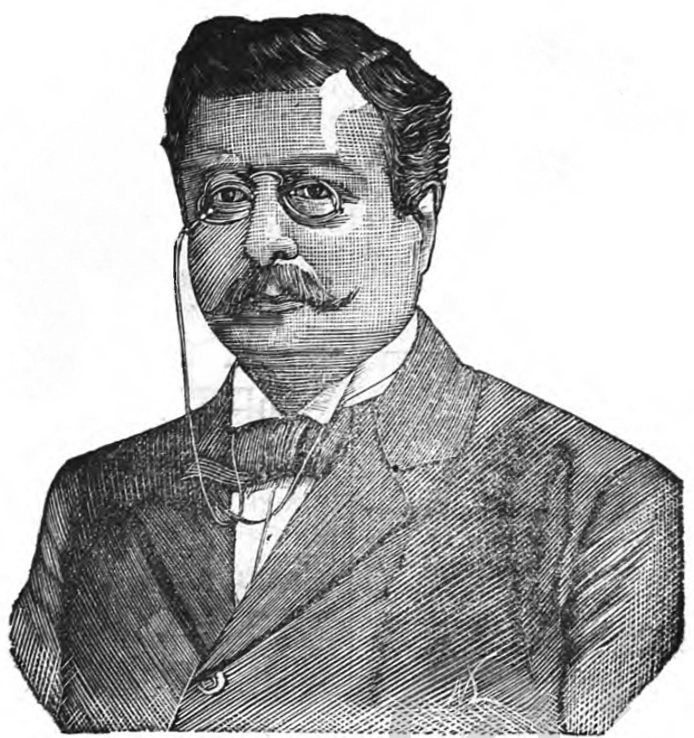
Un tipico "santino" tardo risorgimentale dello studio fotografico B. Canè: Antonio Fratti

La nuova classe politica successa alla morte di Cavour nutrendo grandi timori che la recente unità fosse messa in pericolo da sommovimenti interni preferì imboccare la strada dell'accentramento autoritario estendendo a tutto il paese il sistema comunale e provinciale del Regno di Sardegna. L'Italia venne divisa in province sotto il controllo dei prefetti e i consigli comunali elettivi furono soggetti a sindaci nominati dal sovrano.
Come scrive Candeloro: «Fare una sola regione del Mezzogiorno continentale sembrava pericoloso per l'unità, ed era d'altra parte difficile dividerlo in regioni che avessero una certa vitalità, poiché nel Mezzogiorno non erano esistiti Stati regionali e di conseguenza, non vi erano allora, oltre Napoli, delle città adatte a essere centri regionali.»

### I rapporti con lo Stato Pontificio
Dopo la presa di Roma, i rapporti del neonato Regno con lo Stato pontificio si deteriorarono rapidamente, anche a causa di ulteriori avvenimenti come l'eversione dell'asse ecclesiastico attuata a partire dal 1866 e aggravatasi con la proclamazione nel 1868 del non expedit che vietava ai cattolici italiani di partecipare alla vita politica, divieto abrogato ufficialmente da Papa Benedetto XV nel 1919.

## Interpretazioni storiografiche
Sin dai primi moti unitari del 1848 sono state mosse diverse critiche al processo di unificazione, le quali hanno dato origine a una storiografia revisionista, di varia ispirazione culturale e ideale, che contesta in diverso modo la rappresentazione offerta dalla storiografia più diffusa circa i processi politici e militari che condussero all'unità d'Italia, tanto da influenzare, in taluni casi, l'origine di movimenti autonomisti e separatisti, meridionali e settentrionali.

### L'assenza delle masse contadine e il contrasto città-campagna
Un filone di critica storiografica, elaborando le analisi che fece Antonio Gramsci nei suoi quaderni del carcere, che partì dalle considerazioni del meridionalista Gaetano Salvemini sulla non soluzione della questione contadina legata alla non soluzione della questione meridionale, ha sviluppato un'interpretazione che sostiene come nel Risorgimento italiano fosse stata assai limitata la partecipazione della masse popolari, soprattutto contadine, agli eventi che hanno caratterizzato l'unità nazionale italiana e come il Risorgimento possa essere considerato come una rivoluzione mancata.
«Quanto alla partecipazione contadina delle masse subalterne alle vicende della unificazione essa continuò a essere assai modesta».
Lo storico Franco Della Peruta constata come il problema dell'assenza delle masse contadine al movimento risorgimentale si ponesse sin dall'indomani dei moti del 1848 alla coscienza degli stessi contemporanei di quegli avvenimenti.
Fin dal 1849, contrariamente a quanto sosteneva Mazzini, che cioè la questione sociale dovesse essere risolta solo dopo aver affrontato il problema dell'unità nazionale, un mazziniano, rimasto anonimo, scriveva sulla mazziniana "Italia del popolo": «la politica di classe adottata dal governo provvisorio milanese [...] causò la sopravvenuta freddezza dei contadini di Lombardia verso la guerra nazionale».
Carlo Cattaneo, ricordando le Cinque giornate milanesi, scriveva: «Si può rimproverare agli amici della libertà [...] di non aver chiamato il popolo dei sobborghi e delle campagne alla pratica delle armi».
Lo stesso Carlo Pisacane, fra i primi, assieme a Giuseppe Ferrari a introdurre concetti socialisti nelle ideologie risorgimentali, nel 1851 nell'Appendice alla "La guerra combattuta in Italia negli anni 1848-49" ribadiva l'idea della necessità di una vasta partecipazione contadina al progetto unitario e che si dovesse «far comprendere ai contadini che è loro interesse cambiare la vanga col fucile» ma questo non sarebbe mai avvenuto poiché, come scrisse Giuseppe Ferrari lo stesso anno, osservando i moti popolari europei, «non vale parlare di Repubblica se il popolo sovrano muore di fame».,
L'indifferenza dei contadini, se non l'ostilità nei confronti di tutto ciò che riguardava la città e i "signori", risaliva come sosteneva Antonio Gramsci, e in epoca più recente gli storici Emilio Sereni e Giorgio Candeloro, al periodo della formazione dei Comuni italiani quando, dopo aver attirato i contadini in città ("l'aria delle città rende liberi"), affrancandoli e usandoli come operai per le manifatture, sottoposero la campagna alla città con un regime vincolistico dei prezzi dei prodotti agricoli.
Lo storico Girolamo Arnaldi osserva che nella seconda guerra d'indipendenza (1859) "  i soldati dell'esercito sardo, quasi esclusivamente contadini e popolani... non erano ancora ben persuasi che il Piemonte fosse in Italia, tant'è vero che ai volontari provenienti dalle altre regioni d'Italia rivolgevano la domanda: "Vieni dall'Italia?".
Lo stesso Cavour si scandalizzava che i volontari arruolati a Torino provenienti dal Regno delle Due Sicilie fossero appena poche decine, mentre tra i 1089 garibaldini partiti da Quarto si contavano 86 volontari provenienti dal regno borbonico, pari all'8% del totale dei volontari e a poco meno del 10% degli 894 volontari affluiti da regioni non appartenenti al regno sabaudo preunitario.
Anzi, in buona parte, la classe contadina meridionale entrerà nella storia proprio battendosi contro l'unità ormai raggiunta: è il fenomeno del brigantaggio postunitario che, secondo Isnenghi, "...può considerarsi pressoché l'unica manifestazione reale, per estensione geografica, partecipazione numerica e durata di presenza attiva delle masse subalterne negli anni del Risorgimento".
Più articolata l'analisi di Seton-Watson sulla contrapposizione fra campagna e città: "Con l'eccezione della Sicilia, dove una vasta rivolta di contadini precedette lo sbarco di Garibaldi, poche furono le zone in cui i contadini svolsero un ruolo positivo nell'unificazione del paese: le campagne in generale rimasero passive o si mossero solo in difesa del vecchio ordine. I governi, agli occhi dei contadini, sono un male necessario, il nuovo governo italiano era particolarmente odioso perché era stato imposto dai 'signori' e dalle città, perché perseguitava la Chiesa, aumentava le imposte ma, soprattutto perché era efficiente"

### Sulle cinque giornate di Milano (18-22 marzo 1848)

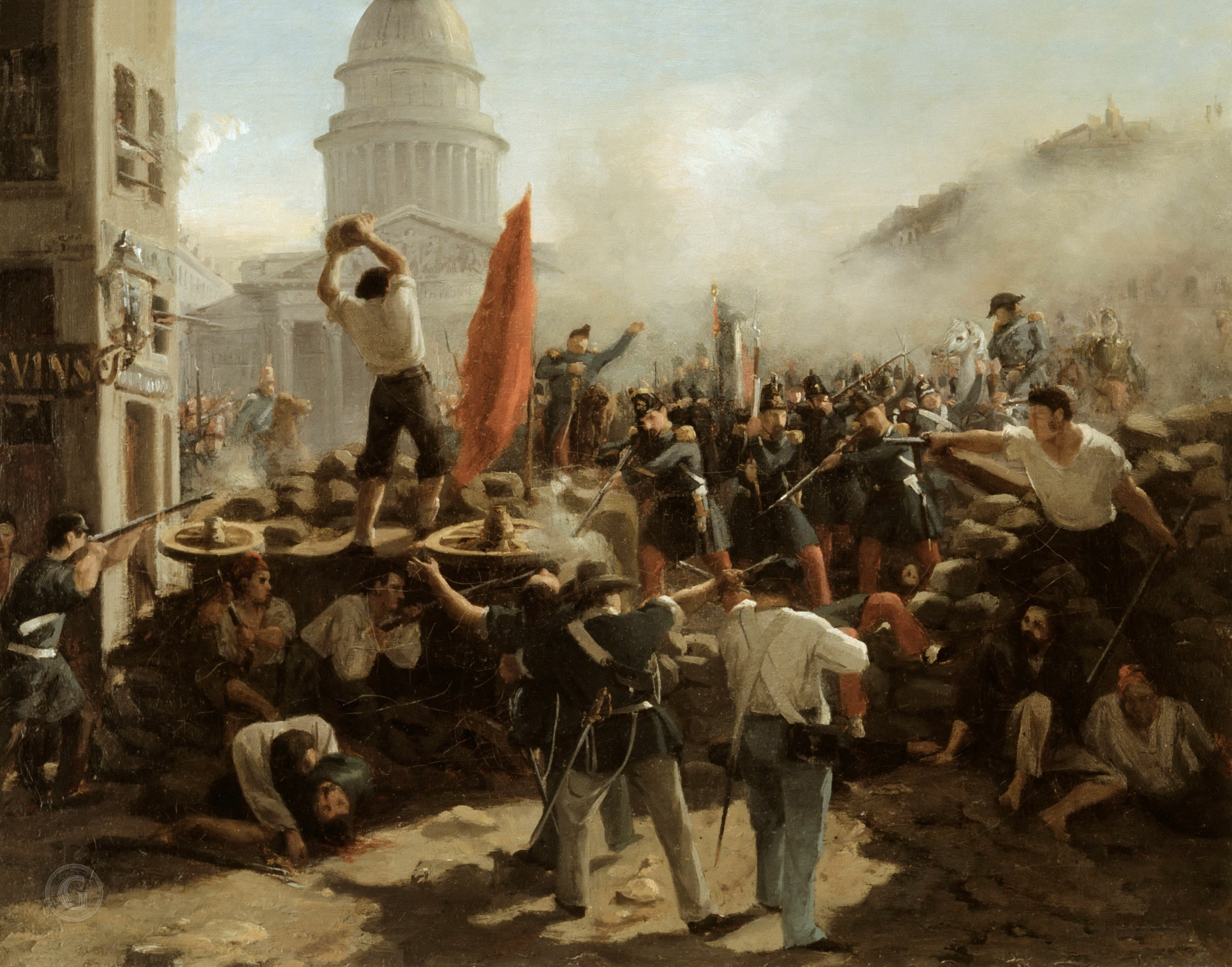
La rivoluzione europea del 1848

Uno degli avvenimenti abitualmente indicati dalla storiografia classica come un esempio della partecipazione popolare al fenomeno risorgimentale è quello della rivolta milanese del 1848 quando i cittadini milanesi combatterono in massa gli austriaci innalzando il vessillo tricolore e addirittura, dopo che Carlo Alberto aveva firmato la resa con gli austriaci e si disponeva ad abbandonare Milano, incendiarono le loro case vicine alle mura per difendere meglio la città dal ritorno delle truppe di Radetzky.
Alcuni storici osservano che si trattava dei patrioti cittadini milanesi e non del "popolo" dei contadini che viveva nella campagna milanese, al di fuori della città ove ci furono episodi di partecipazione contadina alla lotta antiaustriaca ma prevalentemente su costrizioni operate dai parroci e dai proprietari terrieri; e dopo il ritiro dei piemontesi al di là del Ticino, si alzò nelle campagne il grido di "Abbasso i signori, abbasso i cittadini, viva Radetzky".
Mettendo da parte le tematiche delle libertà civili e della condizione di sottomissione governativa verso Vienna, il ceto contadino non aveva motivazioni per voler cacciare gli austriaci in quanto il governo di Vienna li aveva sempre favoriti con una buona amministrazione e con sgravi fiscali. Gli austriaci avevano compreso che i loro avversari erano i liberali italiani della classe borghese emergente che voleva svincolarsi della loro oppressiva tutela e formare quel mercato unitario italiano che sottintendeva i proclamati ideali patriottici. Per conservare il dominio nei territori del suo impero il governo austriaco si accattivava i favori delle masse contadine, giungendo a minacciare contro i liberali latifondisti una riforma agraria a vantaggio dei contadini.

### Da guerra federalista a guerra regio-sabauda
L'iniziale partecipazione popolare cittadina nelle rivoluzioni del '48 italiano fu colta dalla classe politica piemontese come l'occasione intervenire a difesa dei "fratelli" lombardi e veneti. Scriveva Lorenzo Pareto, il ministro degli esteri del Regno Sardo: «La resistenza ferma ed eroica che da più giorni fanno gli abitanti di Milano contro le truppe austriache ha commosso tutte le vicine popolazioni e altamente eccitato sino all'entusiasmo la loro simpatia.»
Sembrava in quel momento potesse realizzarsi il programma neoguelfo di Vincenzo Gioberti che divenne presidente del consiglio del Regno di Sardegna nel dicembre 1848. Gioberti era convinto che l'Italia dovesse ritornare a essere una nazione unita in una federazione di stati trovando il suo fattore di unificazione, non come predicava Mazzini nel popolo «che è un desiderio, non un fatto, un presupposto non una realtà, un nome non una cosa» ma nella religione valore questo «sommamente nostro e nazionale, perché creò la nazione ed è radicato in essa da diciotto secoli.» Il papa quindi con il suo prestigio a capo di una lega tra i vari stati difesa militarmente dal Piemonte «la provincia guerriera d'Italia».
L'affluire in Lombardia di volontari per la guerra di liberazione nazionale, e tra questi Garibaldi, che respinto dal governo sardo si era messo a disposizione del governo provvisorio milanese, spinse il governo di Carlo Alberto, prima che si costituisse una repubblica a Milano, a Venezia, a Genova e persino a Torino, a dichiarare la guerra all'Austria secondo le sollecitazioni dell'aristocrazia liberale lombarda rappresentata dal capo della municipalità Gabrio Casati, timorosa che i democratici e i repubblicani, ispirati dal Cattaneo, prendessero la guida del movimento rivoluzionario, anche se Mazzini aveva messo da parte il suo programma repubblicano, sciogliendo la Giovane Italia per non intralciare la guerra di liberazione.
La condotta della guerra ritardata dalla decisione di Carlo Alberto di non impegnarsi più a fondo se prima i lombardi non avessero votato con un plebiscito l'annessione al Piemonte, la dissociazione del pontefice Pio IX il 29 aprile 1848 dalla guerra nazionale, poiché come capo della cristianità era obbligato a comportarsi nei confronti di «tutte le genti, popoli e nazioni con eguale studio di paternale amore», causò lo spegnersi di quell'entusiasmo patriottico dell'opinione pubblica moderata, che inizialmente aveva portato i sovrani costituzionali di Firenze, Roma e Napoli a inviare truppe regolari in sostegno del Piemonte che ora venivano richiamate in patria. La guerra federalista diventava guerra regio-sabauda secondo le mai spente aspirazioni dei Savoia di espandersi oltre il Ticino. Ma le sconfitte militari dei piemontesi fecero crollare ogni progetto unitario.
Il fallimento nel '49 del programma moderato del neoguelfismo, come avrebbe dovuto realizzarsi nella Prima guerra d'indipendenza, e di quello democratico mazziniano con la caduta delle repubbliche mazziniane di Roma e Firenze, fece perdere al nostro Risorgimento gran parte del suo sentimento romantico e popolare, che era stato rinvigorito dall'elezione al soglio pontificio di Pio IX, il papa "liberale".
Gioberti, a seguito della salita al trono di Vittorio Emanuele II, non fu più presidente del consiglio, e l'iniziativa passò nelle mani della monarchia sabauda e del conte di Cavour. L'Italia si sarebbe fatta non per virtù di popolo, divenuto poco più di un'astrazione utopica attribuita al pensiero mazziniano, ma con la diplomazia, con l'aiuto militare della Francia e le annessioni al Regno di Sardegna.
La partecipazione effettiva delle masse popolari al processo unitario continuò a essere assai modesta. I moderati che avevano visto sventolare le bandiere rosse sulle barricate del '48 in Francia e i democratici che ricordavano l'esito infausto della spedizione di Pisacane si accomunavano: "Da destra e da sinistra, mille sospetti e diverse ragioni di diffidenza si addensano contro le masse lontane ed estranee dei subalterni. Che cosa cela il loro silenzio? A che cosa può portare l'attivazione? Non val meglio lasciarle alla loro inerzia secolare?".
Apparentemente a giudizio di alcuni storici sembravano esserci possibilità di una partecipazione popolare al movimento risorgimentale unitario considerando che «intorno al '60 ci furono nel meridione italiano diverse rivolte plebee, ma esse non erano che insurrezioni di cafoni analfabeti che sognavano la loro rivoluzione: la spartizione delle terre non l'unità d'Italia che per loro era un evento privo di senso...».

### Sulla spedizione dei Mille
(Giustino Fortunato, 2 settembre 1899, lettera a Pasquale Villari)
(Benedetto Croce)

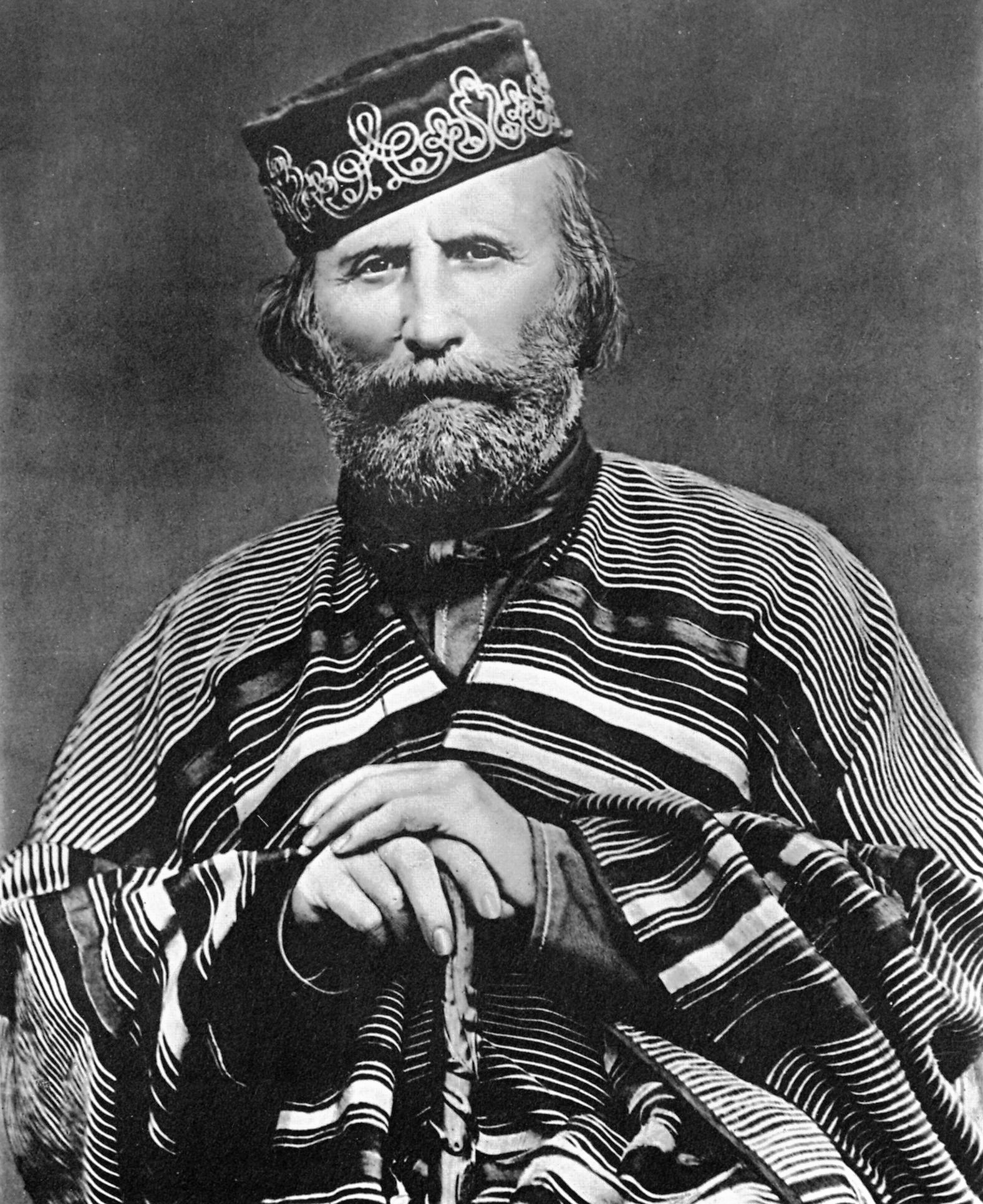
Giuseppe Garibaldi

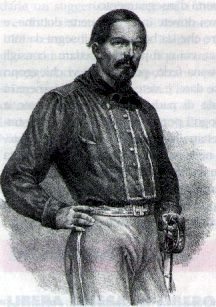
Nino Bixio

La spedizione dei Mille fu una grande occasione per l'Italia poiché trasformò il Risorgimento da un movimento d'élite a un grande movimento popolare; occasione in vero persa da quei giovani che pure con entusiasmo "avevano lasciato i loro studi, i loro agi... per venire in questa lontana isola…a ritrovarvi i ricordi del passato greco e romano... ma niente comprendevano, né cercavano di capire, della realtà di questi, come subito li chiamarono "arabi."
In effetti Garibaldi aveva promesso, dopo aver assunto la guida dell'isola in nome di Vittorio Emanuele II, di abolire le tasse che gravavano sull'isola quali la tassa sul macinato e del dazio d'entrata sui cereali, l'abolizione degli affitti e dei canoni per le terre demaniali e di voler procedere a una riforma del latifondo.
Queste promesse non attirarono, almeno inizialmente, un numero consistente di siciliani, ma il primo scontro, la battaglia di Calatafimi, ebbe comunque esito positivo per i Mille contro le più numerose e meglio addestrate truppe borboniche.
Da questo momento inizia la guerra separata dei contadini siciliani ancora condotta in nome di Garibaldi e della libertà. Invadono i demani comunali, i feudi dei baroni latifondisti, bruciano gli archivi dove sono custoditi i titoli del loro servaggio, vengono anche uccisi dei benestanti e persone collegate al sistema del latifondo.
Gramsci sosterrà che "I movimenti di insurrezione dei contadini contro i baroni furono spietatamente schiacciati e fu creata la Guardia Nazionale anticontadina; è tipica la spedizione repressiva di Nino Bixio, il braccio destro del Generale, nella regione del catanese dove le insurrezioni furono più violente"
Le attese del popolo siciliano in contrasto con gli obiettivi della spedizione garibaldina sono testimoniati nel diario del garibaldino Cesare Abba dalla trascrizione del suo dialogo con frate Carmelo, che egli vorrebbe convincere a unirsi all'impresa a cui ribatte il religioso.

### Critiche al processo di unificazione
(Carlo Alianello)

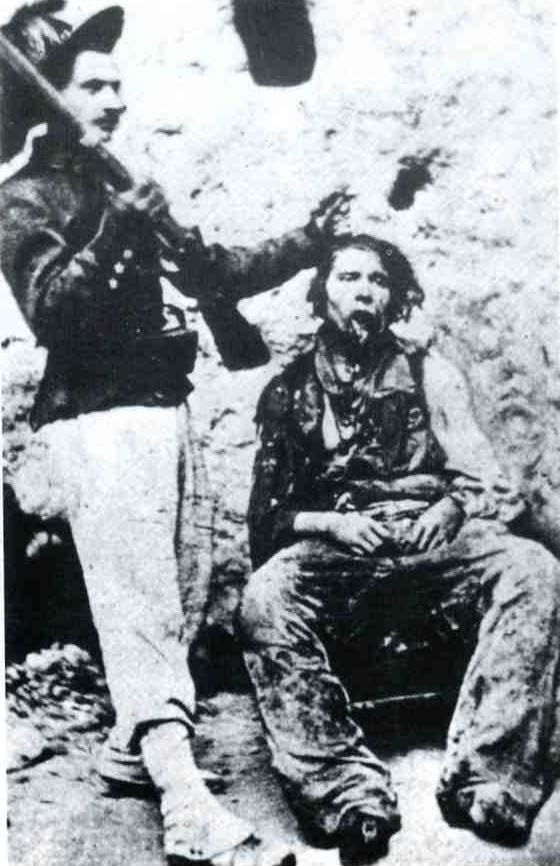
Settembre 1863, un bersagliere mostra il cadavere del "brigante" Nicola Napolitano dopo la fucilazione.

La critica storiografica al processo di unificazione italiana ha avuto inizio nella seconda metà dell'Ottocento da parte di coloro che avevano vissuto tale fenomeno. Fra questi si segnalano, oltre alla posizione critica di Giuseppe Mazzini, che fu sempre fautore di una soluzione repubblicana, lo storico e nobile borbonico Giacinto de' Sivo, con il suo libro Storia delle Due Sicilie 1847-1861; e Giuseppe Buttà e Ludovico Quandel rispettivamente cappellano militare e capitano nell'esercito del Regno delle Due Sicilie. La tesi centrale di questi autori, è quella secondo cui gli avvenimenti del periodo 1860-61 non sarebbero riconducibili a tensioni di tipo ideale, o alla volontà di unire l'Italia. Piuttosto, sarebbero l'esito di un accordo tra le principali potenze europee (Inghilterra e Francia) e il Piemonte. Secondo tali autori, il Regno di Sardegna avrebbe avuto finalità meramente economiche e di espansione territoriale, e avrebbe realizzato il disegno unitario attraverso una complessa manovra diplomatico-militare, includente la corruzione di alcuni alti quadri dell'esercito borbonico e accordi con mafia e camorra, di cui la spedizione dei Mille sarebbe solo l'episodio maggiormente visibile.
Alla generazione successiva appartenne invece Gaetano Salvemini che a sua volta influenzò i nuovi studiosi del Risorgimento italiano. Fra questi ultimi vi fu, secondo Piero Gobetti, anche Antonio Gramsci. Salvemini, di orientamento socialista federalista ma aperto al liberalismo, vide nel Risorgimento un processo storico che ebbe il merito di riscattare l'Italia dalla dominazione straniera e dai vecchi regimi assolutistici. La riunificazione del Paese, però, non era avvenuta su basi federali bensì centraliste e a opera di una minoranza borghese che subito escluse le masse popolari dalla partecipazione alla vita pubblica (mediante un sistema elettorale a suffragio ristretto), mettendo in atto una politica economica e sociale che ne causò l'impoverimento. Negli anni cinquanta e sessanta del Novecento si sviluppò anche una storiografia critica di matrice cattolica e un'altra di orientamento marxista. Quest'ultima ebbe il suo riferimento principale nei Quaderni dal Carcere di Antonio Gramsci, che, sebbene scritti negli anni trenta del secolo passato, furono pubblicati soltanto fra il 1948 e il 1951. Il pensatore e politico sardo vide il Risorgimento come una rivoluzione agraria mancata e l'unificazione come consolidamento della supremazia delle classi dominanti italiane, di estrazione prevalentemente borghese, sulle masse popolari. Anche per il liberale Piero Gobetti il processo storico risorgimentale fu una rivoluzione mancata, in quanto l'unificazione d'Italia avvenne « [...] per opera del dispotismo...», anche se « [...] fu gran ventura per un popolo...che si trovasse a guidarlo Cavour, il Cattaneo della diplomazia che seppe evitare l'isterilirsi della rivoluzione in una tirannide.». Da tale rivoluzione rimasero esclusi gli strati sociali più bassi: le classi medie « [...] avevano infatti conquistato il governo senza instaurare rapporti di comunicazione con le altre classi...»..
Nel secondo dopoguerra alcuni esponenti del mondo accademico italiano e straniero, nonché un certo numero di saggisti, riprendendo alcune formulazioni di Gramsci e Salvemini (fra cui quelle relative al Mezzogiorno come mercato semicoloniale), interpretarono il processo di unificazione attuato nei confronti degli stati preunitari come un'operazione militare di colonizzazione, in particolar modo nei confronti del Regno delle Due Sicilie, Stato pienamente indipendente al pari del Regno di Sardegna. Tra gli esponenti di maggior rilievo del revisionismo risorgimentale è possibile citare, oltre a personalità del mondo accademico come Denis Mack Smith, Christopher Duggan, Martin Clark, Eugenio Di Rienzo e Tommaso Pedio il romanziere e sceneggiatore televisivo Carlo Alianello e i saggisti Nicola Zitara, Gigi Di Fiore e Lorenzo Del Boca.
Secondo le tesi di questi revisionisti, il regno sardo, con l'appoggio di potenze straniere come Francia e Gran Bretagna, invase i regni della penisola senza dichiarazione di guerra; e i moti insurrezionali non furono animati spontaneamente dal popolo ma da agenti inviati dal regno sabaudo. Accuse sono state, inoltre, rivolte dai revisionisti alla conduzione dei plebisciti, che sono descritti come avvenuti in maniera illegale e sulla spedizione dei Mille, che avrebbe raggiunto il suo obiettivo con ingenti finanziamenti dall'Inghilterra e dalle logge massoniche, oltre al supporto delle mafie e degli ufficiali borbonici corrotti.
Alcuni sovrani dei regni preunitari, come Francesco V di Modena e Francesco II di Borbone, lamentarono l'assenza di un legittimo pretesto nelle annessioni condotte dal Regno di Sardegna. Nella nascita del Regno d'Italia, i revisionisti individuano l'origine di alcuni fenomeni delicati come il brigantaggio postunitario, la questione meridionale e l'emigrazione. Il brigantaggio postunitario, rivalutato dai controstorici come un movimento di resistenza, fu represso dal regio governo con metodi brutali, tanto da suscitare polemiche anche da parte di alcuni esponenti della classe liberale (come Giuseppe Ferrari, Giovanni Nicotera e Nino Bixio) e politici di diversi stati europei, compreso Napoleone III, il quale dichiarò che "Les Bourbons n'ont jamais fait autant" (i Borbone non hanno mai fatto tanto).
Gli aderenti a questa interpretazione lamentano le scarse attenzioni del governo italiano dell'epoca, soprattutto nei confronti del meridione, una protesta che iniziò già con la corrente meridionalista. Essi ritengono che la politica poco attenta alle necessità delle masse sarebbe stata la causa di una forte ondata migratoria, che interessò, maggiormente, prima il settentrione (in particolare il Veneto) e poi il meridione, in cui si sostiene il fenomeno fosse assente durante il governo borbonico. Come le tesi sostenute dai meridionalisti, la scuola revisionista vede nella fase postunitaria una crisi irreversibile del sud, che sarebbe stato penalizzato per favorire lo sviluppo economico e industriale del nord. Secondo tale corrente di pensiero, il meridione subì l'aumento e l'introduzione di nuove tasse, licenziamenti di impiegati e operai, e la progressiva chiusura di alcune industrie. 

I critici del sistema di repressione contro il brigantaggio post-unitario non spiegano perché tale fenomeno non si sia verificato anche negli altri territori annessi dai Savoia come il Lombardo-Veneto, il Granducato di Toscana, il Ducato di Parma e Piacenza, il Ducato di Modena e Reggio e lo Stato Pontificio, che pure furono annessi anche con la forza delle armi e che subirono la cosiddetta "piemontesizzazione" come il Regno delle Due Sicilie. 

In effetti la presenza del brigantaggio nel meridione era definita "endemica" da Francesco Saverio Nitti: 
(Eroi e briganti, Francesco Saverio Nitti, pp. 9-33 · )
 La difficoltà del nuovo Regno d'Italia ad operare nell'ex Regno delle Due Sicilie viene evidenziata anche dallo storico britannico Denis Mack Smith: 
(Il Risorgimento Italiano, Denis Mack Smith, cap. XXXVII - La Questione Meridionale, p. 525)

### Il "popolarismo" risorgimentale

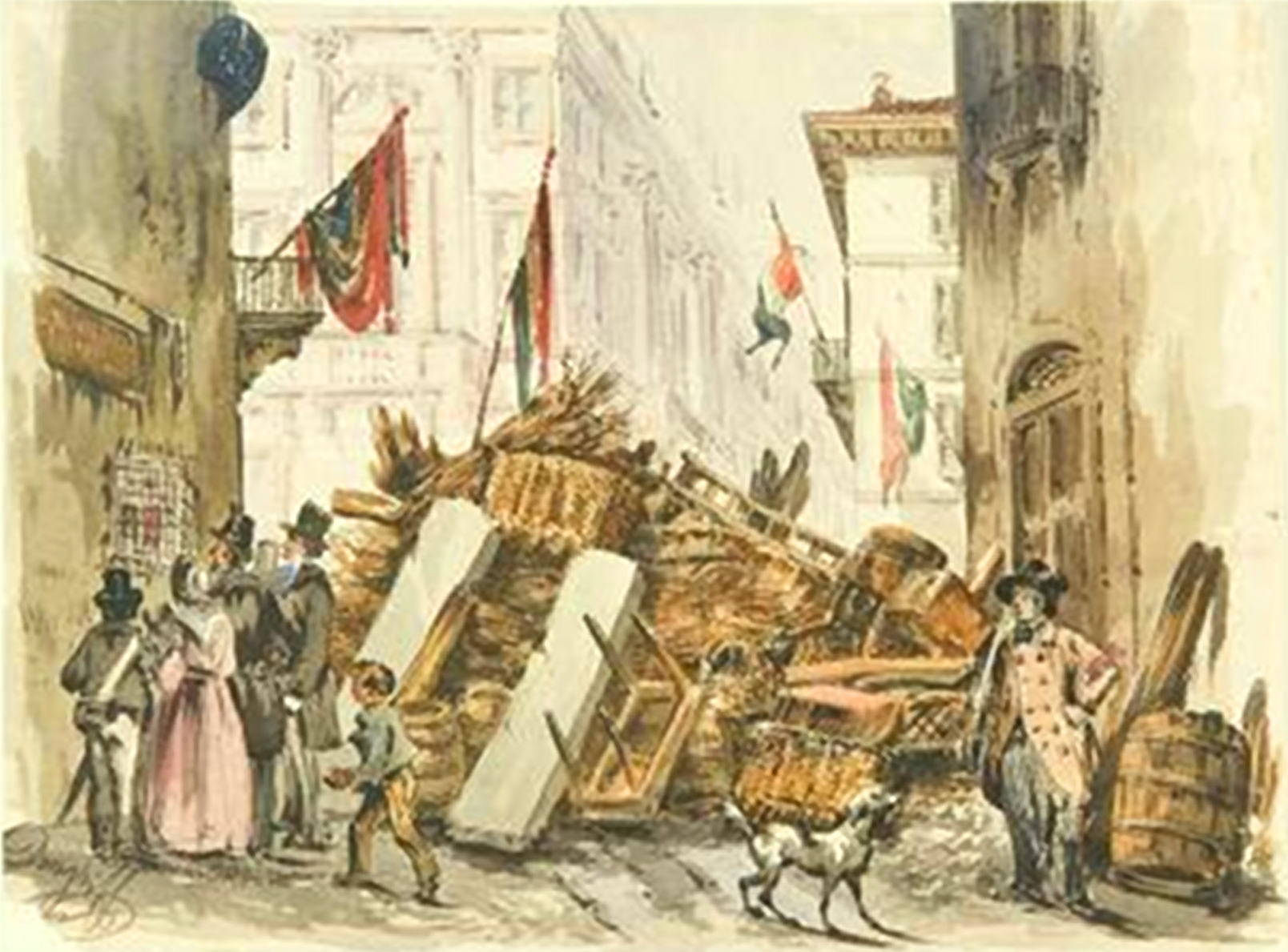
Il popolo italiano nelle cinque giornate di Milano

Il popolo, che alcuni storici considerano assente dalla storia che si faceva, era ben presente nella storia che si scriveva. Giornali quotidiani, manifesti, volantini, non fanno che appellarsi al popolo e a chiamarlo ad attivarsi e a condividere gli ideali nazionali.
Il popolo nelle aree più depresse della penisola, ove il sistema scolastico non era sviluppato, nella maggioranza non sa leggere e quando trova incollati sui muri i proclami e gli appelli ha bisogno della mediazione degli intellettuali.
Non si tratta poi semplicemente di ignoranza e analfabetismo che fanno sì che la classe dirigente alla fine parli a sé stessa, ma anche il fatto che la circolazione delle idee è ancora difficile nell'Italia preunitaria priva quasi di strutture di comunicazione e dove le polizie sono state addestrate a impedire che tra le masse e gli intellettuali si realizzi il contagio politico.
E infine, ultimo grande ostacolo alla comunicazione tra intellettuali e popolo, è la non coincidenza di codice tra coloro che porgono il messaggio e quelli che lo ricevono:

### Il Risorgimento come moto nazional-popolare
(Alessandro Manzoni, Adelchi)
(Goffredo Mameli, Canto degli Italiani)
Una storiografia sviluppatasi già all'indomani della raggiunta unità d'Italia con gli storici Nicomede Bianchi e Carlo Tivaroni presenta il movimento risorgimentale come il risultato realizzatosi quasi in modo provvidenziale tramite l'incontro tra i democratici, il popolo, i moderati e i politici liberali, avvenuto con la mediazione della monarchia sabauda.
All'indomani dell'unità nazionale la classe dirigente presenta ciò che era accaduto come il risultato di una spinta popolare e questo si vuole che sia insegnato nelle scuole del Regno: cosicché varie generazioni di italiani hanno imparato la storia del Risorgimento come idealmente avrebbe dovuto essere invece che com'è stato.
Secondo Isnenghi si trattò del tentativo, sentito come essenziale, di costruire a posteriori una base storica comune a un popolo sino allora in parte assente. Gli intellettuali cercavano un collegamento con le classi subalterne tentando di persuaderle che l'unità italiana era stata il frutto della volontà del popolo guidato dalle élite risorgimentali e creando il mito di una coscienza nazionale italiana esistita nei secoli passati e finalmente realizzatasi.
In contrasto con questa visione provvidenzialistica già Oriani nel 1892 e Croce mettevano in rilievo come l'unità d'Italia si fosse raggiunta con una conquista regia risultato di un compromesso tra la monarchia sabauda, troppo debole per unificare il paese da sola, e un movimento democratico, altrettanto debole per poter fare una rivoluzione popolare, cosicché l'Italia postunitaria difettava nelle sue strutture democratiche e non avrebbe mai potuto assolvere al ruolo che pretendeva di grande potenza europea.
Gli storici del periodo fascista come Gioacchino Volpe (1927) ripresero invece la teoria postrisorgimentale che giudicava positivamente la visione di un Risorgimento come risultato di una guerra dinastica poiché questa era stata la necessaria premessa dell'avvento del fascismo che, dopo la felice conclusione della "quarta guerra d'indipendenza", ossia la prima guerra mondiale, aveva realizzato i già delineati destini del popolo italiano che il movimento fascista aveva fatto protagonista di quella rivoluzione popolare prima fallita.
Omodeo (1926) riprese in parte la visione del Risorgimento come il risultato di una positiva e feconda azione messa in atto da una minoranza liberale che era stata però sopraffatta dall'avvento del fascismo.
Tesi condivisa in parte da Croce (1928) che giudicava positivamente il periodo della politica liberale che aveva portato all'unità nazionale e che aveva governato saggiamente nel periodo postunitario fino a quando non si era manifestata quella "malattia morale" del fascismo, destinata comunque a essere sanata dal liberalismo.

### Il Risorgimento come tentativo di Riforma religiosa in Italia
La Chiesa libera evangelica italiana (o "Chiesa cristiana libera", o semplicemente "Chiesa libera"), fu un tentativo ottocentesco di creare una chiesa protestante interamente italiana sulla scia ideale del Risorgimento politico su istanze prevalentemente anticlericali e garibaldine. Fra i suoi promotori principali vi fu l'ex sacerdote cattolico barnabita Alessandro Gavazzi (1809-1889). Viene costituita nel 1850 a Londra fra esuli italiani.

## Le città benemerite del Risorgimento nazionale
Ventisette città italiane sono state insignite di questo titolo durante il Regno d'Italia per «le azioni altamente patriottiche compiute dalle città italiane nel periodo del Risorgimento nazionale».

## Mappe cronologiche dell'unificazione d'Italia

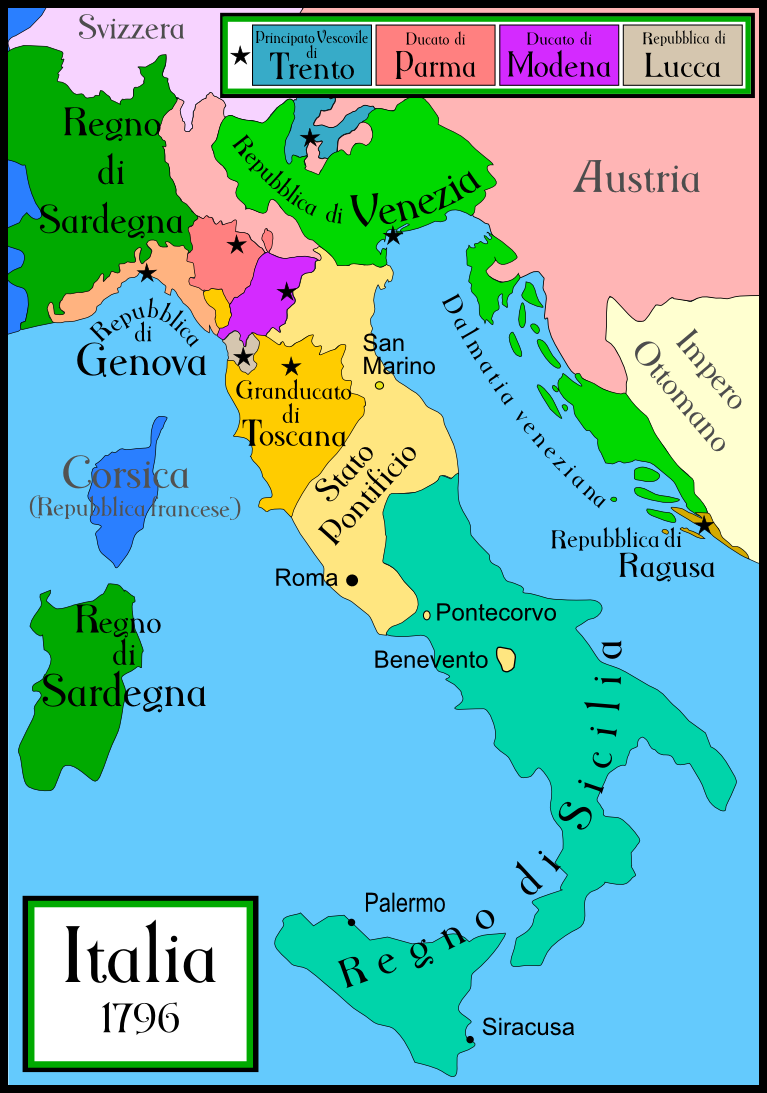
Mappa dell'Italia nel 1796
Mappa dell'Italia nel 1810
Mappa dell'Italia nel 1843
Mappa animata dell'Italia dal 1829 al 1871
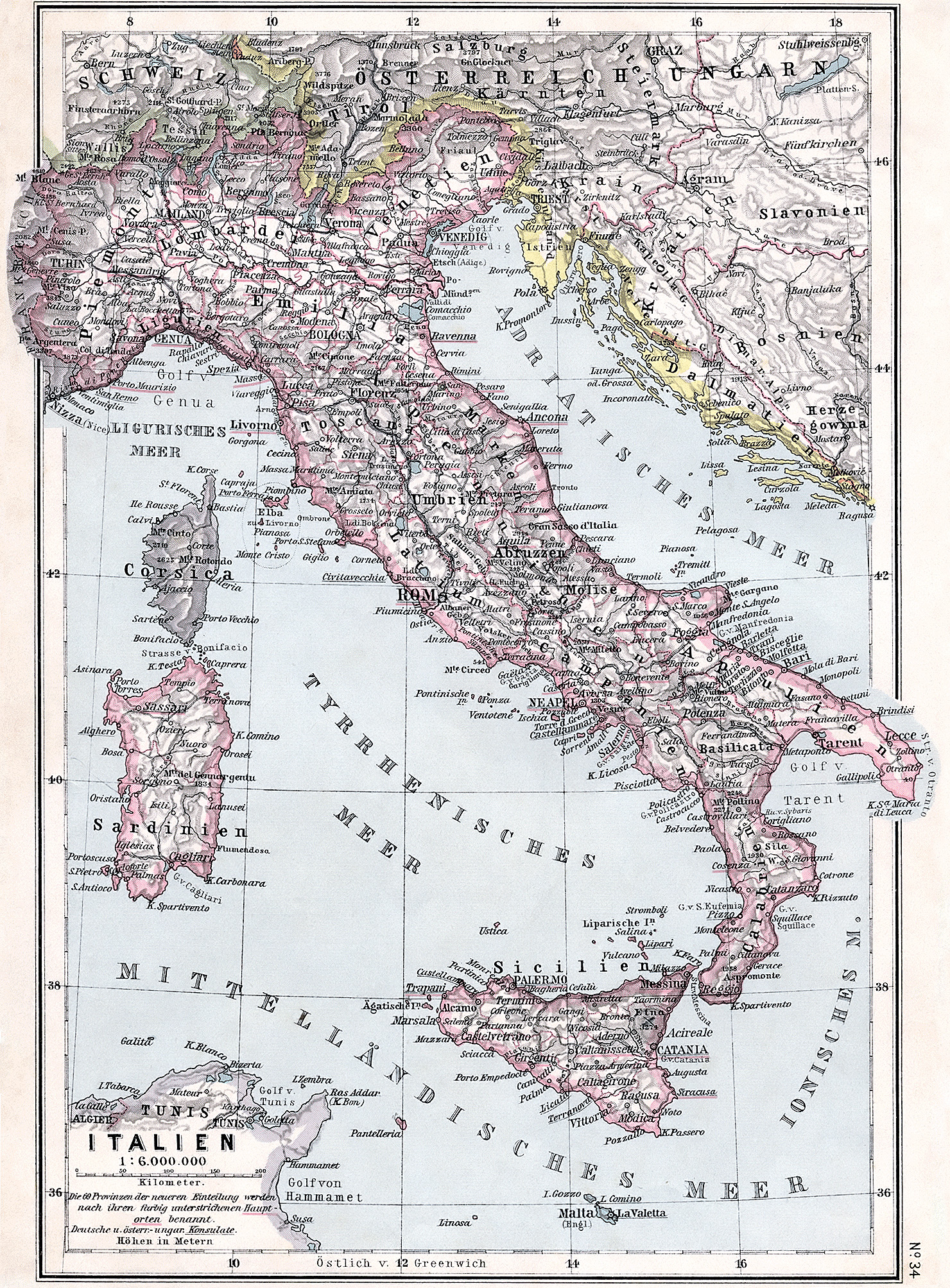
Mappa dell'Italia dopo la Presa di Roma
Mappa dell'Italia dopo la prima guerra mondiale

## Filmografia
- La presa di Roma, regia di Filoteo Alberini (1905)
- Garibaldi (1907) regia di Mario Caserini
- Il piccolo garibaldino (1909)
- Anita Garibaldi, regia di Mario Caserini (1910)
- Nozze d'oro, regia di Luigi Maggi (1911)
- I mille, regia di Alberto Degli Abbati (1912)[301]
- Garibaldi a Marsala (1912)
- L'Italia s'è desta! regia di Nino Oxilia (1916)
- Garibaldi, l'eroe dei due mondi (1926)
- Garibaldi e i suoi tempi (1926) regia di Silvio Laurenti Rosa
- Anita o il romanzo d'amore dell'eroe dei due mondi - Garibaldi o l'eroe dei due mondi, regia di Aldo De Benedetti (1927)
- I martiri d'Italia, regia di Domenico Gaido (1927)
- 1860, regia di Alessandro Blasetti (1934)
- Villafranca, regia di Giovacchino Forzano (1934)
- Teresa Confalonieri, regia di Guido Brignone (1934)
- Il dottor Antonio, regia di Enrico Guazzoni (1937)
- Il cavaliere di San Marco, regia di Gennaro Righelli (1939)
- Piccolo mondo antico, regia di Mario Soldati (1941)
- Un garibaldino al convento, regia di Vittorio De Sica (1942)
- Luisa Sanfelice, regia di Leo Menardi (1942)
- La contessa Castiglione, regia di Flavio Calzavara (1942)
- All'ombra della gloria, regia di Pino Mercanti (1945)
- Cavalcata d'eroi, regia di Mario Costa (1949)
- Il conte di Sant'Elmo, regia di Guido Brignone (1950)
- Camicie rosse, regia di Goffredo Alessandrini - Francesco Rosi (1952)
- Il tenente Giorgio, regia di Raffaello Matarazzo (1952)
- Il brigante di Tacca del Lupo, regia di Pietro Germi (1952)
- Eran trecento... (La spigolatrice di Sapri), regia di Gian Paolo Callegari (1952)
- Giuseppe Verdi, regia di Raffaello Matarazzo (1953)
- Casa Ricordi, regia di Carmine Gallone (1954)
- Senso, regia di Luchino Visconti (1954)
- Cento anni d'amore (episodio Garibaldina), regia di Lionello De Felice (1954)
- La pattuglia sperduta, regia di Piero Nelli (1954)
- Viva l'Italia, regia di Roberto Rossellini (1961)
- Vanina Vanini, regia di Roberto Rossellini (1961)
- I briganti italiani, regia di Mario Camerini (1961)
- Il Gattopardo, regia di Luchino Visconti (1963)
- I figli del leopardo, regia di Sergio Corbucci (1965)
- Nell'anno del Signore, regia di Luigi Magni (1969)
- Franco e Ciccio sul sentiero di guerra, regia di Aldo Grimaldi (1969)
- Correva l'anno di grazia 1870, regia di Alfredo Giannetti (1972)
- Bronte: cronaca di un massacro che i libri di storia non hanno raccontato, regia di Florestano Vancini (1972)
- San Michele aveva un gallo, regia di Paolo e Vittorio Taviani (1972)
- Le cinque giornate, regia di Dario Argento (1973)
- Allonsanfàn, regia di Paolo e Vittorio Taviani (1974)
- Quanto è bello lu murire acciso, regia di Ennio Lorenzini (1975)
- In nome del Papa Re, regia di Luigi Magni (1977)
- Arrivano i bersaglieri, regia di Luigi Magni (1980)
- Garibaldi (1986) cortometraggio di Josè Ambriz
- 'o Re, regia di Luigi Magni (1989)
- In nome del popolo sovrano, regia di Luigi Magni (1990)
- Briganti - Amore e libertà, regia di Marco Modugno (1993)
- L'eroe dei due mondi, regia di Guido Manuli (1994)
- L'ussaro sul tetto, regia di Jean-Paul Rappeneau (1995)
- Li chiamarono... briganti!, regia di Pasquale Squitieri (1999)
- Ferdinando e Carolina, regia di Lina Wertmüller (1999)
- La carbonara, regia di Luigi Magni (2000)
- 1828, La rivolta regia di Attilio Rossi (2005)[302]
- Il resto di niente, regia di Antonietta De Lillo (2004)
- Fuoco su di me, regia di Lamberto Lambertini (2006)
- 1848 Barricate a Napoli regia di Attilio Rossi (2006)[303]
- I Viceré, regia di Roberto Faenza (2007)
- Noi credevamo, regia di Mario Martone (2010)
- L'abbaglio, regia di Roberto Andò (2025)

### Sceneggiati televisivi
- Il dottor Antonio, regia di Alberto Casella (1954)
- L'alfiere di Carlo Alianello, regia di Anton Giulio Majano (1956)
- Il romanzo di un maestro di Edmondo De Amicis, regia di Mario Landi 1959
- La Pisana , regia di Giacomo Vaccari (1960)
- Ottocento di Salvator Gotta, regia di Anton Giulio Majano (1960)
- Il mulino del Po, regia di Mario Ferrero (1963)
- Giuseppe Verdi, regia di Mario Ferrero (1963)
- I racconti del Risorgimento, episodi per la TV dei ragazzi, regia di Lino Procacci (1966)
- Luisa Sanfelice, regia di Leonardo Cortese (1966)
- Vita di Cavour regia di Piero Schivazappa (1967)
- Le mie prigioni, regia di Sandro Bolchi (1968)
- Le cinque giornate di Milano, regia di Leandro Castellani (1970)
- Giuseppe Mazzini (miniserie televisiva) regia di Pino Passalacqua (1972)
- Il giovane Garibaldi regia di Franco Rossi (1974)
- Murat - Generale napoleonico, regia di Silverio Blasi (1975)
- L'eredità della priora, regia di Anton Giulio Majano (1980)
- Verdi (miniserie televisiva), regia di Renato Castellani (1982)
- Cuore di Edmondo De Amicis regia di Luigi Comencini (1984)
- Il generale, regia di Luigi Magni (1987)
- Cuore, regia di Maurizio Zaccaro (2001)
- Garibaldi, l'eroe dei due mondi (2003) telenovela brasiliana (60 episodi) di Teresa Lampréia e Jayme Monjardim
- Luisa Sanfelice regia di Paolo e Vittorio Taviani (2004)
- Le cinque giornate di Milano regia di Carlo Lizzani (2004)
- La contessa di Castiglione regia di Josée Dayan (2006)
- Eravamo solo mille (2006) regia di Stefano Reali
- Anita – Una Vita per Garibaldi (2007) regia di Aurelio Grimaldi
- Garibaldi in America (2009) regia di Alberto Rondalli
- Anita Garibaldi regia di Claudio Bonivento (2012)
- Il generale dei briganti regia di Paolo Poeti (2012)
- Né con te né senza di te regia di Vincenzo Terracciano (2012)
- L'ultimo papa re regia di Luca Manfredi (2013)
- Mameli. Il ragazzo che sognò l'Italia regia di Luca Lucini e Ago Panini (2024)
- Giuseppe Garibaldi eroe leggendario regia di Silvia Monga (2024)
- Belcanto, regia di Carmine Elia (2025)
- Il Gattopardo, regia di Tom Shankland, Giuseppe Capotondi e Laura Luchetti (2025)